# Флоріана (Фельдмана)-1 тема
Те́ма Флоріа́на (Фе́льдмана)-1 — тема в шаховій композиції ортодоксального жанру. Суть теми — чергування матуючих ходів при корекції ходів (при повторній загрозі) чорних фігур.

## Історія
Ідею запропонував угорський проблеміст, міжнародний майстер спорту — Тибор Флоріан (02.03.1919—02.03.1990), перша відома його задача на цю ідею датована 1936 роком. Тема проходить на ходи двох чорних фігур. Перша тематична фігура робить байдужий (будь-який) хід і виникає певний мат чорному королю, а на точний хід — другий мат. На ходи другої тематичної фігури навпаки — мат, який виникав на точний хід, тепер виникає на байдужий хід, і відповідно мат, що був на довільний хід, тепер виникає на точний. Пройшло чергування матів на ходи двох фігур при повторній загрозі. Тибор Флоріан, працюючи у 80-х роках XX століття в посольстві Угорщини в СРСР, виступав під псевдонімом Фельдман. Ідея, відкрита ним, спочатку називалась — тема Фельдмана-1, лише в кінці XX століття проблемісти почали називати справжнім прізвищем — Флоріана, додаючи у дужки його псевдонім Фельдман. Тепер назва ідеї звучить — тема Флоріана (Фельдмана)-1, оскільки в цього проблеміста є ще й інша тема, яка має назву — тема Флоріана (Фельдмана)-2.

## Основні форми вираження теми
Тема може бути виражена в простій формі, в циклічній, можливе і подвоєння простої форми.

### Проста форма
Проста форма теми Флоріана (Фельдмана)-1 — після першого ходу білих чорні захищаються двома фігурами, причому кожна тематична чорна фігура має можливість робити і будь-який хід, і точний (корекція ходу фігури), а білі оголошують один і той же мат А з чергуванням, то на будь-який хід чорної фігури а, то на точний (корегувальний) хід чорної фігури b; по аналогії те ж саме оголошення мату В

Алгоритм вираження теми теми у простій формі:
1. Х!
1. … a~ (будь-який хід фігури)  2. A #
1. … a!  (точний хід фігури)       2. B #
1. … b~ (будь-який хід фігури)  2. B #
1. … b!  (точний хід фігури)       2. A #
|   | a | b | c | d | e | f | g | h |   |
| 8 | c8 чорний слон · d8 чорна тура · b7 чорний пішак · e7 білий пішак · f7 чорний пішак · g7 білий ферзь · h7 білий слон · b6 білий слон · f6 чорний пішак · b5 біла тура · e5 чорний кінь · f5 чорний кінь · a4 білий пішак · c4 чорний король · d4 білий пішак · g4 білий кінь · a3 біла тура · h3 білий король · a2 білий кінь · b2 білий пішак · d2 чорний пішак · g2 білий пішак · h2 білий пішак · c1 чорний ферзь | c8 чорний слон · d8 чорна тура · b7 чорний пішак · e7 білий пішак · f7 чорний пішак · g7 білий ферзь · h7 білий слон · b6 білий слон · f6 чорний пішак · b5 біла тура · e5 чорний кінь · f5 чорний кінь · a4 білий пішак · c4 чорний король · d4 білий пішак · g4 білий кінь · a3 біла тура · h3 білий король · a2 білий кінь · b2 білий пішак · d2 чорний пішак · g2 білий пішак · h2 білий пішак · c1 чорний ферзь | c8 чорний слон · d8 чорна тура · b7 чорний пішак · e7 білий пішак · f7 чорний пішак · g7 білий ферзь · h7 білий слон · b6 білий слон · f6 чорний пішак · b5 біла тура · e5 чорний кінь · f5 чорний кінь · a4 білий пішак · c4 чорний король · d4 білий пішак · g4 білий кінь · a3 біла тура · h3 білий король · a2 білий кінь · b2 білий пішак · d2 чорний пішак · g2 білий пішак · h2 білий пішак · c1 чорний ферзь | c8 чорний слон · d8 чорна тура · b7 чорний пішак · e7 білий пішак · f7 чорний пішак · g7 білий ферзь · h7 білий слон · b6 білий слон · f6 чорний пішак · b5 біла тура · e5 чорний кінь · f5 чорний кінь · a4 білий пішак · c4 чорний король · d4 білий пішак · g4 білий кінь · a3 біла тура · h3 білий король · a2 білий кінь · b2 білий пішак · d2 чорний пішак · g2 білий пішак · h2 білий пішак · c1 чорний ферзь | c8 чорний слон · d8 чорна тура · b7 чорний пішак · e7 білий пішак · f7 чорний пішак · g7 білий ферзь · h7 білий слон · b6 білий слон · f6 чорний пішак · b5 біла тура · e5 чорний кінь · f5 чорний кінь · a4 білий пішак · c4 чорний король · d4 білий пішак · g4 білий кінь · a3 біла тура · h3 білий король · a2 білий кінь · b2 білий пішак · d2 чорний пішак · g2 білий пішак · h2 білий пішак · c1 чорний ферзь | c8 чорний слон · d8 чорна тура · b7 чорний пішак · e7 білий пішак · f7 чорний пішак · g7 білий ферзь · h7 білий слон · b6 білий слон · f6 чорний пішак · b5 біла тура · e5 чорний кінь · f5 чорний кінь · a4 білий пішак · c4 чорний король · d4 білий пішак · g4 білий кінь · a3 біла тура · h3 білий король · a2 білий кінь · b2 білий пішак · d2 чорний пішак · g2 білий пішак · h2 білий пішак · c1 чорний ферзь | c8 чорний слон · d8 чорна тура · b7 чорний пішак · e7 білий пішак · f7 чорний пішак · g7 білий ферзь · h7 білий слон · b6 білий слон · f6 чорний пішак · b5 біла тура · e5 чорний кінь · f5 чорний кінь · a4 білий пішак · c4 чорний король · d4 білий пішак · g4 білий кінь · a3 біла тура · h3 білий король · a2 білий кінь · b2 білий пішак · d2 чорний пішак · g2 білий пішак · h2 білий пішак · c1 чорний ферзь | c8 чорний слон · d8 чорна тура · b7 чорний пішак · e7 білий пішак · f7 чорний пішак · g7 білий ферзь · h7 білий слон · b6 білий слон · f6 чорний пішак · b5 біла тура · e5 чорний кінь · f5 чорний кінь · a4 білий пішак · c4 чорний король · d4 білий пішак · g4 білий кінь · a3 біла тура · h3 білий король · a2 білий кінь · b2 білий пішак · d2 чорний пішак · g2 білий пішак · h2 білий пішак · c1 чорний ферзь | 8 |
| 7 | c8 чорний слон · d8 чорна тура · b7 чорний пішак · e7 білий пішак · f7 чорний пішак · g7 білий ферзь · h7 білий слон · b6 білий слон · f6 чорний пішак · b5 біла тура · e5 чорний кінь · f5 чорний кінь · a4 білий пішак · c4 чорний король · d4 білий пішак · g4 білий кінь · a3 біла тура · h3 білий король · a2 білий кінь · b2 білий пішак · d2 чорний пішак · g2 білий пішак · h2 білий пішак · c1 чорний ферзь | c8 чорний слон · d8 чорна тура · b7 чорний пішак · e7 білий пішак · f7 чорний пішак · g7 білий ферзь · h7 білий слон · b6 білий слон · f6 чорний пішак · b5 біла тура · e5 чорний кінь · f5 чорний кінь · a4 білий пішак · c4 чорний король · d4 білий пішак · g4 білий кінь · a3 біла тура · h3 білий король · a2 білий кінь · b2 білий пішак · d2 чорний пішак · g2 білий пішак · h2 білий пішак · c1 чорний ферзь | c8 чорний слон · d8 чорна тура · b7 чорний пішак · e7 білий пішак · f7 чорний пішак · g7 білий ферзь · h7 білий слон · b6 білий слон · f6 чорний пішак · b5 біла тура · e5 чорний кінь · f5 чорний кінь · a4 білий пішак · c4 чорний король · d4 білий пішак · g4 білий кінь · a3 біла тура · h3 білий король · a2 білий кінь · b2 білий пішак · d2 чорний пішак · g2 білий пішак · h2 білий пішак · c1 чорний ферзь | c8 чорний слон · d8 чорна тура · b7 чорний пішак · e7 білий пішак · f7 чорний пішак · g7 білий ферзь · h7 білий слон · b6 білий слон · f6 чорний пішак · b5 біла тура · e5 чорний кінь · f5 чорний кінь · a4 білий пішак · c4 чорний король · d4 білий пішак · g4 білий кінь · a3 біла тура · h3 білий король · a2 білий кінь · b2 білий пішак · d2 чорний пішак · g2 білий пішак · h2 білий пішак · c1 чорний ферзь | c8 чорний слон · d8 чорна тура · b7 чорний пішак · e7 білий пішак · f7 чорний пішак · g7 білий ферзь · h7 білий слон · b6 білий слон · f6 чорний пішак · b5 біла тура · e5 чорний кінь · f5 чорний кінь · a4 білий пішак · c4 чорний король · d4 білий пішак · g4 білий кінь · a3 біла тура · h3 білий король · a2 білий кінь · b2 білий пішак · d2 чорний пішак · g2 білий пішак · h2 білий пішак · c1 чорний ферзь | c8 чорний слон · d8 чорна тура · b7 чорний пішак · e7 білий пішак · f7 чорний пішак · g7 білий ферзь · h7 білий слон · b6 білий слон · f6 чорний пішак · b5 біла тура · e5 чорний кінь · f5 чорний кінь · a4 білий пішак · c4 чорний король · d4 білий пішак · g4 білий кінь · a3 біла тура · h3 білий король · a2 білий кінь · b2 білий пішак · d2 чорний пішак · g2 білий пішак · h2 білий пішак · c1 чорний ферзь | c8 чорний слон · d8 чорна тура · b7 чорний пішак · e7 білий пішак · f7 чорний пішак · g7 білий ферзь · h7 білий слон · b6 білий слон · f6 чорний пішак · b5 біла тура · e5 чорний кінь · f5 чорний кінь · a4 білий пішак · c4 чорний король · d4 білий пішак · g4 білий кінь · a3 біла тура · h3 білий король · a2 білий кінь · b2 білий пішак · d2 чорний пішак · g2 білий пішак · h2 білий пішак · c1 чорний ферзь | c8 чорний слон · d8 чорна тура · b7 чорний пішак · e7 білий пішак · f7 чорний пішак · g7 білий ферзь · h7 білий слон · b6 білий слон · f6 чорний пішак · b5 біла тура · e5 чорний кінь · f5 чорний кінь · a4 білий пішак · c4 чорний король · d4 білий пішак · g4 білий кінь · a3 біла тура · h3 білий король · a2 білий кінь · b2 білий пішак · d2 чорний пішак · g2 білий пішак · h2 білий пішак · c1 чорний ферзь | 7 |
| 6 | c8 чорний слон · d8 чорна тура · b7 чорний пішак · e7 білий пішак · f7 чорний пішак · g7 білий ферзь · h7 білий слон · b6 білий слон · f6 чорний пішак · b5 біла тура · e5 чорний кінь · f5 чорний кінь · a4 білий пішак · c4 чорний король · d4 білий пішак · g4 білий кінь · a3 біла тура · h3 білий король · a2 білий кінь · b2 білий пішак · d2 чорний пішак · g2 білий пішак · h2 білий пішак · c1 чорний ферзь | c8 чорний слон · d8 чорна тура · b7 чорний пішак · e7 білий пішак · f7 чорний пішак · g7 білий ферзь · h7 білий слон · b6 білий слон · f6 чорний пішак · b5 біла тура · e5 чорний кінь · f5 чорний кінь · a4 білий пішак · c4 чорний король · d4 білий пішак · g4 білий кінь · a3 біла тура · h3 білий король · a2 білий кінь · b2 білий пішак · d2 чорний пішак · g2 білий пішак · h2 білий пішак · c1 чорний ферзь | c8 чорний слон · d8 чорна тура · b7 чорний пішак · e7 білий пішак · f7 чорний пішак · g7 білий ферзь · h7 білий слон · b6 білий слон · f6 чорний пішак · b5 біла тура · e5 чорний кінь · f5 чорний кінь · a4 білий пішак · c4 чорний король · d4 білий пішак · g4 білий кінь · a3 біла тура · h3 білий король · a2 білий кінь · b2 білий пішак · d2 чорний пішак · g2 білий пішак · h2 білий пішак · c1 чорний ферзь | c8 чорний слон · d8 чорна тура · b7 чорний пішак · e7 білий пішак · f7 чорний пішак · g7 білий ферзь · h7 білий слон · b6 білий слон · f6 чорний пішак · b5 біла тура · e5 чорний кінь · f5 чорний кінь · a4 білий пішак · c4 чорний король · d4 білий пішак · g4 білий кінь · a3 біла тура · h3 білий король · a2 білий кінь · b2 білий пішак · d2 чорний пішак · g2 білий пішак · h2 білий пішак · c1 чорний ферзь | c8 чорний слон · d8 чорна тура · b7 чорний пішак · e7 білий пішак · f7 чорний пішак · g7 білий ферзь · h7 білий слон · b6 білий слон · f6 чорний пішак · b5 біла тура · e5 чорний кінь · f5 чорний кінь · a4 білий пішак · c4 чорний король · d4 білий пішак · g4 білий кінь · a3 біла тура · h3 білий король · a2 білий кінь · b2 білий пішак · d2 чорний пішак · g2 білий пішак · h2 білий пішак · c1 чорний ферзь | c8 чорний слон · d8 чорна тура · b7 чорний пішак · e7 білий пішак · f7 чорний пішак · g7 білий ферзь · h7 білий слон · b6 білий слон · f6 чорний пішак · b5 біла тура · e5 чорний кінь · f5 чорний кінь · a4 білий пішак · c4 чорний король · d4 білий пішак · g4 білий кінь · a3 біла тура · h3 білий король · a2 білий кінь · b2 білий пішак · d2 чорний пішак · g2 білий пішак · h2 білий пішак · c1 чорний ферзь | c8 чорний слон · d8 чорна тура · b7 чорний пішак · e7 білий пішак · f7 чорний пішак · g7 білий ферзь · h7 білий слон · b6 білий слон · f6 чорний пішак · b5 біла тура · e5 чорний кінь · f5 чорний кінь · a4 білий пішак · c4 чорний король · d4 білий пішак · g4 білий кінь · a3 біла тура · h3 білий король · a2 білий кінь · b2 білий пішак · d2 чорний пішак · g2 білий пішак · h2 білий пішак · c1 чорний ферзь | c8 чорний слон · d8 чорна тура · b7 чорний пішак · e7 білий пішак · f7 чорний пішак · g7 білий ферзь · h7 білий слон · b6 білий слон · f6 чорний пішак · b5 біла тура · e5 чорний кінь · f5 чорний кінь · a4 білий пішак · c4 чорний король · d4 білий пішак · g4 білий кінь · a3 біла тура · h3 білий король · a2 білий кінь · b2 білий пішак · d2 чорний пішак · g2 білий пішак · h2 білий пішак · c1 чорний ферзь | 6 |
| 5 | c8 чорний слон · d8 чорна тура · b7 чорний пішак · e7 білий пішак · f7 чорний пішак · g7 білий ферзь · h7 білий слон · b6 білий слон · f6 чорний пішак · b5 біла тура · e5 чорний кінь · f5 чорний кінь · a4 білий пішак · c4 чорний король · d4 білий пішак · g4 білий кінь · a3 біла тура · h3 білий король · a2 білий кінь · b2 білий пішак · d2 чорний пішак · g2 білий пішак · h2 білий пішак · c1 чорний ферзь | c8 чорний слон · d8 чорна тура · b7 чорний пішак · e7 білий пішак · f7 чорний пішак · g7 білий ферзь · h7 білий слон · b6 білий слон · f6 чорний пішак · b5 біла тура · e5 чорний кінь · f5 чорний кінь · a4 білий пішак · c4 чорний король · d4 білий пішак · g4 білий кінь · a3 біла тура · h3 білий король · a2 білий кінь · b2 білий пішак · d2 чорний пішак · g2 білий пішак · h2 білий пішак · c1 чорний ферзь | c8 чорний слон · d8 чорна тура · b7 чорний пішак · e7 білий пішак · f7 чорний пішак · g7 білий ферзь · h7 білий слон · b6 білий слон · f6 чорний пішак · b5 біла тура · e5 чорний кінь · f5 чорний кінь · a4 білий пішак · c4 чорний король · d4 білий пішак · g4 білий кінь · a3 біла тура · h3 білий король · a2 білий кінь · b2 білий пішак · d2 чорний пішак · g2 білий пішак · h2 білий пішак · c1 чорний ферзь | c8 чорний слон · d8 чорна тура · b7 чорний пішак · e7 білий пішак · f7 чорний пішак · g7 білий ферзь · h7 білий слон · b6 білий слон · f6 чорний пішак · b5 біла тура · e5 чорний кінь · f5 чорний кінь · a4 білий пішак · c4 чорний король · d4 білий пішак · g4 білий кінь · a3 біла тура · h3 білий король · a2 білий кінь · b2 білий пішак · d2 чорний пішак · g2 білий пішак · h2 білий пішак · c1 чорний ферзь | c8 чорний слон · d8 чорна тура · b7 чорний пішак · e7 білий пішак · f7 чорний пішак · g7 білий ферзь · h7 білий слон · b6 білий слон · f6 чорний пішак · b5 біла тура · e5 чорний кінь · f5 чорний кінь · a4 білий пішак · c4 чорний король · d4 білий пішак · g4 білий кінь · a3 біла тура · h3 білий король · a2 білий кінь · b2 білий пішак · d2 чорний пішак · g2 білий пішак · h2 білий пішак · c1 чорний ферзь | c8 чорний слон · d8 чорна тура · b7 чорний пішак · e7 білий пішак · f7 чорний пішак · g7 білий ферзь · h7 білий слон · b6 білий слон · f6 чорний пішак · b5 біла тура · e5 чорний кінь · f5 чорний кінь · a4 білий пішак · c4 чорний король · d4 білий пішак · g4 білий кінь · a3 біла тура · h3 білий король · a2 білий кінь · b2 білий пішак · d2 чорний пішак · g2 білий пішак · h2 білий пішак · c1 чорний ферзь | c8 чорний слон · d8 чорна тура · b7 чорний пішак · e7 білий пішак · f7 чорний пішак · g7 білий ферзь · h7 білий слон · b6 білий слон · f6 чорний пішак · b5 біла тура · e5 чорний кінь · f5 чорний кінь · a4 білий пішак · c4 чорний король · d4 білий пішак · g4 білий кінь · a3 біла тура · h3 білий король · a2 білий кінь · b2 білий пішак · d2 чорний пішак · g2 білий пішак · h2 білий пішак · c1 чорний ферзь | c8 чорний слон · d8 чорна тура · b7 чорний пішак · e7 білий пішак · f7 чорний пішак · g7 білий ферзь · h7 білий слон · b6 білий слон · f6 чорний пішак · b5 біла тура · e5 чорний кінь · f5 чорний кінь · a4 білий пішак · c4 чорний король · d4 білий пішак · g4 білий кінь · a3 біла тура · h3 білий король · a2 білий кінь · b2 білий пішак · d2 чорний пішак · g2 білий пішак · h2 білий пішак · c1 чорний ферзь | 5 |
| 4 | c8 чорний слон · d8 чорна тура · b7 чорний пішак · e7 білий пішак · f7 чорний пішак · g7 білий ферзь · h7 білий слон · b6 білий слон · f6 чорний пішак · b5 біла тура · e5 чорний кінь · f5 чорний кінь · a4 білий пішак · c4 чорний король · d4 білий пішак · g4 білий кінь · a3 біла тура · h3 білий король · a2 білий кінь · b2 білий пішак · d2 чорний пішак · g2 білий пішак · h2 білий пішак · c1 чорний ферзь | c8 чорний слон · d8 чорна тура · b7 чорний пішак · e7 білий пішак · f7 чорний пішак · g7 білий ферзь · h7 білий слон · b6 білий слон · f6 чорний пішак · b5 біла тура · e5 чорний кінь · f5 чорний кінь · a4 білий пішак · c4 чорний король · d4 білий пішак · g4 білий кінь · a3 біла тура · h3 білий король · a2 білий кінь · b2 білий пішак · d2 чорний пішак · g2 білий пішак · h2 білий пішак · c1 чорний ферзь | c8 чорний слон · d8 чорна тура · b7 чорний пішак · e7 білий пішак · f7 чорний пішак · g7 білий ферзь · h7 білий слон · b6 білий слон · f6 чорний пішак · b5 біла тура · e5 чорний кінь · f5 чорний кінь · a4 білий пішак · c4 чорний король · d4 білий пішак · g4 білий кінь · a3 біла тура · h3 білий король · a2 білий кінь · b2 білий пішак · d2 чорний пішак · g2 білий пішак · h2 білий пішак · c1 чорний ферзь | c8 чорний слон · d8 чорна тура · b7 чорний пішак · e7 білий пішак · f7 чорний пішак · g7 білий ферзь · h7 білий слон · b6 білий слон · f6 чорний пішак · b5 біла тура · e5 чорний кінь · f5 чорний кінь · a4 білий пішак · c4 чорний король · d4 білий пішак · g4 білий кінь · a3 біла тура · h3 білий король · a2 білий кінь · b2 білий пішак · d2 чорний пішак · g2 білий пішак · h2 білий пішак · c1 чорний ферзь | c8 чорний слон · d8 чорна тура · b7 чорний пішак · e7 білий пішак · f7 чорний пішак · g7 білий ферзь · h7 білий слон · b6 білий слон · f6 чорний пішак · b5 біла тура · e5 чорний кінь · f5 чорний кінь · a4 білий пішак · c4 чорний король · d4 білий пішак · g4 білий кінь · a3 біла тура · h3 білий король · a2 білий кінь · b2 білий пішак · d2 чорний пішак · g2 білий пішак · h2 білий пішак · c1 чорний ферзь | c8 чорний слон · d8 чорна тура · b7 чорний пішак · e7 білий пішак · f7 чорний пішак · g7 білий ферзь · h7 білий слон · b6 білий слон · f6 чорний пішак · b5 біла тура · e5 чорний кінь · f5 чорний кінь · a4 білий пішак · c4 чорний король · d4 білий пішак · g4 білий кінь · a3 біла тура · h3 білий король · a2 білий кінь · b2 білий пішак · d2 чорний пішак · g2 білий пішак · h2 білий пішак · c1 чорний ферзь | c8 чорний слон · d8 чорна тура · b7 чорний пішак · e7 білий пішак · f7 чорний пішак · g7 білий ферзь · h7 білий слон · b6 білий слон · f6 чорний пішак · b5 біла тура · e5 чорний кінь · f5 чорний кінь · a4 білий пішак · c4 чорний король · d4 білий пішак · g4 білий кінь · a3 біла тура · h3 білий король · a2 білий кінь · b2 білий пішак · d2 чорний пішак · g2 білий пішак · h2 білий пішак · c1 чорний ферзь | c8 чорний слон · d8 чорна тура · b7 чорний пішак · e7 білий пішак · f7 чорний пішак · g7 білий ферзь · h7 білий слон · b6 білий слон · f6 чорний пішак · b5 біла тура · e5 чорний кінь · f5 чорний кінь · a4 білий пішак · c4 чорний король · d4 білий пішак · g4 білий кінь · a3 біла тура · h3 білий король · a2 білий кінь · b2 білий пішак · d2 чорний пішак · g2 білий пішак · h2 білий пішак · c1 чорний ферзь | 4 |
| 3 | c8 чорний слон · d8 чорна тура · b7 чорний пішак · e7 білий пішак · f7 чорний пішак · g7 білий ферзь · h7 білий слон · b6 білий слон · f6 чорний пішак · b5 біла тура · e5 чорний кінь · f5 чорний кінь · a4 білий пішак · c4 чорний король · d4 білий пішак · g4 білий кінь · a3 біла тура · h3 білий король · a2 білий кінь · b2 білий пішак · d2 чорний пішак · g2 білий пішак · h2 білий пішак · c1 чорний ферзь | c8 чорний слон · d8 чорна тура · b7 чорний пішак · e7 білий пішак · f7 чорний пішак · g7 білий ферзь · h7 білий слон · b6 білий слон · f6 чорний пішак · b5 біла тура · e5 чорний кінь · f5 чорний кінь · a4 білий пішак · c4 чорний король · d4 білий пішак · g4 білий кінь · a3 біла тура · h3 білий король · a2 білий кінь · b2 білий пішак · d2 чорний пішак · g2 білий пішак · h2 білий пішак · c1 чорний ферзь | c8 чорний слон · d8 чорна тура · b7 чорний пішак · e7 білий пішак · f7 чорний пішак · g7 білий ферзь · h7 білий слон · b6 білий слон · f6 чорний пішак · b5 біла тура · e5 чорний кінь · f5 чорний кінь · a4 білий пішак · c4 чорний король · d4 білий пішак · g4 білий кінь · a3 біла тура · h3 білий король · a2 білий кінь · b2 білий пішак · d2 чорний пішак · g2 білий пішак · h2 білий пішак · c1 чорний ферзь | c8 чорний слон · d8 чорна тура · b7 чорний пішак · e7 білий пішак · f7 чорний пішак · g7 білий ферзь · h7 білий слон · b6 білий слон · f6 чорний пішак · b5 біла тура · e5 чорний кінь · f5 чорний кінь · a4 білий пішак · c4 чорний король · d4 білий пішак · g4 білий кінь · a3 біла тура · h3 білий король · a2 білий кінь · b2 білий пішак · d2 чорний пішак · g2 білий пішак · h2 білий пішак · c1 чорний ферзь | c8 чорний слон · d8 чорна тура · b7 чорний пішак · e7 білий пішак · f7 чорний пішак · g7 білий ферзь · h7 білий слон · b6 білий слон · f6 чорний пішак · b5 біла тура · e5 чорний кінь · f5 чорний кінь · a4 білий пішак · c4 чорний король · d4 білий пішак · g4 білий кінь · a3 біла тура · h3 білий король · a2 білий кінь · b2 білий пішак · d2 чорний пішак · g2 білий пішак · h2 білий пішак · c1 чорний ферзь | c8 чорний слон · d8 чорна тура · b7 чорний пішак · e7 білий пішак · f7 чорний пішак · g7 білий ферзь · h7 білий слон · b6 білий слон · f6 чорний пішак · b5 біла тура · e5 чорний кінь · f5 чорний кінь · a4 білий пішак · c4 чорний король · d4 білий пішак · g4 білий кінь · a3 біла тура · h3 білий король · a2 білий кінь · b2 білий пішак · d2 чорний пішак · g2 білий пішак · h2 білий пішак · c1 чорний ферзь | c8 чорний слон · d8 чорна тура · b7 чорний пішак · e7 білий пішак · f7 чорний пішак · g7 білий ферзь · h7 білий слон · b6 білий слон · f6 чорний пішак · b5 біла тура · e5 чорний кінь · f5 чорний кінь · a4 білий пішак · c4 чорний король · d4 білий пішак · g4 білий кінь · a3 біла тура · h3 білий король · a2 білий кінь · b2 білий пішак · d2 чорний пішак · g2 білий пішак · h2 білий пішак · c1 чорний ферзь | c8 чорний слон · d8 чорна тура · b7 чорний пішак · e7 білий пішак · f7 чорний пішак · g7 білий ферзь · h7 білий слон · b6 білий слон · f6 чорний пішак · b5 біла тура · e5 чорний кінь · f5 чорний кінь · a4 білий пішак · c4 чорний король · d4 білий пішак · g4 білий кінь · a3 біла тура · h3 білий король · a2 білий кінь · b2 білий пішак · d2 чорний пішак · g2 білий пішак · h2 білий пішак · c1 чорний ферзь | 3 |
| 2 | c8 чорний слон · d8 чорна тура · b7 чорний пішак · e7 білий пішак · f7 чорний пішак · g7 білий ферзь · h7 білий слон · b6 білий слон · f6 чорний пішак · b5 біла тура · e5 чорний кінь · f5 чорний кінь · a4 білий пішак · c4 чорний король · d4 білий пішак · g4 білий кінь · a3 біла тура · h3 білий король · a2 білий кінь · b2 білий пішак · d2 чорний пішак · g2 білий пішак · h2 білий пішак · c1 чорний ферзь | c8 чорний слон · d8 чорна тура · b7 чорний пішак · e7 білий пішак · f7 чорний пішак · g7 білий ферзь · h7 білий слон · b6 білий слон · f6 чорний пішак · b5 біла тура · e5 чорний кінь · f5 чорний кінь · a4 білий пішак · c4 чорний король · d4 білий пішак · g4 білий кінь · a3 біла тура · h3 білий король · a2 білий кінь · b2 білий пішак · d2 чорний пішак · g2 білий пішак · h2 білий пішак · c1 чорний ферзь | c8 чорний слон · d8 чорна тура · b7 чорний пішак · e7 білий пішак · f7 чорний пішак · g7 білий ферзь · h7 білий слон · b6 білий слон · f6 чорний пішак · b5 біла тура · e5 чорний кінь · f5 чорний кінь · a4 білий пішак · c4 чорний король · d4 білий пішак · g4 білий кінь · a3 біла тура · h3 білий король · a2 білий кінь · b2 білий пішак · d2 чорний пішак · g2 білий пішак · h2 білий пішак · c1 чорний ферзь | c8 чорний слон · d8 чорна тура · b7 чорний пішак · e7 білий пішак · f7 чорний пішак · g7 білий ферзь · h7 білий слон · b6 білий слон · f6 чорний пішак · b5 біла тура · e5 чорний кінь · f5 чорний кінь · a4 білий пішак · c4 чорний король · d4 білий пішак · g4 білий кінь · a3 біла тура · h3 білий король · a2 білий кінь · b2 білий пішак · d2 чорний пішак · g2 білий пішак · h2 білий пішак · c1 чорний ферзь | c8 чорний слон · d8 чорна тура · b7 чорний пішак · e7 білий пішак · f7 чорний пішак · g7 білий ферзь · h7 білий слон · b6 білий слон · f6 чорний пішак · b5 біла тура · e5 чорний кінь · f5 чорний кінь · a4 білий пішак · c4 чорний король · d4 білий пішак · g4 білий кінь · a3 біла тура · h3 білий король · a2 білий кінь · b2 білий пішак · d2 чорний пішак · g2 білий пішак · h2 білий пішак · c1 чорний ферзь | c8 чорний слон · d8 чорна тура · b7 чорний пішак · e7 білий пішак · f7 чорний пішак · g7 білий ферзь · h7 білий слон · b6 білий слон · f6 чорний пішак · b5 біла тура · e5 чорний кінь · f5 чорний кінь · a4 білий пішак · c4 чорний король · d4 білий пішак · g4 білий кінь · a3 біла тура · h3 білий король · a2 білий кінь · b2 білий пішак · d2 чорний пішак · g2 білий пішак · h2 білий пішак · c1 чорний ферзь | c8 чорний слон · d8 чорна тура · b7 чорний пішак · e7 білий пішак · f7 чорний пішак · g7 білий ферзь · h7 білий слон · b6 білий слон · f6 чорний пішак · b5 біла тура · e5 чорний кінь · f5 чорний кінь · a4 білий пішак · c4 чорний король · d4 білий пішак · g4 білий кінь · a3 біла тура · h3 білий король · a2 білий кінь · b2 білий пішак · d2 чорний пішак · g2 білий пішак · h2 білий пішак · c1 чорний ферзь | c8 чорний слон · d8 чорна тура · b7 чорний пішак · e7 білий пішак · f7 чорний пішак · g7 білий ферзь · h7 білий слон · b6 білий слон · f6 чорний пішак · b5 біла тура · e5 чорний кінь · f5 чорний кінь · a4 білий пішак · c4 чорний король · d4 білий пішак · g4 білий кінь · a3 біла тура · h3 білий король · a2 білий кінь · b2 білий пішак · d2 чорний пішак · g2 білий пішак · h2 білий пішак · c1 чорний ферзь | 2 |
| 1 | c8 чорний слон · d8 чорна тура · b7 чорний пішак · e7 білий пішак · f7 чорний пішак · g7 білий ферзь · h7 білий слон · b6 білий слон · f6 чорний пішак · b5 біла тура · e5 чорний кінь · f5 чорний кінь · a4 білий пішак · c4 чорний король · d4 білий пішак · g4 білий кінь · a3 біла тура · h3 білий король · a2 білий кінь · b2 білий пішак · d2 чорний пішак · g2 білий пішак · h2 білий пішак · c1 чорний ферзь | c8 чорний слон · d8 чорна тура · b7 чорний пішак · e7 білий пішак · f7 чорний пішак · g7 білий ферзь · h7 білий слон · b6 білий слон · f6 чорний пішак · b5 біла тура · e5 чорний кінь · f5 чорний кінь · a4 білий пішак · c4 чорний король · d4 білий пішак · g4 білий кінь · a3 біла тура · h3 білий король · a2 білий кінь · b2 білий пішак · d2 чорний пішак · g2 білий пішак · h2 білий пішак · c1 чорний ферзь | c8 чорний слон · d8 чорна тура · b7 чорний пішак · e7 білий пішак · f7 чорний пішак · g7 білий ферзь · h7 білий слон · b6 білий слон · f6 чорний пішак · b5 біла тура · e5 чорний кінь · f5 чорний кінь · a4 білий пішак · c4 чорний король · d4 білий пішак · g4 білий кінь · a3 біла тура · h3 білий король · a2 білий кінь · b2 білий пішак · d2 чорний пішак · g2 білий пішак · h2 білий пішак · c1 чорний ферзь | c8 чорний слон · d8 чорна тура · b7 чорний пішак · e7 білий пішак · f7 чорний пішак · g7 білий ферзь · h7 білий слон · b6 білий слон · f6 чорний пішак · b5 біла тура · e5 чорний кінь · f5 чорний кінь · a4 білий пішак · c4 чорний король · d4 білий пішак · g4 білий кінь · a3 біла тура · h3 білий король · a2 білий кінь · b2 білий пішак · d2 чорний пішак · g2 білий пішак · h2 білий пішак · c1 чорний ферзь | c8 чорний слон · d8 чорна тура · b7 чорний пішак · e7 білий пішак · f7 чорний пішак · g7 білий ферзь · h7 білий слон · b6 білий слон · f6 чорний пішак · b5 біла тура · e5 чорний кінь · f5 чорний кінь · a4 білий пішак · c4 чорний король · d4 білий пішак · g4 білий кінь · a3 біла тура · h3 білий король · a2 білий кінь · b2 білий пішак · d2 чорний пішак · g2 білий пішак · h2 білий пішак · c1 чорний ферзь | c8 чорний слон · d8 чорна тура · b7 чорний пішак · e7 білий пішак · f7 чорний пішак · g7 білий ферзь · h7 білий слон · b6 білий слон · f6 чорний пішак · b5 біла тура · e5 чорний кінь · f5 чорний кінь · a4 білий пішак · c4 чорний король · d4 білий пішак · g4 білий кінь · a3 біла тура · h3 білий король · a2 білий кінь · b2 білий пішак · d2 чорний пішак · g2 білий пішак · h2 білий пішак · c1 чорний ферзь | c8 чорний слон · d8 чорна тура · b7 чорний пішак · e7 білий пішак · f7 чорний пішак · g7 білий ферзь · h7 білий слон · b6 білий слон · f6 чорний пішак · b5 біла тура · e5 чорний кінь · f5 чорний кінь · a4 білий пішак · c4 чорний король · d4 білий пішак · g4 білий кінь · a3 біла тура · h3 білий король · a2 білий кінь · b2 білий пішак · d2 чорний пішак · g2 білий пішак · h2 білий пішак · c1 чорний ферзь | c8 чорний слон · d8 чорна тура · b7 чорний пішак · e7 білий пішак · f7 чорний пішак · g7 білий ферзь · h7 білий слон · b6 білий слон · f6 чорний пішак · b5 біла тура · e5 чорний кінь · f5 чорний кінь · a4 білий пішак · c4 чорний король · d4 білий пішак · g4 білий кінь · a3 біла тура · h3 білий король · a2 білий кінь · b2 білий пішак · d2 чорний пішак · g2 білий пішак · h2 білий пішак · c1 чорний ферзь | 1 |
|   | a | b | c | d | e | f | g | h |   |

FEN: 2br4/1p2PpQB/1B3p2/1R2nn2/P1kP2N1/R6K/NP1p2PP/2q5
1. Qxf6! ~ 2. Sxe5#
1. … Sf~     2. b3# A
1. … Sxd4! 2. Rc5# B
1. … Se~    2. Rc5# B
1. … Sd3!   2. b3# A

### Подвоєна проста форма
Подвоєння теми може бути виражено за рахунок поєднання двох механізмів простої форми в одній задачі, що значно збільшує зміст твору.
|   | a | b | c | d | e | f | g | h |   |
| 8 | c8 чорна тура · d8 чорний слон · f8 чорна тура · g8 чорний слон · d7 білий слон · e7 біла тура · h7 білий кінь · a6 біла тура · c6 чорний пішак · g6 чорний пішак · a5 чорний пішак · d5 чорний король · e5 білий пішак · f5 чорний пішак · g5 білий пішак · a4 білий кінь · c4 чорний пішак · d4 білий пішак · e4 чорний пішак · c3 білий пішак · d3 білий пішак · b2 білий пішак · a1 білий король · b1 білий ферзь | c8 чорна тура · d8 чорний слон · f8 чорна тура · g8 чорний слон · d7 білий слон · e7 біла тура · h7 білий кінь · a6 біла тура · c6 чорний пішак · g6 чорний пішак · a5 чорний пішак · d5 чорний король · e5 білий пішак · f5 чорний пішак · g5 білий пішак · a4 білий кінь · c4 чорний пішак · d4 білий пішак · e4 чорний пішак · c3 білий пішак · d3 білий пішак · b2 білий пішак · a1 білий король · b1 білий ферзь | c8 чорна тура · d8 чорний слон · f8 чорна тура · g8 чорний слон · d7 білий слон · e7 біла тура · h7 білий кінь · a6 біла тура · c6 чорний пішак · g6 чорний пішак · a5 чорний пішак · d5 чорний король · e5 білий пішак · f5 чорний пішак · g5 білий пішак · a4 білий кінь · c4 чорний пішак · d4 білий пішак · e4 чорний пішак · c3 білий пішак · d3 білий пішак · b2 білий пішак · a1 білий король · b1 білий ферзь | c8 чорна тура · d8 чорний слон · f8 чорна тура · g8 чорний слон · d7 білий слон · e7 біла тура · h7 білий кінь · a6 біла тура · c6 чорний пішак · g6 чорний пішак · a5 чорний пішак · d5 чорний король · e5 білий пішак · f5 чорний пішак · g5 білий пішак · a4 білий кінь · c4 чорний пішак · d4 білий пішак · e4 чорний пішак · c3 білий пішак · d3 білий пішак · b2 білий пішак · a1 білий король · b1 білий ферзь | c8 чорна тура · d8 чорний слон · f8 чорна тура · g8 чорний слон · d7 білий слон · e7 біла тура · h7 білий кінь · a6 біла тура · c6 чорний пішак · g6 чорний пішак · a5 чорний пішак · d5 чорний король · e5 білий пішак · f5 чорний пішак · g5 білий пішак · a4 білий кінь · c4 чорний пішак · d4 білий пішак · e4 чорний пішак · c3 білий пішак · d3 білий пішак · b2 білий пішак · a1 білий король · b1 білий ферзь | c8 чорна тура · d8 чорний слон · f8 чорна тура · g8 чорний слон · d7 білий слон · e7 біла тура · h7 білий кінь · a6 біла тура · c6 чорний пішак · g6 чорний пішак · a5 чорний пішак · d5 чорний король · e5 білий пішак · f5 чорний пішак · g5 білий пішак · a4 білий кінь · c4 чорний пішак · d4 білий пішак · e4 чорний пішак · c3 білий пішак · d3 білий пішак · b2 білий пішак · a1 білий король · b1 білий ферзь | c8 чорна тура · d8 чорний слон · f8 чорна тура · g8 чорний слон · d7 білий слон · e7 біла тура · h7 білий кінь · a6 біла тура · c6 чорний пішак · g6 чорний пішак · a5 чорний пішак · d5 чорний король · e5 білий пішак · f5 чорний пішак · g5 білий пішак · a4 білий кінь · c4 чорний пішак · d4 білий пішак · e4 чорний пішак · c3 білий пішак · d3 білий пішак · b2 білий пішак · a1 білий король · b1 білий ферзь | c8 чорна тура · d8 чорний слон · f8 чорна тура · g8 чорний слон · d7 білий слон · e7 біла тура · h7 білий кінь · a6 біла тура · c6 чорний пішак · g6 чорний пішак · a5 чорний пішак · d5 чорний король · e5 білий пішак · f5 чорний пішак · g5 білий пішак · a4 білий кінь · c4 чорний пішак · d4 білий пішак · e4 чорний пішак · c3 білий пішак · d3 білий пішак · b2 білий пішак · a1 білий король · b1 білий ферзь | 8 |
| 7 | c8 чорна тура · d8 чорний слон · f8 чорна тура · g8 чорний слон · d7 білий слон · e7 біла тура · h7 білий кінь · a6 біла тура · c6 чорний пішак · g6 чорний пішак · a5 чорний пішак · d5 чорний король · e5 білий пішак · f5 чорний пішак · g5 білий пішак · a4 білий кінь · c4 чорний пішак · d4 білий пішак · e4 чорний пішак · c3 білий пішак · d3 білий пішак · b2 білий пішак · a1 білий король · b1 білий ферзь | c8 чорна тура · d8 чорний слон · f8 чорна тура · g8 чорний слон · d7 білий слон · e7 біла тура · h7 білий кінь · a6 біла тура · c6 чорний пішак · g6 чорний пішак · a5 чорний пішак · d5 чорний король · e5 білий пішак · f5 чорний пішак · g5 білий пішак · a4 білий кінь · c4 чорний пішак · d4 білий пішак · e4 чорний пішак · c3 білий пішак · d3 білий пішак · b2 білий пішак · a1 білий король · b1 білий ферзь | c8 чорна тура · d8 чорний слон · f8 чорна тура · g8 чорний слон · d7 білий слон · e7 біла тура · h7 білий кінь · a6 біла тура · c6 чорний пішак · g6 чорний пішак · a5 чорний пішак · d5 чорний король · e5 білий пішак · f5 чорний пішак · g5 білий пішак · a4 білий кінь · c4 чорний пішак · d4 білий пішак · e4 чорний пішак · c3 білий пішак · d3 білий пішак · b2 білий пішак · a1 білий король · b1 білий ферзь | c8 чорна тура · d8 чорний слон · f8 чорна тура · g8 чорний слон · d7 білий слон · e7 біла тура · h7 білий кінь · a6 біла тура · c6 чорний пішак · g6 чорний пішак · a5 чорний пішак · d5 чорний король · e5 білий пішак · f5 чорний пішак · g5 білий пішак · a4 білий кінь · c4 чорний пішак · d4 білий пішак · e4 чорний пішак · c3 білий пішак · d3 білий пішак · b2 білий пішак · a1 білий король · b1 білий ферзь | c8 чорна тура · d8 чорний слон · f8 чорна тура · g8 чорний слон · d7 білий слон · e7 біла тура · h7 білий кінь · a6 біла тура · c6 чорний пішак · g6 чорний пішак · a5 чорний пішак · d5 чорний король · e5 білий пішак · f5 чорний пішак · g5 білий пішак · a4 білий кінь · c4 чорний пішак · d4 білий пішак · e4 чорний пішак · c3 білий пішак · d3 білий пішак · b2 білий пішак · a1 білий король · b1 білий ферзь | c8 чорна тура · d8 чорний слон · f8 чорна тура · g8 чорний слон · d7 білий слон · e7 біла тура · h7 білий кінь · a6 біла тура · c6 чорний пішак · g6 чорний пішак · a5 чорний пішак · d5 чорний король · e5 білий пішак · f5 чорний пішак · g5 білий пішак · a4 білий кінь · c4 чорний пішак · d4 білий пішак · e4 чорний пішак · c3 білий пішак · d3 білий пішак · b2 білий пішак · a1 білий король · b1 білий ферзь | c8 чорна тура · d8 чорний слон · f8 чорна тура · g8 чорний слон · d7 білий слон · e7 біла тура · h7 білий кінь · a6 біла тура · c6 чорний пішак · g6 чорний пішак · a5 чорний пішак · d5 чорний король · e5 білий пішак · f5 чорний пішак · g5 білий пішак · a4 білий кінь · c4 чорний пішак · d4 білий пішак · e4 чорний пішак · c3 білий пішак · d3 білий пішак · b2 білий пішак · a1 білий король · b1 білий ферзь | c8 чорна тура · d8 чорний слон · f8 чорна тура · g8 чорний слон · d7 білий слон · e7 біла тура · h7 білий кінь · a6 біла тура · c6 чорний пішак · g6 чорний пішак · a5 чорний пішак · d5 чорний король · e5 білий пішак · f5 чорний пішак · g5 білий пішак · a4 білий кінь · c4 чорний пішак · d4 білий пішак · e4 чорний пішак · c3 білий пішак · d3 білий пішак · b2 білий пішак · a1 білий король · b1 білий ферзь | 7 |
| 6 | c8 чорна тура · d8 чорний слон · f8 чорна тура · g8 чорний слон · d7 білий слон · e7 біла тура · h7 білий кінь · a6 біла тура · c6 чорний пішак · g6 чорний пішак · a5 чорний пішак · d5 чорний король · e5 білий пішак · f5 чорний пішак · g5 білий пішак · a4 білий кінь · c4 чорний пішак · d4 білий пішак · e4 чорний пішак · c3 білий пішак · d3 білий пішак · b2 білий пішак · a1 білий король · b1 білий ферзь | c8 чорна тура · d8 чорний слон · f8 чорна тура · g8 чорний слон · d7 білий слон · e7 біла тура · h7 білий кінь · a6 біла тура · c6 чорний пішак · g6 чорний пішак · a5 чорний пішак · d5 чорний король · e5 білий пішак · f5 чорний пішак · g5 білий пішак · a4 білий кінь · c4 чорний пішак · d4 білий пішак · e4 чорний пішак · c3 білий пішак · d3 білий пішак · b2 білий пішак · a1 білий король · b1 білий ферзь | c8 чорна тура · d8 чорний слон · f8 чорна тура · g8 чорний слон · d7 білий слон · e7 біла тура · h7 білий кінь · a6 біла тура · c6 чорний пішак · g6 чорний пішак · a5 чорний пішак · d5 чорний король · e5 білий пішак · f5 чорний пішак · g5 білий пішак · a4 білий кінь · c4 чорний пішак · d4 білий пішак · e4 чорний пішак · c3 білий пішак · d3 білий пішак · b2 білий пішак · a1 білий король · b1 білий ферзь | c8 чорна тура · d8 чорний слон · f8 чорна тура · g8 чорний слон · d7 білий слон · e7 біла тура · h7 білий кінь · a6 біла тура · c6 чорний пішак · g6 чорний пішак · a5 чорний пішак · d5 чорний король · e5 білий пішак · f5 чорний пішак · g5 білий пішак · a4 білий кінь · c4 чорний пішак · d4 білий пішак · e4 чорний пішак · c3 білий пішак · d3 білий пішак · b2 білий пішак · a1 білий король · b1 білий ферзь | c8 чорна тура · d8 чорний слон · f8 чорна тура · g8 чорний слон · d7 білий слон · e7 біла тура · h7 білий кінь · a6 біла тура · c6 чорний пішак · g6 чорний пішак · a5 чорний пішак · d5 чорний король · e5 білий пішак · f5 чорний пішак · g5 білий пішак · a4 білий кінь · c4 чорний пішак · d4 білий пішак · e4 чорний пішак · c3 білий пішак · d3 білий пішак · b2 білий пішак · a1 білий король · b1 білий ферзь | c8 чорна тура · d8 чорний слон · f8 чорна тура · g8 чорний слон · d7 білий слон · e7 біла тура · h7 білий кінь · a6 біла тура · c6 чорний пішак · g6 чорний пішак · a5 чорний пішак · d5 чорний король · e5 білий пішак · f5 чорний пішак · g5 білий пішак · a4 білий кінь · c4 чорний пішак · d4 білий пішак · e4 чорний пішак · c3 білий пішак · d3 білий пішак · b2 білий пішак · a1 білий король · b1 білий ферзь | c8 чорна тура · d8 чорний слон · f8 чорна тура · g8 чорний слон · d7 білий слон · e7 біла тура · h7 білий кінь · a6 біла тура · c6 чорний пішак · g6 чорний пішак · a5 чорний пішак · d5 чорний король · e5 білий пішак · f5 чорний пішак · g5 білий пішак · a4 білий кінь · c4 чорний пішак · d4 білий пішак · e4 чорний пішак · c3 білий пішак · d3 білий пішак · b2 білий пішак · a1 білий король · b1 білий ферзь | c8 чорна тура · d8 чорний слон · f8 чорна тура · g8 чорний слон · d7 білий слон · e7 біла тура · h7 білий кінь · a6 біла тура · c6 чорний пішак · g6 чорний пішак · a5 чорний пішак · d5 чорний король · e5 білий пішак · f5 чорний пішак · g5 білий пішак · a4 білий кінь · c4 чорний пішак · d4 білий пішак · e4 чорний пішак · c3 білий пішак · d3 білий пішак · b2 білий пішак · a1 білий король · b1 білий ферзь | 6 |
| 5 | c8 чорна тура · d8 чорний слон · f8 чорна тура · g8 чорний слон · d7 білий слон · e7 біла тура · h7 білий кінь · a6 біла тура · c6 чорний пішак · g6 чорний пішак · a5 чорний пішак · d5 чорний король · e5 білий пішак · f5 чорний пішак · g5 білий пішак · a4 білий кінь · c4 чорний пішак · d4 білий пішак · e4 чорний пішак · c3 білий пішак · d3 білий пішак · b2 білий пішак · a1 білий король · b1 білий ферзь | c8 чорна тура · d8 чорний слон · f8 чорна тура · g8 чорний слон · d7 білий слон · e7 біла тура · h7 білий кінь · a6 біла тура · c6 чорний пішак · g6 чорний пішак · a5 чорний пішак · d5 чорний король · e5 білий пішак · f5 чорний пішак · g5 білий пішак · a4 білий кінь · c4 чорний пішак · d4 білий пішак · e4 чорний пішак · c3 білий пішак · d3 білий пішак · b2 білий пішак · a1 білий король · b1 білий ферзь | c8 чорна тура · d8 чорний слон · f8 чорна тура · g8 чорний слон · d7 білий слон · e7 біла тура · h7 білий кінь · a6 біла тура · c6 чорний пішак · g6 чорний пішак · a5 чорний пішак · d5 чорний король · e5 білий пішак · f5 чорний пішак · g5 білий пішак · a4 білий кінь · c4 чорний пішак · d4 білий пішак · e4 чорний пішак · c3 білий пішак · d3 білий пішак · b2 білий пішак · a1 білий король · b1 білий ферзь | c8 чорна тура · d8 чорний слон · f8 чорна тура · g8 чорний слон · d7 білий слон · e7 біла тура · h7 білий кінь · a6 біла тура · c6 чорний пішак · g6 чорний пішак · a5 чорний пішак · d5 чорний король · e5 білий пішак · f5 чорний пішак · g5 білий пішак · a4 білий кінь · c4 чорний пішак · d4 білий пішак · e4 чорний пішак · c3 білий пішак · d3 білий пішак · b2 білий пішак · a1 білий король · b1 білий ферзь | c8 чорна тура · d8 чорний слон · f8 чорна тура · g8 чорний слон · d7 білий слон · e7 біла тура · h7 білий кінь · a6 біла тура · c6 чорний пішак · g6 чорний пішак · a5 чорний пішак · d5 чорний король · e5 білий пішак · f5 чорний пішак · g5 білий пішак · a4 білий кінь · c4 чорний пішак · d4 білий пішак · e4 чорний пішак · c3 білий пішак · d3 білий пішак · b2 білий пішак · a1 білий король · b1 білий ферзь | c8 чорна тура · d8 чорний слон · f8 чорна тура · g8 чорний слон · d7 білий слон · e7 біла тура · h7 білий кінь · a6 біла тура · c6 чорний пішак · g6 чорний пішак · a5 чорний пішак · d5 чорний король · e5 білий пішак · f5 чорний пішак · g5 білий пішак · a4 білий кінь · c4 чорний пішак · d4 білий пішак · e4 чорний пішак · c3 білий пішак · d3 білий пішак · b2 білий пішак · a1 білий король · b1 білий ферзь | c8 чорна тура · d8 чорний слон · f8 чорна тура · g8 чорний слон · d7 білий слон · e7 біла тура · h7 білий кінь · a6 біла тура · c6 чорний пішак · g6 чорний пішак · a5 чорний пішак · d5 чорний король · e5 білий пішак · f5 чорний пішак · g5 білий пішак · a4 білий кінь · c4 чорний пішак · d4 білий пішак · e4 чорний пішак · c3 білий пішак · d3 білий пішак · b2 білий пішак · a1 білий король · b1 білий ферзь | c8 чорна тура · d8 чорний слон · f8 чорна тура · g8 чорний слон · d7 білий слон · e7 біла тура · h7 білий кінь · a6 біла тура · c6 чорний пішак · g6 чорний пішак · a5 чорний пішак · d5 чорний король · e5 білий пішак · f5 чорний пішак · g5 білий пішак · a4 білий кінь · c4 чорний пішак · d4 білий пішак · e4 чорний пішак · c3 білий пішак · d3 білий пішак · b2 білий пішак · a1 білий король · b1 білий ферзь | 5 |
| 4 | c8 чорна тура · d8 чорний слон · f8 чорна тура · g8 чорний слон · d7 білий слон · e7 біла тура · h7 білий кінь · a6 біла тура · c6 чорний пішак · g6 чорний пішак · a5 чорний пішак · d5 чорний король · e5 білий пішак · f5 чорний пішак · g5 білий пішак · a4 білий кінь · c4 чорний пішак · d4 білий пішак · e4 чорний пішак · c3 білий пішак · d3 білий пішак · b2 білий пішак · a1 білий король · b1 білий ферзь | c8 чорна тура · d8 чорний слон · f8 чорна тура · g8 чорний слон · d7 білий слон · e7 біла тура · h7 білий кінь · a6 біла тура · c6 чорний пішак · g6 чорний пішак · a5 чорний пішак · d5 чорний король · e5 білий пішак · f5 чорний пішак · g5 білий пішак · a4 білий кінь · c4 чорний пішак · d4 білий пішак · e4 чорний пішак · c3 білий пішак · d3 білий пішак · b2 білий пішак · a1 білий король · b1 білий ферзь | c8 чорна тура · d8 чорний слон · f8 чорна тура · g8 чорний слон · d7 білий слон · e7 біла тура · h7 білий кінь · a6 біла тура · c6 чорний пішак · g6 чорний пішак · a5 чорний пішак · d5 чорний король · e5 білий пішак · f5 чорний пішак · g5 білий пішак · a4 білий кінь · c4 чорний пішак · d4 білий пішак · e4 чорний пішак · c3 білий пішак · d3 білий пішак · b2 білий пішак · a1 білий король · b1 білий ферзь | c8 чорна тура · d8 чорний слон · f8 чорна тура · g8 чорний слон · d7 білий слон · e7 біла тура · h7 білий кінь · a6 біла тура · c6 чорний пішак · g6 чорний пішак · a5 чорний пішак · d5 чорний король · e5 білий пішак · f5 чорний пішак · g5 білий пішак · a4 білий кінь · c4 чорний пішак · d4 білий пішак · e4 чорний пішак · c3 білий пішак · d3 білий пішак · b2 білий пішак · a1 білий король · b1 білий ферзь | c8 чорна тура · d8 чорний слон · f8 чорна тура · g8 чорний слон · d7 білий слон · e7 біла тура · h7 білий кінь · a6 біла тура · c6 чорний пішак · g6 чорний пішак · a5 чорний пішак · d5 чорний король · e5 білий пішак · f5 чорний пішак · g5 білий пішак · a4 білий кінь · c4 чорний пішак · d4 білий пішак · e4 чорний пішак · c3 білий пішак · d3 білий пішак · b2 білий пішак · a1 білий король · b1 білий ферзь | c8 чорна тура · d8 чорний слон · f8 чорна тура · g8 чорний слон · d7 білий слон · e7 біла тура · h7 білий кінь · a6 біла тура · c6 чорний пішак · g6 чорний пішак · a5 чорний пішак · d5 чорний король · e5 білий пішак · f5 чорний пішак · g5 білий пішак · a4 білий кінь · c4 чорний пішак · d4 білий пішак · e4 чорний пішак · c3 білий пішак · d3 білий пішак · b2 білий пішак · a1 білий король · b1 білий ферзь | c8 чорна тура · d8 чорний слон · f8 чорна тура · g8 чорний слон · d7 білий слон · e7 біла тура · h7 білий кінь · a6 біла тура · c6 чорний пішак · g6 чорний пішак · a5 чорний пішак · d5 чорний король · e5 білий пішак · f5 чорний пішак · g5 білий пішак · a4 білий кінь · c4 чорний пішак · d4 білий пішак · e4 чорний пішак · c3 білий пішак · d3 білий пішак · b2 білий пішак · a1 білий король · b1 білий ферзь | c8 чорна тура · d8 чорний слон · f8 чорна тура · g8 чорний слон · d7 білий слон · e7 біла тура · h7 білий кінь · a6 біла тура · c6 чорний пішак · g6 чорний пішак · a5 чорний пішак · d5 чорний король · e5 білий пішак · f5 чорний пішак · g5 білий пішак · a4 білий кінь · c4 чорний пішак · d4 білий пішак · e4 чорний пішак · c3 білий пішак · d3 білий пішак · b2 білий пішак · a1 білий король · b1 білий ферзь | 4 |
| 3 | c8 чорна тура · d8 чорний слон · f8 чорна тура · g8 чорний слон · d7 білий слон · e7 біла тура · h7 білий кінь · a6 біла тура · c6 чорний пішак · g6 чорний пішак · a5 чорний пішак · d5 чорний король · e5 білий пішак · f5 чорний пішак · g5 білий пішак · a4 білий кінь · c4 чорний пішак · d4 білий пішак · e4 чорний пішак · c3 білий пішак · d3 білий пішак · b2 білий пішак · a1 білий король · b1 білий ферзь | c8 чорна тура · d8 чорний слон · f8 чорна тура · g8 чорний слон · d7 білий слон · e7 біла тура · h7 білий кінь · a6 біла тура · c6 чорний пішак · g6 чорний пішак · a5 чорний пішак · d5 чорний король · e5 білий пішак · f5 чорний пішак · g5 білий пішак · a4 білий кінь · c4 чорний пішак · d4 білий пішак · e4 чорний пішак · c3 білий пішак · d3 білий пішак · b2 білий пішак · a1 білий король · b1 білий ферзь | c8 чорна тура · d8 чорний слон · f8 чорна тура · g8 чорний слон · d7 білий слон · e7 біла тура · h7 білий кінь · a6 біла тура · c6 чорний пішак · g6 чорний пішак · a5 чорний пішак · d5 чорний король · e5 білий пішак · f5 чорний пішак · g5 білий пішак · a4 білий кінь · c4 чорний пішак · d4 білий пішак · e4 чорний пішак · c3 білий пішак · d3 білий пішак · b2 білий пішак · a1 білий король · b1 білий ферзь | c8 чорна тура · d8 чорний слон · f8 чорна тура · g8 чорний слон · d7 білий слон · e7 біла тура · h7 білий кінь · a6 біла тура · c6 чорний пішак · g6 чорний пішак · a5 чорний пішак · d5 чорний король · e5 білий пішак · f5 чорний пішак · g5 білий пішак · a4 білий кінь · c4 чорний пішак · d4 білий пішак · e4 чорний пішак · c3 білий пішак · d3 білий пішак · b2 білий пішак · a1 білий король · b1 білий ферзь | c8 чорна тура · d8 чорний слон · f8 чорна тура · g8 чорний слон · d7 білий слон · e7 біла тура · h7 білий кінь · a6 біла тура · c6 чорний пішак · g6 чорний пішак · a5 чорний пішак · d5 чорний король · e5 білий пішак · f5 чорний пішак · g5 білий пішак · a4 білий кінь · c4 чорний пішак · d4 білий пішак · e4 чорний пішак · c3 білий пішак · d3 білий пішак · b2 білий пішак · a1 білий король · b1 білий ферзь | c8 чорна тура · d8 чорний слон · f8 чорна тура · g8 чорний слон · d7 білий слон · e7 біла тура · h7 білий кінь · a6 біла тура · c6 чорний пішак · g6 чорний пішак · a5 чорний пішак · d5 чорний король · e5 білий пішак · f5 чорний пішак · g5 білий пішак · a4 білий кінь · c4 чорний пішак · d4 білий пішак · e4 чорний пішак · c3 білий пішак · d3 білий пішак · b2 білий пішак · a1 білий король · b1 білий ферзь | c8 чорна тура · d8 чорний слон · f8 чорна тура · g8 чорний слон · d7 білий слон · e7 біла тура · h7 білий кінь · a6 біла тура · c6 чорний пішак · g6 чорний пішак · a5 чорний пішак · d5 чорний король · e5 білий пішак · f5 чорний пішак · g5 білий пішак · a4 білий кінь · c4 чорний пішак · d4 білий пішак · e4 чорний пішак · c3 білий пішак · d3 білий пішак · b2 білий пішак · a1 білий король · b1 білий ферзь | c8 чорна тура · d8 чорний слон · f8 чорна тура · g8 чорний слон · d7 білий слон · e7 біла тура · h7 білий кінь · a6 біла тура · c6 чорний пішак · g6 чорний пішак · a5 чорний пішак · d5 чорний король · e5 білий пішак · f5 чорний пішак · g5 білий пішак · a4 білий кінь · c4 чорний пішак · d4 білий пішак · e4 чорний пішак · c3 білий пішак · d3 білий пішак · b2 білий пішак · a1 білий король · b1 білий ферзь | 3 |
| 2 | c8 чорна тура · d8 чорний слон · f8 чорна тура · g8 чорний слон · d7 білий слон · e7 біла тура · h7 білий кінь · a6 біла тура · c6 чорний пішак · g6 чорний пішак · a5 чорний пішак · d5 чорний король · e5 білий пішак · f5 чорний пішак · g5 білий пішак · a4 білий кінь · c4 чорний пішак · d4 білий пішак · e4 чорний пішак · c3 білий пішак · d3 білий пішак · b2 білий пішак · a1 білий король · b1 білий ферзь | c8 чорна тура · d8 чорний слон · f8 чорна тура · g8 чорний слон · d7 білий слон · e7 біла тура · h7 білий кінь · a6 біла тура · c6 чорний пішак · g6 чорний пішак · a5 чорний пішак · d5 чорний король · e5 білий пішак · f5 чорний пішак · g5 білий пішак · a4 білий кінь · c4 чорний пішак · d4 білий пішак · e4 чорний пішак · c3 білий пішак · d3 білий пішак · b2 білий пішак · a1 білий король · b1 білий ферзь | c8 чорна тура · d8 чорний слон · f8 чорна тура · g8 чорний слон · d7 білий слон · e7 біла тура · h7 білий кінь · a6 біла тура · c6 чорний пішак · g6 чорний пішак · a5 чорний пішак · d5 чорний король · e5 білий пішак · f5 чорний пішак · g5 білий пішак · a4 білий кінь · c4 чорний пішак · d4 білий пішак · e4 чорний пішак · c3 білий пішак · d3 білий пішак · b2 білий пішак · a1 білий король · b1 білий ферзь | c8 чорна тура · d8 чорний слон · f8 чорна тура · g8 чорний слон · d7 білий слон · e7 біла тура · h7 білий кінь · a6 біла тура · c6 чорний пішак · g6 чорний пішак · a5 чорний пішак · d5 чорний король · e5 білий пішак · f5 чорний пішак · g5 білий пішак · a4 білий кінь · c4 чорний пішак · d4 білий пішак · e4 чорний пішак · c3 білий пішак · d3 білий пішак · b2 білий пішак · a1 білий король · b1 білий ферзь | c8 чорна тура · d8 чорний слон · f8 чорна тура · g8 чорний слон · d7 білий слон · e7 біла тура · h7 білий кінь · a6 біла тура · c6 чорний пішак · g6 чорний пішак · a5 чорний пішак · d5 чорний король · e5 білий пішак · f5 чорний пішак · g5 білий пішак · a4 білий кінь · c4 чорний пішак · d4 білий пішак · e4 чорний пішак · c3 білий пішак · d3 білий пішак · b2 білий пішак · a1 білий король · b1 білий ферзь | c8 чорна тура · d8 чорний слон · f8 чорна тура · g8 чорний слон · d7 білий слон · e7 біла тура · h7 білий кінь · a6 біла тура · c6 чорний пішак · g6 чорний пішак · a5 чорний пішак · d5 чорний король · e5 білий пішак · f5 чорний пішак · g5 білий пішак · a4 білий кінь · c4 чорний пішак · d4 білий пішак · e4 чорний пішак · c3 білий пішак · d3 білий пішак · b2 білий пішак · a1 білий король · b1 білий ферзь | c8 чорна тура · d8 чорний слон · f8 чорна тура · g8 чорний слон · d7 білий слон · e7 біла тура · h7 білий кінь · a6 біла тура · c6 чорний пішак · g6 чорний пішак · a5 чорний пішак · d5 чорний король · e5 білий пішак · f5 чорний пішак · g5 білий пішак · a4 білий кінь · c4 чорний пішак · d4 білий пішак · e4 чорний пішак · c3 білий пішак · d3 білий пішак · b2 білий пішак · a1 білий король · b1 білий ферзь | c8 чорна тура · d8 чорний слон · f8 чорна тура · g8 чорний слон · d7 білий слон · e7 біла тура · h7 білий кінь · a6 біла тура · c6 чорний пішак · g6 чорний пішак · a5 чорний пішак · d5 чорний король · e5 білий пішак · f5 чорний пішак · g5 білий пішак · a4 білий кінь · c4 чорний пішак · d4 білий пішак · e4 чорний пішак · c3 білий пішак · d3 білий пішак · b2 білий пішак · a1 білий король · b1 білий ферзь | 2 |
| 1 | c8 чорна тура · d8 чорний слон · f8 чорна тура · g8 чорний слон · d7 білий слон · e7 біла тура · h7 білий кінь · a6 біла тура · c6 чорний пішак · g6 чорний пішак · a5 чорний пішак · d5 чорний король · e5 білий пішак · f5 чорний пішак · g5 білий пішак · a4 білий кінь · c4 чорний пішак · d4 білий пішак · e4 чорний пішак · c3 білий пішак · d3 білий пішак · b2 білий пішак · a1 білий король · b1 білий ферзь | c8 чорна тура · d8 чорний слон · f8 чорна тура · g8 чорний слон · d7 білий слон · e7 біла тура · h7 білий кінь · a6 біла тура · c6 чорний пішак · g6 чорний пішак · a5 чорний пішак · d5 чорний король · e5 білий пішак · f5 чорний пішак · g5 білий пішак · a4 білий кінь · c4 чорний пішак · d4 білий пішак · e4 чорний пішак · c3 білий пішак · d3 білий пішак · b2 білий пішак · a1 білий король · b1 білий ферзь | c8 чорна тура · d8 чорний слон · f8 чорна тура · g8 чорний слон · d7 білий слон · e7 біла тура · h7 білий кінь · a6 біла тура · c6 чорний пішак · g6 чорний пішак · a5 чорний пішак · d5 чорний король · e5 білий пішак · f5 чорний пішак · g5 білий пішак · a4 білий кінь · c4 чорний пішак · d4 білий пішак · e4 чорний пішак · c3 білий пішак · d3 білий пішак · b2 білий пішак · a1 білий король · b1 білий ферзь | c8 чорна тура · d8 чорний слон · f8 чорна тура · g8 чорний слон · d7 білий слон · e7 біла тура · h7 білий кінь · a6 біла тура · c6 чорний пішак · g6 чорний пішак · a5 чорний пішак · d5 чорний король · e5 білий пішак · f5 чорний пішак · g5 білий пішак · a4 білий кінь · c4 чорний пішак · d4 білий пішак · e4 чорний пішак · c3 білий пішак · d3 білий пішак · b2 білий пішак · a1 білий король · b1 білий ферзь | c8 чорна тура · d8 чорний слон · f8 чорна тура · g8 чорний слон · d7 білий слон · e7 біла тура · h7 білий кінь · a6 біла тура · c6 чорний пішак · g6 чорний пішак · a5 чорний пішак · d5 чорний король · e5 білий пішак · f5 чорний пішак · g5 білий пішак · a4 білий кінь · c4 чорний пішак · d4 білий пішак · e4 чорний пішак · c3 білий пішак · d3 білий пішак · b2 білий пішак · a1 білий король · b1 білий ферзь | c8 чорна тура · d8 чорний слон · f8 чорна тура · g8 чорний слон · d7 білий слон · e7 біла тура · h7 білий кінь · a6 біла тура · c6 чорний пішак · g6 чорний пішак · a5 чорний пішак · d5 чорний король · e5 білий пішак · f5 чорний пішак · g5 білий пішак · a4 білий кінь · c4 чорний пішак · d4 білий пішак · e4 чорний пішак · c3 білий пішак · d3 білий пішак · b2 білий пішак · a1 білий король · b1 білий ферзь | c8 чорна тура · d8 чорний слон · f8 чорна тура · g8 чорний слон · d7 білий слон · e7 біла тура · h7 білий кінь · a6 біла тура · c6 чорний пішак · g6 чорний пішак · a5 чорний пішак · d5 чорний король · e5 білий пішак · f5 чорний пішак · g5 білий пішак · a4 білий кінь · c4 чорний пішак · d4 білий пішак · e4 чорний пішак · c3 білий пішак · d3 білий пішак · b2 білий пішак · a1 білий король · b1 білий ферзь | c8 чорна тура · d8 чорний слон · f8 чорна тура · g8 чорний слон · d7 білий слон · e7 біла тура · h7 білий кінь · a6 біла тура · c6 чорний пішак · g6 чорний пішак · a5 чорний пішак · d5 чорний король · e5 білий пішак · f5 чорний пішак · g5 білий пішак · a4 білий кінь · c4 чорний пішак · d4 білий пішак · e4 чорний пішак · c3 білий пішак · d3 білий пішак · b2 білий пішак · a1 білий король · b1 білий ферзь | 1 |
|   | a | b | c | d | e | f | g | h |   |

FEN: 2rb1rb1/3BR2N/R1p3p1/p2kPpP1/N1pPp3/2PP4/1P6/KQ6
1. ... cd, ed 2. Qa2, Qh1#
1. Qa2? ed!, 1. Qh1? cd!
1. Qc2! ~ Zz
1. ... Rc~ 2. Bc6# A
1. ... Rc7! 2. Sb6# B
1. ... 1. Bd~ 2. Sb6# B
1. ... Bc7! 2. Bc6# A
1. ... Rf~ 2. Sf6#C
1. ... Rf7! 2. Be6 #D
1. ...  Bg~ 2. Be6 # D
1. ... Bf7! 2. Sf6# C
- — - — - — -
1. ... cd, ed 2. Qb3, Qg2#
1. ... c5, f5 2. Rd6, de#
В задачі додатково виражено перекриття Грімшоу, переміну матів і тему Банного в зворотній формі.

### Циклічна форма
Для вираження циклічної форми теми Флоріана (Фельдмана)-1 використовується механізм корекції ходів, що найменше, трьох чорних фігур.
Алгоритм вираження теми у циклічній формі:
1. Х!
1. … a~ 2. A #
1. … a!  2. B #
1. … b~ 2. B #
1. … b!  2. С #
1. … c~ 2. C #
1. … c!  2. A #
|   | a | b | c | d | e | f | g | h |   |
| 8 | a8 білий слон · h8 білий король · a7 білий слон · c7 білий кінь · c6 чорний кінь · d6 чорний пішак · h6 чорний пішак · c5 чорна тура · f5 чорний кінь · h5 білий ферзь · b4 чорний пішак · e4 чорний король · b3 білий пішак · e3 білий пішак · f3 білий кінь · g3 білий пішак · e2 білий пішак | a8 білий слон · h8 білий король · a7 білий слон · c7 білий кінь · c6 чорний кінь · d6 чорний пішак · h6 чорний пішак · c5 чорна тура · f5 чорний кінь · h5 білий ферзь · b4 чорний пішак · e4 чорний король · b3 білий пішак · e3 білий пішак · f3 білий кінь · g3 білий пішак · e2 білий пішак | a8 білий слон · h8 білий король · a7 білий слон · c7 білий кінь · c6 чорний кінь · d6 чорний пішак · h6 чорний пішак · c5 чорна тура · f5 чорний кінь · h5 білий ферзь · b4 чорний пішак · e4 чорний король · b3 білий пішак · e3 білий пішак · f3 білий кінь · g3 білий пішак · e2 білий пішак | a8 білий слон · h8 білий король · a7 білий слон · c7 білий кінь · c6 чорний кінь · d6 чорний пішак · h6 чорний пішак · c5 чорна тура · f5 чорний кінь · h5 білий ферзь · b4 чорний пішак · e4 чорний король · b3 білий пішак · e3 білий пішак · f3 білий кінь · g3 білий пішак · e2 білий пішак | a8 білий слон · h8 білий король · a7 білий слон · c7 білий кінь · c6 чорний кінь · d6 чорний пішак · h6 чорний пішак · c5 чорна тура · f5 чорний кінь · h5 білий ферзь · b4 чорний пішак · e4 чорний король · b3 білий пішак · e3 білий пішак · f3 білий кінь · g3 білий пішак · e2 білий пішак | a8 білий слон · h8 білий король · a7 білий слон · c7 білий кінь · c6 чорний кінь · d6 чорний пішак · h6 чорний пішак · c5 чорна тура · f5 чорний кінь · h5 білий ферзь · b4 чорний пішак · e4 чорний король · b3 білий пішак · e3 білий пішак · f3 білий кінь · g3 білий пішак · e2 білий пішак | a8 білий слон · h8 білий король · a7 білий слон · c7 білий кінь · c6 чорний кінь · d6 чорний пішак · h6 чорний пішак · c5 чорна тура · f5 чорний кінь · h5 білий ферзь · b4 чорний пішак · e4 чорний король · b3 білий пішак · e3 білий пішак · f3 білий кінь · g3 білий пішак · e2 білий пішак | a8 білий слон · h8 білий король · a7 білий слон · c7 білий кінь · c6 чорний кінь · d6 чорний пішак · h6 чорний пішак · c5 чорна тура · f5 чорний кінь · h5 білий ферзь · b4 чорний пішак · e4 чорний король · b3 білий пішак · e3 білий пішак · f3 білий кінь · g3 білий пішак · e2 білий пішак | 8 |
| 7 | a8 білий слон · h8 білий король · a7 білий слон · c7 білий кінь · c6 чорний кінь · d6 чорний пішак · h6 чорний пішак · c5 чорна тура · f5 чорний кінь · h5 білий ферзь · b4 чорний пішак · e4 чорний король · b3 білий пішак · e3 білий пішак · f3 білий кінь · g3 білий пішак · e2 білий пішак | a8 білий слон · h8 білий король · a7 білий слон · c7 білий кінь · c6 чорний кінь · d6 чорний пішак · h6 чорний пішак · c5 чорна тура · f5 чорний кінь · h5 білий ферзь · b4 чорний пішак · e4 чорний король · b3 білий пішак · e3 білий пішак · f3 білий кінь · g3 білий пішак · e2 білий пішак | a8 білий слон · h8 білий король · a7 білий слон · c7 білий кінь · c6 чорний кінь · d6 чорний пішак · h6 чорний пішак · c5 чорна тура · f5 чорний кінь · h5 білий ферзь · b4 чорний пішак · e4 чорний король · b3 білий пішак · e3 білий пішак · f3 білий кінь · g3 білий пішак · e2 білий пішак | a8 білий слон · h8 білий король · a7 білий слон · c7 білий кінь · c6 чорний кінь · d6 чорний пішак · h6 чорний пішак · c5 чорна тура · f5 чорний кінь · h5 білий ферзь · b4 чорний пішак · e4 чорний король · b3 білий пішак · e3 білий пішак · f3 білий кінь · g3 білий пішак · e2 білий пішак | a8 білий слон · h8 білий король · a7 білий слон · c7 білий кінь · c6 чорний кінь · d6 чорний пішак · h6 чорний пішак · c5 чорна тура · f5 чорний кінь · h5 білий ферзь · b4 чорний пішак · e4 чорний король · b3 білий пішак · e3 білий пішак · f3 білий кінь · g3 білий пішак · e2 білий пішак | a8 білий слон · h8 білий король · a7 білий слон · c7 білий кінь · c6 чорний кінь · d6 чорний пішак · h6 чорний пішак · c5 чорна тура · f5 чорний кінь · h5 білий ферзь · b4 чорний пішак · e4 чорний король · b3 білий пішак · e3 білий пішак · f3 білий кінь · g3 білий пішак · e2 білий пішак | a8 білий слон · h8 білий король · a7 білий слон · c7 білий кінь · c6 чорний кінь · d6 чорний пішак · h6 чорний пішак · c5 чорна тура · f5 чорний кінь · h5 білий ферзь · b4 чорний пішак · e4 чорний король · b3 білий пішак · e3 білий пішак · f3 білий кінь · g3 білий пішак · e2 білий пішак | a8 білий слон · h8 білий король · a7 білий слон · c7 білий кінь · c6 чорний кінь · d6 чорний пішак · h6 чорний пішак · c5 чорна тура · f5 чорний кінь · h5 білий ферзь · b4 чорний пішак · e4 чорний король · b3 білий пішак · e3 білий пішак · f3 білий кінь · g3 білий пішак · e2 білий пішак | 7 |
| 6 | a8 білий слон · h8 білий король · a7 білий слон · c7 білий кінь · c6 чорний кінь · d6 чорний пішак · h6 чорний пішак · c5 чорна тура · f5 чорний кінь · h5 білий ферзь · b4 чорний пішак · e4 чорний король · b3 білий пішак · e3 білий пішак · f3 білий кінь · g3 білий пішак · e2 білий пішак | a8 білий слон · h8 білий король · a7 білий слон · c7 білий кінь · c6 чорний кінь · d6 чорний пішак · h6 чорний пішак · c5 чорна тура · f5 чорний кінь · h5 білий ферзь · b4 чорний пішак · e4 чорний король · b3 білий пішак · e3 білий пішак · f3 білий кінь · g3 білий пішак · e2 білий пішак | a8 білий слон · h8 білий король · a7 білий слон · c7 білий кінь · c6 чорний кінь · d6 чорний пішак · h6 чорний пішак · c5 чорна тура · f5 чорний кінь · h5 білий ферзь · b4 чорний пішак · e4 чорний король · b3 білий пішак · e3 білий пішак · f3 білий кінь · g3 білий пішак · e2 білий пішак | a8 білий слон · h8 білий король · a7 білий слон · c7 білий кінь · c6 чорний кінь · d6 чорний пішак · h6 чорний пішак · c5 чорна тура · f5 чорний кінь · h5 білий ферзь · b4 чорний пішак · e4 чорний король · b3 білий пішак · e3 білий пішак · f3 білий кінь · g3 білий пішак · e2 білий пішак | a8 білий слон · h8 білий король · a7 білий слон · c7 білий кінь · c6 чорний кінь · d6 чорний пішак · h6 чорний пішак · c5 чорна тура · f5 чорний кінь · h5 білий ферзь · b4 чорний пішак · e4 чорний король · b3 білий пішак · e3 білий пішак · f3 білий кінь · g3 білий пішак · e2 білий пішак | a8 білий слон · h8 білий король · a7 білий слон · c7 білий кінь · c6 чорний кінь · d6 чорний пішак · h6 чорний пішак · c5 чорна тура · f5 чорний кінь · h5 білий ферзь · b4 чорний пішак · e4 чорний король · b3 білий пішак · e3 білий пішак · f3 білий кінь · g3 білий пішак · e2 білий пішак | a8 білий слон · h8 білий король · a7 білий слон · c7 білий кінь · c6 чорний кінь · d6 чорний пішак · h6 чорний пішак · c5 чорна тура · f5 чорний кінь · h5 білий ферзь · b4 чорний пішак · e4 чорний король · b3 білий пішак · e3 білий пішак · f3 білий кінь · g3 білий пішак · e2 білий пішак | a8 білий слон · h8 білий король · a7 білий слон · c7 білий кінь · c6 чорний кінь · d6 чорний пішак · h6 чорний пішак · c5 чорна тура · f5 чорний кінь · h5 білий ферзь · b4 чорний пішак · e4 чорний король · b3 білий пішак · e3 білий пішак · f3 білий кінь · g3 білий пішак · e2 білий пішак | 6 |
| 5 | a8 білий слон · h8 білий король · a7 білий слон · c7 білий кінь · c6 чорний кінь · d6 чорний пішак · h6 чорний пішак · c5 чорна тура · f5 чорний кінь · h5 білий ферзь · b4 чорний пішак · e4 чорний король · b3 білий пішак · e3 білий пішак · f3 білий кінь · g3 білий пішак · e2 білий пішак | a8 білий слон · h8 білий король · a7 білий слон · c7 білий кінь · c6 чорний кінь · d6 чорний пішак · h6 чорний пішак · c5 чорна тура · f5 чорний кінь · h5 білий ферзь · b4 чорний пішак · e4 чорний король · b3 білий пішак · e3 білий пішак · f3 білий кінь · g3 білий пішак · e2 білий пішак | a8 білий слон · h8 білий король · a7 білий слон · c7 білий кінь · c6 чорний кінь · d6 чорний пішак · h6 чорний пішак · c5 чорна тура · f5 чорний кінь · h5 білий ферзь · b4 чорний пішак · e4 чорний король · b3 білий пішак · e3 білий пішак · f3 білий кінь · g3 білий пішак · e2 білий пішак | a8 білий слон · h8 білий король · a7 білий слон · c7 білий кінь · c6 чорний кінь · d6 чорний пішак · h6 чорний пішак · c5 чорна тура · f5 чорний кінь · h5 білий ферзь · b4 чорний пішак · e4 чорний король · b3 білий пішак · e3 білий пішак · f3 білий кінь · g3 білий пішак · e2 білий пішак | a8 білий слон · h8 білий король · a7 білий слон · c7 білий кінь · c6 чорний кінь · d6 чорний пішак · h6 чорний пішак · c5 чорна тура · f5 чорний кінь · h5 білий ферзь · b4 чорний пішак · e4 чорний король · b3 білий пішак · e3 білий пішак · f3 білий кінь · g3 білий пішак · e2 білий пішак | a8 білий слон · h8 білий король · a7 білий слон · c7 білий кінь · c6 чорний кінь · d6 чорний пішак · h6 чорний пішак · c5 чорна тура · f5 чорний кінь · h5 білий ферзь · b4 чорний пішак · e4 чорний король · b3 білий пішак · e3 білий пішак · f3 білий кінь · g3 білий пішак · e2 білий пішак | a8 білий слон · h8 білий король · a7 білий слон · c7 білий кінь · c6 чорний кінь · d6 чорний пішак · h6 чорний пішак · c5 чорна тура · f5 чорний кінь · h5 білий ферзь · b4 чорний пішак · e4 чорний король · b3 білий пішак · e3 білий пішак · f3 білий кінь · g3 білий пішак · e2 білий пішак | a8 білий слон · h8 білий король · a7 білий слон · c7 білий кінь · c6 чорний кінь · d6 чорний пішак · h6 чорний пішак · c5 чорна тура · f5 чорний кінь · h5 білий ферзь · b4 чорний пішак · e4 чорний король · b3 білий пішак · e3 білий пішак · f3 білий кінь · g3 білий пішак · e2 білий пішак | 5 |
| 4 | a8 білий слон · h8 білий король · a7 білий слон · c7 білий кінь · c6 чорний кінь · d6 чорний пішак · h6 чорний пішак · c5 чорна тура · f5 чорний кінь · h5 білий ферзь · b4 чорний пішак · e4 чорний король · b3 білий пішак · e3 білий пішак · f3 білий кінь · g3 білий пішак · e2 білий пішак | a8 білий слон · h8 білий король · a7 білий слон · c7 білий кінь · c6 чорний кінь · d6 чорний пішак · h6 чорний пішак · c5 чорна тура · f5 чорний кінь · h5 білий ферзь · b4 чорний пішак · e4 чорний король · b3 білий пішак · e3 білий пішак · f3 білий кінь · g3 білий пішак · e2 білий пішак | a8 білий слон · h8 білий король · a7 білий слон · c7 білий кінь · c6 чорний кінь · d6 чорний пішак · h6 чорний пішак · c5 чорна тура · f5 чорний кінь · h5 білий ферзь · b4 чорний пішак · e4 чорний король · b3 білий пішак · e3 білий пішак · f3 білий кінь · g3 білий пішак · e2 білий пішак | a8 білий слон · h8 білий король · a7 білий слон · c7 білий кінь · c6 чорний кінь · d6 чорний пішак · h6 чорний пішак · c5 чорна тура · f5 чорний кінь · h5 білий ферзь · b4 чорний пішак · e4 чорний король · b3 білий пішак · e3 білий пішак · f3 білий кінь · g3 білий пішак · e2 білий пішак | a8 білий слон · h8 білий король · a7 білий слон · c7 білий кінь · c6 чорний кінь · d6 чорний пішак · h6 чорний пішак · c5 чорна тура · f5 чорний кінь · h5 білий ферзь · b4 чорний пішак · e4 чорний король · b3 білий пішак · e3 білий пішак · f3 білий кінь · g3 білий пішак · e2 білий пішак | a8 білий слон · h8 білий король · a7 білий слон · c7 білий кінь · c6 чорний кінь · d6 чорний пішак · h6 чорний пішак · c5 чорна тура · f5 чорний кінь · h5 білий ферзь · b4 чорний пішак · e4 чорний король · b3 білий пішак · e3 білий пішак · f3 білий кінь · g3 білий пішак · e2 білий пішак | a8 білий слон · h8 білий король · a7 білий слон · c7 білий кінь · c6 чорний кінь · d6 чорний пішак · h6 чорний пішак · c5 чорна тура · f5 чорний кінь · h5 білий ферзь · b4 чорний пішак · e4 чорний король · b3 білий пішак · e3 білий пішак · f3 білий кінь · g3 білий пішак · e2 білий пішак | a8 білий слон · h8 білий король · a7 білий слон · c7 білий кінь · c6 чорний кінь · d6 чорний пішак · h6 чорний пішак · c5 чорна тура · f5 чорний кінь · h5 білий ферзь · b4 чорний пішак · e4 чорний король · b3 білий пішак · e3 білий пішак · f3 білий кінь · g3 білий пішак · e2 білий пішак | 4 |
| 3 | a8 білий слон · h8 білий король · a7 білий слон · c7 білий кінь · c6 чорний кінь · d6 чорний пішак · h6 чорний пішак · c5 чорна тура · f5 чорний кінь · h5 білий ферзь · b4 чорний пішак · e4 чорний король · b3 білий пішак · e3 білий пішак · f3 білий кінь · g3 білий пішак · e2 білий пішак | a8 білий слон · h8 білий король · a7 білий слон · c7 білий кінь · c6 чорний кінь · d6 чорний пішак · h6 чорний пішак · c5 чорна тура · f5 чорний кінь · h5 білий ферзь · b4 чорний пішак · e4 чорний король · b3 білий пішак · e3 білий пішак · f3 білий кінь · g3 білий пішак · e2 білий пішак | a8 білий слон · h8 білий король · a7 білий слон · c7 білий кінь · c6 чорний кінь · d6 чорний пішак · h6 чорний пішак · c5 чорна тура · f5 чорний кінь · h5 білий ферзь · b4 чорний пішак · e4 чорний король · b3 білий пішак · e3 білий пішак · f3 білий кінь · g3 білий пішак · e2 білий пішак | a8 білий слон · h8 білий король · a7 білий слон · c7 білий кінь · c6 чорний кінь · d6 чорний пішак · h6 чорний пішак · c5 чорна тура · f5 чорний кінь · h5 білий ферзь · b4 чорний пішак · e4 чорний король · b3 білий пішак · e3 білий пішак · f3 білий кінь · g3 білий пішак · e2 білий пішак | a8 білий слон · h8 білий король · a7 білий слон · c7 білий кінь · c6 чорний кінь · d6 чорний пішак · h6 чорний пішак · c5 чорна тура · f5 чорний кінь · h5 білий ферзь · b4 чорний пішак · e4 чорний король · b3 білий пішак · e3 білий пішак · f3 білий кінь · g3 білий пішак · e2 білий пішак | a8 білий слон · h8 білий король · a7 білий слон · c7 білий кінь · c6 чорний кінь · d6 чорний пішак · h6 чорний пішак · c5 чорна тура · f5 чорний кінь · h5 білий ферзь · b4 чорний пішак · e4 чорний король · b3 білий пішак · e3 білий пішак · f3 білий кінь · g3 білий пішак · e2 білий пішак | a8 білий слон · h8 білий король · a7 білий слон · c7 білий кінь · c6 чорний кінь · d6 чорний пішак · h6 чорний пішак · c5 чорна тура · f5 чорний кінь · h5 білий ферзь · b4 чорний пішак · e4 чорний король · b3 білий пішак · e3 білий пішак · f3 білий кінь · g3 білий пішак · e2 білий пішак | a8 білий слон · h8 білий король · a7 білий слон · c7 білий кінь · c6 чорний кінь · d6 чорний пішак · h6 чорний пішак · c5 чорна тура · f5 чорний кінь · h5 білий ферзь · b4 чорний пішак · e4 чорний король · b3 білий пішак · e3 білий пішак · f3 білий кінь · g3 білий пішак · e2 білий пішак | 3 |
| 2 | a8 білий слон · h8 білий король · a7 білий слон · c7 білий кінь · c6 чорний кінь · d6 чорний пішак · h6 чорний пішак · c5 чорна тура · f5 чорний кінь · h5 білий ферзь · b4 чорний пішак · e4 чорний король · b3 білий пішак · e3 білий пішак · f3 білий кінь · g3 білий пішак · e2 білий пішак | a8 білий слон · h8 білий король · a7 білий слон · c7 білий кінь · c6 чорний кінь · d6 чорний пішак · h6 чорний пішак · c5 чорна тура · f5 чорний кінь · h5 білий ферзь · b4 чорний пішак · e4 чорний король · b3 білий пішак · e3 білий пішак · f3 білий кінь · g3 білий пішак · e2 білий пішак | a8 білий слон · h8 білий король · a7 білий слон · c7 білий кінь · c6 чорний кінь · d6 чорний пішак · h6 чорний пішак · c5 чорна тура · f5 чорний кінь · h5 білий ферзь · b4 чорний пішак · e4 чорний король · b3 білий пішак · e3 білий пішак · f3 білий кінь · g3 білий пішак · e2 білий пішак | a8 білий слон · h8 білий король · a7 білий слон · c7 білий кінь · c6 чорний кінь · d6 чорний пішак · h6 чорний пішак · c5 чорна тура · f5 чорний кінь · h5 білий ферзь · b4 чорний пішак · e4 чорний король · b3 білий пішак · e3 білий пішак · f3 білий кінь · g3 білий пішак · e2 білий пішак | a8 білий слон · h8 білий король · a7 білий слон · c7 білий кінь · c6 чорний кінь · d6 чорний пішак · h6 чорний пішак · c5 чорна тура · f5 чорний кінь · h5 білий ферзь · b4 чорний пішак · e4 чорний король · b3 білий пішак · e3 білий пішак · f3 білий кінь · g3 білий пішак · e2 білий пішак | a8 білий слон · h8 білий король · a7 білий слон · c7 білий кінь · c6 чорний кінь · d6 чорний пішак · h6 чорний пішак · c5 чорна тура · f5 чорний кінь · h5 білий ферзь · b4 чорний пішак · e4 чорний король · b3 білий пішак · e3 білий пішак · f3 білий кінь · g3 білий пішак · e2 білий пішак | a8 білий слон · h8 білий король · a7 білий слон · c7 білий кінь · c6 чорний кінь · d6 чорний пішак · h6 чорний пішак · c5 чорна тура · f5 чорний кінь · h5 білий ферзь · b4 чорний пішак · e4 чорний король · b3 білий пішак · e3 білий пішак · f3 білий кінь · g3 білий пішак · e2 білий пішак | a8 білий слон · h8 білий король · a7 білий слон · c7 білий кінь · c6 чорний кінь · d6 чорний пішак · h6 чорний пішак · c5 чорна тура · f5 чорний кінь · h5 білий ферзь · b4 чорний пішак · e4 чорний король · b3 білий пішак · e3 білий пішак · f3 білий кінь · g3 білий пішак · e2 білий пішак | 2 |
| 1 | a8 білий слон · h8 білий король · a7 білий слон · c7 білий кінь · c6 чорний кінь · d6 чорний пішак · h6 чорний пішак · c5 чорна тура · f5 чорний кінь · h5 білий ферзь · b4 чорний пішак · e4 чорний король · b3 білий пішак · e3 білий пішак · f3 білий кінь · g3 білий пішак · e2 білий пішак | a8 білий слон · h8 білий король · a7 білий слон · c7 білий кінь · c6 чорний кінь · d6 чорний пішак · h6 чорний пішак · c5 чорна тура · f5 чорний кінь · h5 білий ферзь · b4 чорний пішак · e4 чорний король · b3 білий пішак · e3 білий пішак · f3 білий кінь · g3 білий пішак · e2 білий пішак | a8 білий слон · h8 білий король · a7 білий слон · c7 білий кінь · c6 чорний кінь · d6 чорний пішак · h6 чорний пішак · c5 чорна тура · f5 чорний кінь · h5 білий ферзь · b4 чорний пішак · e4 чорний король · b3 білий пішак · e3 білий пішак · f3 білий кінь · g3 білий пішак · e2 білий пішак | a8 білий слон · h8 білий король · a7 білий слон · c7 білий кінь · c6 чорний кінь · d6 чорний пішак · h6 чорний пішак · c5 чорна тура · f5 чорний кінь · h5 білий ферзь · b4 чорний пішак · e4 чорний король · b3 білий пішак · e3 білий пішак · f3 білий кінь · g3 білий пішак · e2 білий пішак | a8 білий слон · h8 білий король · a7 білий слон · c7 білий кінь · c6 чорний кінь · d6 чорний пішак · h6 чорний пішак · c5 чорна тура · f5 чорний кінь · h5 білий ферзь · b4 чорний пішак · e4 чорний король · b3 білий пішак · e3 білий пішак · f3 білий кінь · g3 білий пішак · e2 білий пішак | a8 білий слон · h8 білий король · a7 білий слон · c7 білий кінь · c6 чорний кінь · d6 чорний пішак · h6 чорний пішак · c5 чорна тура · f5 чорний кінь · h5 білий ферзь · b4 чорний пішак · e4 чорний король · b3 білий пішак · e3 білий пішак · f3 білий кінь · g3 білий пішак · e2 білий пішак | a8 білий слон · h8 білий король · a7 білий слон · c7 білий кінь · c6 чорний кінь · d6 чорний пішак · h6 чорний пішак · c5 чорна тура · f5 чорний кінь · h5 білий ферзь · b4 чорний пішак · e4 чорний король · b3 білий пішак · e3 білий пішак · f3 білий кінь · g3 білий пішак · e2 білий пішак | a8 білий слон · h8 білий король · a7 білий слон · c7 білий кінь · c6 чорний кінь · d6 чорний пішак · h6 чорний пішак · c5 чорна тура · f5 чорний кінь · h5 білий ферзь · b4 чорний пішак · e4 чорний король · b3 білий пішак · e3 білий пішак · f3 білий кінь · g3 білий пішак · e2 білий пішак | 1 |
|   | a | b | c | d | e | f | g | h |   |

FEN: B6K/B1N5/2np3p/2r2n1Q/1p2k3/1P2PNP1/4P3/8
1. Sd5! ~ Zz
1. … Rc~   2. Sf6# A
1. … Rxd5! 2. Qg4# B
1. … Sc~   2. Qg4# B
1. … Se5! 2. Sd2 # C
1. … Sf~   2. Sd2# C
1. … Sxe3! 2. Sf6# A
- — - — - — -
1. … Kxd5 2. Qxf5#
Одна з перших задач на циклічну форму.
|   | a | b | c | d | e | f | g | h |   |
| 8 | b7 білий король · e7 біла тура · e6 білий кінь · b5 білий слон · d5 чорний король · f5 чорна тура · h5 білий кінь · d4 білий пішак · f4 чорний кінь · h4 біла тура · a3 білий слон · c3 чорний пішак · d3 чорна тура · e3 чорний кінь · g2 білий пішак · b1 чорний слон · e1 білий ферзь | b7 білий король · e7 біла тура · e6 білий кінь · b5 білий слон · d5 чорний король · f5 чорна тура · h5 білий кінь · d4 білий пішак · f4 чорний кінь · h4 біла тура · a3 білий слон · c3 чорний пішак · d3 чорна тура · e3 чорний кінь · g2 білий пішак · b1 чорний слон · e1 білий ферзь | b7 білий король · e7 біла тура · e6 білий кінь · b5 білий слон · d5 чорний король · f5 чорна тура · h5 білий кінь · d4 білий пішак · f4 чорний кінь · h4 біла тура · a3 білий слон · c3 чорний пішак · d3 чорна тура · e3 чорний кінь · g2 білий пішак · b1 чорний слон · e1 білий ферзь | b7 білий король · e7 біла тура · e6 білий кінь · b5 білий слон · d5 чорний король · f5 чорна тура · h5 білий кінь · d4 білий пішак · f4 чорний кінь · h4 біла тура · a3 білий слон · c3 чорний пішак · d3 чорна тура · e3 чорний кінь · g2 білий пішак · b1 чорний слон · e1 білий ферзь | b7 білий король · e7 біла тура · e6 білий кінь · b5 білий слон · d5 чорний король · f5 чорна тура · h5 білий кінь · d4 білий пішак · f4 чорний кінь · h4 біла тура · a3 білий слон · c3 чорний пішак · d3 чорна тура · e3 чорний кінь · g2 білий пішак · b1 чорний слон · e1 білий ферзь | b7 білий король · e7 біла тура · e6 білий кінь · b5 білий слон · d5 чорний король · f5 чорна тура · h5 білий кінь · d4 білий пішак · f4 чорний кінь · h4 біла тура · a3 білий слон · c3 чорний пішак · d3 чорна тура · e3 чорний кінь · g2 білий пішак · b1 чорний слон · e1 білий ферзь | b7 білий король · e7 біла тура · e6 білий кінь · b5 білий слон · d5 чорний король · f5 чорна тура · h5 білий кінь · d4 білий пішак · f4 чорний кінь · h4 біла тура · a3 білий слон · c3 чорний пішак · d3 чорна тура · e3 чорний кінь · g2 білий пішак · b1 чорний слон · e1 білий ферзь | b7 білий король · e7 біла тура · e6 білий кінь · b5 білий слон · d5 чорний король · f5 чорна тура · h5 білий кінь · d4 білий пішак · f4 чорний кінь · h4 біла тура · a3 білий слон · c3 чорний пішак · d3 чорна тура · e3 чорний кінь · g2 білий пішак · b1 чорний слон · e1 білий ферзь | 8 |
| 7 | b7 білий король · e7 біла тура · e6 білий кінь · b5 білий слон · d5 чорний король · f5 чорна тура · h5 білий кінь · d4 білий пішак · f4 чорний кінь · h4 біла тура · a3 білий слон · c3 чорний пішак · d3 чорна тура · e3 чорний кінь · g2 білий пішак · b1 чорний слон · e1 білий ферзь | b7 білий король · e7 біла тура · e6 білий кінь · b5 білий слон · d5 чорний король · f5 чорна тура · h5 білий кінь · d4 білий пішак · f4 чорний кінь · h4 біла тура · a3 білий слон · c3 чорний пішак · d3 чорна тура · e3 чорний кінь · g2 білий пішак · b1 чорний слон · e1 білий ферзь | b7 білий король · e7 біла тура · e6 білий кінь · b5 білий слон · d5 чорний король · f5 чорна тура · h5 білий кінь · d4 білий пішак · f4 чорний кінь · h4 біла тура · a3 білий слон · c3 чорний пішак · d3 чорна тура · e3 чорний кінь · g2 білий пішак · b1 чорний слон · e1 білий ферзь | b7 білий король · e7 біла тура · e6 білий кінь · b5 білий слон · d5 чорний король · f5 чорна тура · h5 білий кінь · d4 білий пішак · f4 чорний кінь · h4 біла тура · a3 білий слон · c3 чорний пішак · d3 чорна тура · e3 чорний кінь · g2 білий пішак · b1 чорний слон · e1 білий ферзь | b7 білий король · e7 біла тура · e6 білий кінь · b5 білий слон · d5 чорний король · f5 чорна тура · h5 білий кінь · d4 білий пішак · f4 чорний кінь · h4 біла тура · a3 білий слон · c3 чорний пішак · d3 чорна тура · e3 чорний кінь · g2 білий пішак · b1 чорний слон · e1 білий ферзь | b7 білий король · e7 біла тура · e6 білий кінь · b5 білий слон · d5 чорний король · f5 чорна тура · h5 білий кінь · d4 білий пішак · f4 чорний кінь · h4 біла тура · a3 білий слон · c3 чорний пішак · d3 чорна тура · e3 чорний кінь · g2 білий пішак · b1 чорний слон · e1 білий ферзь | b7 білий король · e7 біла тура · e6 білий кінь · b5 білий слон · d5 чорний король · f5 чорна тура · h5 білий кінь · d4 білий пішак · f4 чорний кінь · h4 біла тура · a3 білий слон · c3 чорний пішак · d3 чорна тура · e3 чорний кінь · g2 білий пішак · b1 чорний слон · e1 білий ферзь | b7 білий король · e7 біла тура · e6 білий кінь · b5 білий слон · d5 чорний король · f5 чорна тура · h5 білий кінь · d4 білий пішак · f4 чорний кінь · h4 біла тура · a3 білий слон · c3 чорний пішак · d3 чорна тура · e3 чорний кінь · g2 білий пішак · b1 чорний слон · e1 білий ферзь | 7 |
| 6 | b7 білий король · e7 біла тура · e6 білий кінь · b5 білий слон · d5 чорний король · f5 чорна тура · h5 білий кінь · d4 білий пішак · f4 чорний кінь · h4 біла тура · a3 білий слон · c3 чорний пішак · d3 чорна тура · e3 чорний кінь · g2 білий пішак · b1 чорний слон · e1 білий ферзь | b7 білий король · e7 біла тура · e6 білий кінь · b5 білий слон · d5 чорний король · f5 чорна тура · h5 білий кінь · d4 білий пішак · f4 чорний кінь · h4 біла тура · a3 білий слон · c3 чорний пішак · d3 чорна тура · e3 чорний кінь · g2 білий пішак · b1 чорний слон · e1 білий ферзь | b7 білий король · e7 біла тура · e6 білий кінь · b5 білий слон · d5 чорний король · f5 чорна тура · h5 білий кінь · d4 білий пішак · f4 чорний кінь · h4 біла тура · a3 білий слон · c3 чорний пішак · d3 чорна тура · e3 чорний кінь · g2 білий пішак · b1 чорний слон · e1 білий ферзь | b7 білий король · e7 біла тура · e6 білий кінь · b5 білий слон · d5 чорний король · f5 чорна тура · h5 білий кінь · d4 білий пішак · f4 чорний кінь · h4 біла тура · a3 білий слон · c3 чорний пішак · d3 чорна тура · e3 чорний кінь · g2 білий пішак · b1 чорний слон · e1 білий ферзь | b7 білий король · e7 біла тура · e6 білий кінь · b5 білий слон · d5 чорний король · f5 чорна тура · h5 білий кінь · d4 білий пішак · f4 чорний кінь · h4 біла тура · a3 білий слон · c3 чорний пішак · d3 чорна тура · e3 чорний кінь · g2 білий пішак · b1 чорний слон · e1 білий ферзь | b7 білий король · e7 біла тура · e6 білий кінь · b5 білий слон · d5 чорний король · f5 чорна тура · h5 білий кінь · d4 білий пішак · f4 чорний кінь · h4 біла тура · a3 білий слон · c3 чорний пішак · d3 чорна тура · e3 чорний кінь · g2 білий пішак · b1 чорний слон · e1 білий ферзь | b7 білий король · e7 біла тура · e6 білий кінь · b5 білий слон · d5 чорний король · f5 чорна тура · h5 білий кінь · d4 білий пішак · f4 чорний кінь · h4 біла тура · a3 білий слон · c3 чорний пішак · d3 чорна тура · e3 чорний кінь · g2 білий пішак · b1 чорний слон · e1 білий ферзь | b7 білий король · e7 біла тура · e6 білий кінь · b5 білий слон · d5 чорний король · f5 чорна тура · h5 білий кінь · d4 білий пішак · f4 чорний кінь · h4 біла тура · a3 білий слон · c3 чорний пішак · d3 чорна тура · e3 чорний кінь · g2 білий пішак · b1 чорний слон · e1 білий ферзь | 6 |
| 5 | b7 білий король · e7 біла тура · e6 білий кінь · b5 білий слон · d5 чорний король · f5 чорна тура · h5 білий кінь · d4 білий пішак · f4 чорний кінь · h4 біла тура · a3 білий слон · c3 чорний пішак · d3 чорна тура · e3 чорний кінь · g2 білий пішак · b1 чорний слон · e1 білий ферзь | b7 білий король · e7 біла тура · e6 білий кінь · b5 білий слон · d5 чорний король · f5 чорна тура · h5 білий кінь · d4 білий пішак · f4 чорний кінь · h4 біла тура · a3 білий слон · c3 чорний пішак · d3 чорна тура · e3 чорний кінь · g2 білий пішак · b1 чорний слон · e1 білий ферзь | b7 білий король · e7 біла тура · e6 білий кінь · b5 білий слон · d5 чорний король · f5 чорна тура · h5 білий кінь · d4 білий пішак · f4 чорний кінь · h4 біла тура · a3 білий слон · c3 чорний пішак · d3 чорна тура · e3 чорний кінь · g2 білий пішак · b1 чорний слон · e1 білий ферзь | b7 білий король · e7 біла тура · e6 білий кінь · b5 білий слон · d5 чорний король · f5 чорна тура · h5 білий кінь · d4 білий пішак · f4 чорний кінь · h4 біла тура · a3 білий слон · c3 чорний пішак · d3 чорна тура · e3 чорний кінь · g2 білий пішак · b1 чорний слон · e1 білий ферзь | b7 білий король · e7 біла тура · e6 білий кінь · b5 білий слон · d5 чорний король · f5 чорна тура · h5 білий кінь · d4 білий пішак · f4 чорний кінь · h4 біла тура · a3 білий слон · c3 чорний пішак · d3 чорна тура · e3 чорний кінь · g2 білий пішак · b1 чорний слон · e1 білий ферзь | b7 білий король · e7 біла тура · e6 білий кінь · b5 білий слон · d5 чорний король · f5 чорна тура · h5 білий кінь · d4 білий пішак · f4 чорний кінь · h4 біла тура · a3 білий слон · c3 чорний пішак · d3 чорна тура · e3 чорний кінь · g2 білий пішак · b1 чорний слон · e1 білий ферзь | b7 білий король · e7 біла тура · e6 білий кінь · b5 білий слон · d5 чорний король · f5 чорна тура · h5 білий кінь · d4 білий пішак · f4 чорний кінь · h4 біла тура · a3 білий слон · c3 чорний пішак · d3 чорна тура · e3 чорний кінь · g2 білий пішак · b1 чорний слон · e1 білий ферзь | b7 білий король · e7 біла тура · e6 білий кінь · b5 білий слон · d5 чорний король · f5 чорна тура · h5 білий кінь · d4 білий пішак · f4 чорний кінь · h4 біла тура · a3 білий слон · c3 чорний пішак · d3 чорна тура · e3 чорний кінь · g2 білий пішак · b1 чорний слон · e1 білий ферзь | 5 |
| 4 | b7 білий король · e7 біла тура · e6 білий кінь · b5 білий слон · d5 чорний король · f5 чорна тура · h5 білий кінь · d4 білий пішак · f4 чорний кінь · h4 біла тура · a3 білий слон · c3 чорний пішак · d3 чорна тура · e3 чорний кінь · g2 білий пішак · b1 чорний слон · e1 білий ферзь | b7 білий король · e7 біла тура · e6 білий кінь · b5 білий слон · d5 чорний король · f5 чорна тура · h5 білий кінь · d4 білий пішак · f4 чорний кінь · h4 біла тура · a3 білий слон · c3 чорний пішак · d3 чорна тура · e3 чорний кінь · g2 білий пішак · b1 чорний слон · e1 білий ферзь | b7 білий король · e7 біла тура · e6 білий кінь · b5 білий слон · d5 чорний король · f5 чорна тура · h5 білий кінь · d4 білий пішак · f4 чорний кінь · h4 біла тура · a3 білий слон · c3 чорний пішак · d3 чорна тура · e3 чорний кінь · g2 білий пішак · b1 чорний слон · e1 білий ферзь | b7 білий король · e7 біла тура · e6 білий кінь · b5 білий слон · d5 чорний король · f5 чорна тура · h5 білий кінь · d4 білий пішак · f4 чорний кінь · h4 біла тура · a3 білий слон · c3 чорний пішак · d3 чорна тура · e3 чорний кінь · g2 білий пішак · b1 чорний слон · e1 білий ферзь | b7 білий король · e7 біла тура · e6 білий кінь · b5 білий слон · d5 чорний король · f5 чорна тура · h5 білий кінь · d4 білий пішак · f4 чорний кінь · h4 біла тура · a3 білий слон · c3 чорний пішак · d3 чорна тура · e3 чорний кінь · g2 білий пішак · b1 чорний слон · e1 білий ферзь | b7 білий король · e7 біла тура · e6 білий кінь · b5 білий слон · d5 чорний король · f5 чорна тура · h5 білий кінь · d4 білий пішак · f4 чорний кінь · h4 біла тура · a3 білий слон · c3 чорний пішак · d3 чорна тура · e3 чорний кінь · g2 білий пішак · b1 чорний слон · e1 білий ферзь | b7 білий король · e7 біла тура · e6 білий кінь · b5 білий слон · d5 чорний король · f5 чорна тура · h5 білий кінь · d4 білий пішак · f4 чорний кінь · h4 біла тура · a3 білий слон · c3 чорний пішак · d3 чорна тура · e3 чорний кінь · g2 білий пішак · b1 чорний слон · e1 білий ферзь | b7 білий король · e7 біла тура · e6 білий кінь · b5 білий слон · d5 чорний король · f5 чорна тура · h5 білий кінь · d4 білий пішак · f4 чорний кінь · h4 біла тура · a3 білий слон · c3 чорний пішак · d3 чорна тура · e3 чорний кінь · g2 білий пішак · b1 чорний слон · e1 білий ферзь | 4 |
| 3 | b7 білий король · e7 біла тура · e6 білий кінь · b5 білий слон · d5 чорний король · f5 чорна тура · h5 білий кінь · d4 білий пішак · f4 чорний кінь · h4 біла тура · a3 білий слон · c3 чорний пішак · d3 чорна тура · e3 чорний кінь · g2 білий пішак · b1 чорний слон · e1 білий ферзь | b7 білий король · e7 біла тура · e6 білий кінь · b5 білий слон · d5 чорний король · f5 чорна тура · h5 білий кінь · d4 білий пішак · f4 чорний кінь · h4 біла тура · a3 білий слон · c3 чорний пішак · d3 чорна тура · e3 чорний кінь · g2 білий пішак · b1 чорний слон · e1 білий ферзь | b7 білий король · e7 біла тура · e6 білий кінь · b5 білий слон · d5 чорний король · f5 чорна тура · h5 білий кінь · d4 білий пішак · f4 чорний кінь · h4 біла тура · a3 білий слон · c3 чорний пішак · d3 чорна тура · e3 чорний кінь · g2 білий пішак · b1 чорний слон · e1 білий ферзь | b7 білий король · e7 біла тура · e6 білий кінь · b5 білий слон · d5 чорний король · f5 чорна тура · h5 білий кінь · d4 білий пішак · f4 чорний кінь · h4 біла тура · a3 білий слон · c3 чорний пішак · d3 чорна тура · e3 чорний кінь · g2 білий пішак · b1 чорний слон · e1 білий ферзь | b7 білий король · e7 біла тура · e6 білий кінь · b5 білий слон · d5 чорний король · f5 чорна тура · h5 білий кінь · d4 білий пішак · f4 чорний кінь · h4 біла тура · a3 білий слон · c3 чорний пішак · d3 чорна тура · e3 чорний кінь · g2 білий пішак · b1 чорний слон · e1 білий ферзь | b7 білий король · e7 біла тура · e6 білий кінь · b5 білий слон · d5 чорний король · f5 чорна тура · h5 білий кінь · d4 білий пішак · f4 чорний кінь · h4 біла тура · a3 білий слон · c3 чорний пішак · d3 чорна тура · e3 чорний кінь · g2 білий пішак · b1 чорний слон · e1 білий ферзь | b7 білий король · e7 біла тура · e6 білий кінь · b5 білий слон · d5 чорний король · f5 чорна тура · h5 білий кінь · d4 білий пішак · f4 чорний кінь · h4 біла тура · a3 білий слон · c3 чорний пішак · d3 чорна тура · e3 чорний кінь · g2 білий пішак · b1 чорний слон · e1 білий ферзь | b7 білий король · e7 біла тура · e6 білий кінь · b5 білий слон · d5 чорний король · f5 чорна тура · h5 білий кінь · d4 білий пішак · f4 чорний кінь · h4 біла тура · a3 білий слон · c3 чорний пішак · d3 чорна тура · e3 чорний кінь · g2 білий пішак · b1 чорний слон · e1 білий ферзь | 3 |
| 2 | b7 білий король · e7 біла тура · e6 білий кінь · b5 білий слон · d5 чорний король · f5 чорна тура · h5 білий кінь · d4 білий пішак · f4 чорний кінь · h4 біла тура · a3 білий слон · c3 чорний пішак · d3 чорна тура · e3 чорний кінь · g2 білий пішак · b1 чорний слон · e1 білий ферзь | b7 білий король · e7 біла тура · e6 білий кінь · b5 білий слон · d5 чорний король · f5 чорна тура · h5 білий кінь · d4 білий пішак · f4 чорний кінь · h4 біла тура · a3 білий слон · c3 чорний пішак · d3 чорна тура · e3 чорний кінь · g2 білий пішак · b1 чорний слон · e1 білий ферзь | b7 білий король · e7 біла тура · e6 білий кінь · b5 білий слон · d5 чорний король · f5 чорна тура · h5 білий кінь · d4 білий пішак · f4 чорний кінь · h4 біла тура · a3 білий слон · c3 чорний пішак · d3 чорна тура · e3 чорний кінь · g2 білий пішак · b1 чорний слон · e1 білий ферзь | b7 білий король · e7 біла тура · e6 білий кінь · b5 білий слон · d5 чорний король · f5 чорна тура · h5 білий кінь · d4 білий пішак · f4 чорний кінь · h4 біла тура · a3 білий слон · c3 чорний пішак · d3 чорна тура · e3 чорний кінь · g2 білий пішак · b1 чорний слон · e1 білий ферзь | b7 білий король · e7 біла тура · e6 білий кінь · b5 білий слон · d5 чорний король · f5 чорна тура · h5 білий кінь · d4 білий пішак · f4 чорний кінь · h4 біла тура · a3 білий слон · c3 чорний пішак · d3 чорна тура · e3 чорний кінь · g2 білий пішак · b1 чорний слон · e1 білий ферзь | b7 білий король · e7 біла тура · e6 білий кінь · b5 білий слон · d5 чорний король · f5 чорна тура · h5 білий кінь · d4 білий пішак · f4 чорний кінь · h4 біла тура · a3 білий слон · c3 чорний пішак · d3 чорна тура · e3 чорний кінь · g2 білий пішак · b1 чорний слон · e1 білий ферзь | b7 білий король · e7 біла тура · e6 білий кінь · b5 білий слон · d5 чорний король · f5 чорна тура · h5 білий кінь · d4 білий пішак · f4 чорний кінь · h4 біла тура · a3 білий слон · c3 чорний пішак · d3 чорна тура · e3 чорний кінь · g2 білий пішак · b1 чорний слон · e1 білий ферзь | b7 білий король · e7 біла тура · e6 білий кінь · b5 білий слон · d5 чорний король · f5 чорна тура · h5 білий кінь · d4 білий пішак · f4 чорний кінь · h4 біла тура · a3 білий слон · c3 чорний пішак · d3 чорна тура · e3 чорний кінь · g2 білий пішак · b1 чорний слон · e1 білий ферзь | 2 |
| 1 | b7 білий король · e7 біла тура · e6 білий кінь · b5 білий слон · d5 чорний король · f5 чорна тура · h5 білий кінь · d4 білий пішак · f4 чорний кінь · h4 біла тура · a3 білий слон · c3 чорний пішак · d3 чорна тура · e3 чорний кінь · g2 білий пішак · b1 чорний слон · e1 білий ферзь | b7 білий король · e7 біла тура · e6 білий кінь · b5 білий слон · d5 чорний король · f5 чорна тура · h5 білий кінь · d4 білий пішак · f4 чорний кінь · h4 біла тура · a3 білий слон · c3 чорний пішак · d3 чорна тура · e3 чорний кінь · g2 білий пішак · b1 чорний слон · e1 білий ферзь | b7 білий король · e7 біла тура · e6 білий кінь · b5 білий слон · d5 чорний король · f5 чорна тура · h5 білий кінь · d4 білий пішак · f4 чорний кінь · h4 біла тура · a3 білий слон · c3 чорний пішак · d3 чорна тура · e3 чорний кінь · g2 білий пішак · b1 чорний слон · e1 білий ферзь | b7 білий король · e7 біла тура · e6 білий кінь · b5 білий слон · d5 чорний король · f5 чорна тура · h5 білий кінь · d4 білий пішак · f4 чорний кінь · h4 біла тура · a3 білий слон · c3 чорний пішак · d3 чорна тура · e3 чорний кінь · g2 білий пішак · b1 чорний слон · e1 білий ферзь | b7 білий король · e7 біла тура · e6 білий кінь · b5 білий слон · d5 чорний король · f5 чорна тура · h5 білий кінь · d4 білий пішак · f4 чорний кінь · h4 біла тура · a3 білий слон · c3 чорний пішак · d3 чорна тура · e3 чорний кінь · g2 білий пішак · b1 чорний слон · e1 білий ферзь | b7 білий король · e7 біла тура · e6 білий кінь · b5 білий слон · d5 чорний король · f5 чорна тура · h5 білий кінь · d4 білий пішак · f4 чорний кінь · h4 біла тура · a3 білий слон · c3 чорний пішак · d3 чорна тура · e3 чорний кінь · g2 білий пішак · b1 чорний слон · e1 білий ферзь | b7 білий король · e7 біла тура · e6 білий кінь · b5 білий слон · d5 чорний король · f5 чорна тура · h5 білий кінь · d4 білий пішак · f4 чорний кінь · h4 біла тура · a3 білий слон · c3 чорний пішак · d3 чорна тура · e3 чорний кінь · g2 білий пішак · b1 чорний слон · e1 білий ферзь | b7 білий король · e7 біла тура · e6 білий кінь · b5 білий слон · d5 чорний король · f5 чорна тура · h5 білий кінь · d4 білий пішак · f4 чорний кінь · h4 біла тура · a3 білий слон · c3 чорний пішак · d3 чорна тура · e3 чорний кінь · g2 білий пішак · b1 чорний слон · e1 білий ферзь | 1 |
|   | a | b | c | d | e | f | g | h |   |

FEN: 8/1K2R3/4N3/1B1k1r1N/3P1n1R/B1prn3/6P1/1b2Q3
1. Qe2! ~ 2. Qf3#
1. … Rd~ 2. Bc6# A
1. … Rxd4! 2. Sc7# B
1. … Sf~ 2. Sc7# B
1. … Sxe6! 2. Rd7# C
1. … Se~ 2. Rd7# C
1. … Sc4! 2. Bc6# A
Циклічна форма теми Флоріана-1.
|   | a | b | c | d | e | f | g | h |   |
| 8 | a8 білий кінь · e8 білий слон · g8 білий кінь · b7 чорний пішак · e7 білий пішак · f7 чорний пішак · b6 чорний пішак · d6 чорний король · e6 чорний кінь · f6 білий слон · h6 білий ферзь · b5 біла тура · e5 чорний пішак · b4 чорний пішак · b3 білий пішак · c3 чорний слон · d3 чорна тура · c2 біла тура · d2 чорний пішак · e2 білий пішак · d1 білий король | a8 білий кінь · e8 білий слон · g8 білий кінь · b7 чорний пішак · e7 білий пішак · f7 чорний пішак · b6 чорний пішак · d6 чорний король · e6 чорний кінь · f6 білий слон · h6 білий ферзь · b5 біла тура · e5 чорний пішак · b4 чорний пішак · b3 білий пішак · c3 чорний слон · d3 чорна тура · c2 біла тура · d2 чорний пішак · e2 білий пішак · d1 білий король | a8 білий кінь · e8 білий слон · g8 білий кінь · b7 чорний пішак · e7 білий пішак · f7 чорний пішак · b6 чорний пішак · d6 чорний король · e6 чорний кінь · f6 білий слон · h6 білий ферзь · b5 біла тура · e5 чорний пішак · b4 чорний пішак · b3 білий пішак · c3 чорний слон · d3 чорна тура · c2 біла тура · d2 чорний пішак · e2 білий пішак · d1 білий король | a8 білий кінь · e8 білий слон · g8 білий кінь · b7 чорний пішак · e7 білий пішак · f7 чорний пішак · b6 чорний пішак · d6 чорний король · e6 чорний кінь · f6 білий слон · h6 білий ферзь · b5 біла тура · e5 чорний пішак · b4 чорний пішак · b3 білий пішак · c3 чорний слон · d3 чорна тура · c2 біла тура · d2 чорний пішак · e2 білий пішак · d1 білий король | a8 білий кінь · e8 білий слон · g8 білий кінь · b7 чорний пішак · e7 білий пішак · f7 чорний пішак · b6 чорний пішак · d6 чорний король · e6 чорний кінь · f6 білий слон · h6 білий ферзь · b5 біла тура · e5 чорний пішак · b4 чорний пішак · b3 білий пішак · c3 чорний слон · d3 чорна тура · c2 біла тура · d2 чорний пішак · e2 білий пішак · d1 білий король | a8 білий кінь · e8 білий слон · g8 білий кінь · b7 чорний пішак · e7 білий пішак · f7 чорний пішак · b6 чорний пішак · d6 чорний король · e6 чорний кінь · f6 білий слон · h6 білий ферзь · b5 біла тура · e5 чорний пішак · b4 чорний пішак · b3 білий пішак · c3 чорний слон · d3 чорна тура · c2 біла тура · d2 чорний пішак · e2 білий пішак · d1 білий король | a8 білий кінь · e8 білий слон · g8 білий кінь · b7 чорний пішак · e7 білий пішак · f7 чорний пішак · b6 чорний пішак · d6 чорний король · e6 чорний кінь · f6 білий слон · h6 білий ферзь · b5 біла тура · e5 чорний пішак · b4 чорний пішак · b3 білий пішак · c3 чорний слон · d3 чорна тура · c2 біла тура · d2 чорний пішак · e2 білий пішак · d1 білий король | a8 білий кінь · e8 білий слон · g8 білий кінь · b7 чорний пішак · e7 білий пішак · f7 чорний пішак · b6 чорний пішак · d6 чорний король · e6 чорний кінь · f6 білий слон · h6 білий ферзь · b5 біла тура · e5 чорний пішак · b4 чорний пішак · b3 білий пішак · c3 чорний слон · d3 чорна тура · c2 біла тура · d2 чорний пішак · e2 білий пішак · d1 білий король | 8 |
| 7 | a8 білий кінь · e8 білий слон · g8 білий кінь · b7 чорний пішак · e7 білий пішак · f7 чорний пішак · b6 чорний пішак · d6 чорний король · e6 чорний кінь · f6 білий слон · h6 білий ферзь · b5 біла тура · e5 чорний пішак · b4 чорний пішак · b3 білий пішак · c3 чорний слон · d3 чорна тура · c2 біла тура · d2 чорний пішак · e2 білий пішак · d1 білий король | a8 білий кінь · e8 білий слон · g8 білий кінь · b7 чорний пішак · e7 білий пішак · f7 чорний пішак · b6 чорний пішак · d6 чорний король · e6 чорний кінь · f6 білий слон · h6 білий ферзь · b5 біла тура · e5 чорний пішак · b4 чорний пішак · b3 білий пішак · c3 чорний слон · d3 чорна тура · c2 біла тура · d2 чорний пішак · e2 білий пішак · d1 білий король | a8 білий кінь · e8 білий слон · g8 білий кінь · b7 чорний пішак · e7 білий пішак · f7 чорний пішак · b6 чорний пішак · d6 чорний король · e6 чорний кінь · f6 білий слон · h6 білий ферзь · b5 біла тура · e5 чорний пішак · b4 чорний пішак · b3 білий пішак · c3 чорний слон · d3 чорна тура · c2 біла тура · d2 чорний пішак · e2 білий пішак · d1 білий король | a8 білий кінь · e8 білий слон · g8 білий кінь · b7 чорний пішак · e7 білий пішак · f7 чорний пішак · b6 чорний пішак · d6 чорний король · e6 чорний кінь · f6 білий слон · h6 білий ферзь · b5 біла тура · e5 чорний пішак · b4 чорний пішак · b3 білий пішак · c3 чорний слон · d3 чорна тура · c2 біла тура · d2 чорний пішак · e2 білий пішак · d1 білий король | a8 білий кінь · e8 білий слон · g8 білий кінь · b7 чорний пішак · e7 білий пішак · f7 чорний пішак · b6 чорний пішак · d6 чорний король · e6 чорний кінь · f6 білий слон · h6 білий ферзь · b5 біла тура · e5 чорний пішак · b4 чорний пішак · b3 білий пішак · c3 чорний слон · d3 чорна тура · c2 біла тура · d2 чорний пішак · e2 білий пішак · d1 білий король | a8 білий кінь · e8 білий слон · g8 білий кінь · b7 чорний пішак · e7 білий пішак · f7 чорний пішак · b6 чорний пішак · d6 чорний король · e6 чорний кінь · f6 білий слон · h6 білий ферзь · b5 біла тура · e5 чорний пішак · b4 чорний пішак · b3 білий пішак · c3 чорний слон · d3 чорна тура · c2 біла тура · d2 чорний пішак · e2 білий пішак · d1 білий король | a8 білий кінь · e8 білий слон · g8 білий кінь · b7 чорний пішак · e7 білий пішак · f7 чорний пішак · b6 чорний пішак · d6 чорний король · e6 чорний кінь · f6 білий слон · h6 білий ферзь · b5 біла тура · e5 чорний пішак · b4 чорний пішак · b3 білий пішак · c3 чорний слон · d3 чорна тура · c2 біла тура · d2 чорний пішак · e2 білий пішак · d1 білий король | a8 білий кінь · e8 білий слон · g8 білий кінь · b7 чорний пішак · e7 білий пішак · f7 чорний пішак · b6 чорний пішак · d6 чорний король · e6 чорний кінь · f6 білий слон · h6 білий ферзь · b5 біла тура · e5 чорний пішак · b4 чорний пішак · b3 білий пішак · c3 чорний слон · d3 чорна тура · c2 біла тура · d2 чорний пішак · e2 білий пішак · d1 білий король | 7 |
| 6 | a8 білий кінь · e8 білий слон · g8 білий кінь · b7 чорний пішак · e7 білий пішак · f7 чорний пішак · b6 чорний пішак · d6 чорний король · e6 чорний кінь · f6 білий слон · h6 білий ферзь · b5 біла тура · e5 чорний пішак · b4 чорний пішак · b3 білий пішак · c3 чорний слон · d3 чорна тура · c2 біла тура · d2 чорний пішак · e2 білий пішак · d1 білий король | a8 білий кінь · e8 білий слон · g8 білий кінь · b7 чорний пішак · e7 білий пішак · f7 чорний пішак · b6 чорний пішак · d6 чорний король · e6 чорний кінь · f6 білий слон · h6 білий ферзь · b5 біла тура · e5 чорний пішак · b4 чорний пішак · b3 білий пішак · c3 чорний слон · d3 чорна тура · c2 біла тура · d2 чорний пішак · e2 білий пішак · d1 білий король | a8 білий кінь · e8 білий слон · g8 білий кінь · b7 чорний пішак · e7 білий пішак · f7 чорний пішак · b6 чорний пішак · d6 чорний король · e6 чорний кінь · f6 білий слон · h6 білий ферзь · b5 біла тура · e5 чорний пішак · b4 чорний пішак · b3 білий пішак · c3 чорний слон · d3 чорна тура · c2 біла тура · d2 чорний пішак · e2 білий пішак · d1 білий король | a8 білий кінь · e8 білий слон · g8 білий кінь · b7 чорний пішак · e7 білий пішак · f7 чорний пішак · b6 чорний пішак · d6 чорний король · e6 чорний кінь · f6 білий слон · h6 білий ферзь · b5 біла тура · e5 чорний пішак · b4 чорний пішак · b3 білий пішак · c3 чорний слон · d3 чорна тура · c2 біла тура · d2 чорний пішак · e2 білий пішак · d1 білий король | a8 білий кінь · e8 білий слон · g8 білий кінь · b7 чорний пішак · e7 білий пішак · f7 чорний пішак · b6 чорний пішак · d6 чорний король · e6 чорний кінь · f6 білий слон · h6 білий ферзь · b5 біла тура · e5 чорний пішак · b4 чорний пішак · b3 білий пішак · c3 чорний слон · d3 чорна тура · c2 біла тура · d2 чорний пішак · e2 білий пішак · d1 білий король | a8 білий кінь · e8 білий слон · g8 білий кінь · b7 чорний пішак · e7 білий пішак · f7 чорний пішак · b6 чорний пішак · d6 чорний король · e6 чорний кінь · f6 білий слон · h6 білий ферзь · b5 біла тура · e5 чорний пішак · b4 чорний пішак · b3 білий пішак · c3 чорний слон · d3 чорна тура · c2 біла тура · d2 чорний пішак · e2 білий пішак · d1 білий король | a8 білий кінь · e8 білий слон · g8 білий кінь · b7 чорний пішак · e7 білий пішак · f7 чорний пішак · b6 чорний пішак · d6 чорний король · e6 чорний кінь · f6 білий слон · h6 білий ферзь · b5 біла тура · e5 чорний пішак · b4 чорний пішак · b3 білий пішак · c3 чорний слон · d3 чорна тура · c2 біла тура · d2 чорний пішак · e2 білий пішак · d1 білий король | a8 білий кінь · e8 білий слон · g8 білий кінь · b7 чорний пішак · e7 білий пішак · f7 чорний пішак · b6 чорний пішак · d6 чорний король · e6 чорний кінь · f6 білий слон · h6 білий ферзь · b5 біла тура · e5 чорний пішак · b4 чорний пішак · b3 білий пішак · c3 чорний слон · d3 чорна тура · c2 біла тура · d2 чорний пішак · e2 білий пішак · d1 білий король | 6 |
| 5 | a8 білий кінь · e8 білий слон · g8 білий кінь · b7 чорний пішак · e7 білий пішак · f7 чорний пішак · b6 чорний пішак · d6 чорний король · e6 чорний кінь · f6 білий слон · h6 білий ферзь · b5 біла тура · e5 чорний пішак · b4 чорний пішак · b3 білий пішак · c3 чорний слон · d3 чорна тура · c2 біла тура · d2 чорний пішак · e2 білий пішак · d1 білий король | a8 білий кінь · e8 білий слон · g8 білий кінь · b7 чорний пішак · e7 білий пішак · f7 чорний пішак · b6 чорний пішак · d6 чорний король · e6 чорний кінь · f6 білий слон · h6 білий ферзь · b5 біла тура · e5 чорний пішак · b4 чорний пішак · b3 білий пішак · c3 чорний слон · d3 чорна тура · c2 біла тура · d2 чорний пішак · e2 білий пішак · d1 білий король | a8 білий кінь · e8 білий слон · g8 білий кінь · b7 чорний пішак · e7 білий пішак · f7 чорний пішак · b6 чорний пішак · d6 чорний король · e6 чорний кінь · f6 білий слон · h6 білий ферзь · b5 біла тура · e5 чорний пішак · b4 чорний пішак · b3 білий пішак · c3 чорний слон · d3 чорна тура · c2 біла тура · d2 чорний пішак · e2 білий пішак · d1 білий король | a8 білий кінь · e8 білий слон · g8 білий кінь · b7 чорний пішак · e7 білий пішак · f7 чорний пішак · b6 чорний пішак · d6 чорний король · e6 чорний кінь · f6 білий слон · h6 білий ферзь · b5 біла тура · e5 чорний пішак · b4 чорний пішак · b3 білий пішак · c3 чорний слон · d3 чорна тура · c2 біла тура · d2 чорний пішак · e2 білий пішак · d1 білий король | a8 білий кінь · e8 білий слон · g8 білий кінь · b7 чорний пішак · e7 білий пішак · f7 чорний пішак · b6 чорний пішак · d6 чорний король · e6 чорний кінь · f6 білий слон · h6 білий ферзь · b5 біла тура · e5 чорний пішак · b4 чорний пішак · b3 білий пішак · c3 чорний слон · d3 чорна тура · c2 біла тура · d2 чорний пішак · e2 білий пішак · d1 білий король | a8 білий кінь · e8 білий слон · g8 білий кінь · b7 чорний пішак · e7 білий пішак · f7 чорний пішак · b6 чорний пішак · d6 чорний король · e6 чорний кінь · f6 білий слон · h6 білий ферзь · b5 біла тура · e5 чорний пішак · b4 чорний пішак · b3 білий пішак · c3 чорний слон · d3 чорна тура · c2 біла тура · d2 чорний пішак · e2 білий пішак · d1 білий король | a8 білий кінь · e8 білий слон · g8 білий кінь · b7 чорний пішак · e7 білий пішак · f7 чорний пішак · b6 чорний пішак · d6 чорний король · e6 чорний кінь · f6 білий слон · h6 білий ферзь · b5 біла тура · e5 чорний пішак · b4 чорний пішак · b3 білий пішак · c3 чорний слон · d3 чорна тура · c2 біла тура · d2 чорний пішак · e2 білий пішак · d1 білий король | a8 білий кінь · e8 білий слон · g8 білий кінь · b7 чорний пішак · e7 білий пішак · f7 чорний пішак · b6 чорний пішак · d6 чорний король · e6 чорний кінь · f6 білий слон · h6 білий ферзь · b5 біла тура · e5 чорний пішак · b4 чорний пішак · b3 білий пішак · c3 чорний слон · d3 чорна тура · c2 біла тура · d2 чорний пішак · e2 білий пішак · d1 білий король | 5 |
| 4 | a8 білий кінь · e8 білий слон · g8 білий кінь · b7 чорний пішак · e7 білий пішак · f7 чорний пішак · b6 чорний пішак · d6 чорний король · e6 чорний кінь · f6 білий слон · h6 білий ферзь · b5 біла тура · e5 чорний пішак · b4 чорний пішак · b3 білий пішак · c3 чорний слон · d3 чорна тура · c2 біла тура · d2 чорний пішак · e2 білий пішак · d1 білий король | a8 білий кінь · e8 білий слон · g8 білий кінь · b7 чорний пішак · e7 білий пішак · f7 чорний пішак · b6 чорний пішак · d6 чорний король · e6 чорний кінь · f6 білий слон · h6 білий ферзь · b5 біла тура · e5 чорний пішак · b4 чорний пішак · b3 білий пішак · c3 чорний слон · d3 чорна тура · c2 біла тура · d2 чорний пішак · e2 білий пішак · d1 білий король | a8 білий кінь · e8 білий слон · g8 білий кінь · b7 чорний пішак · e7 білий пішак · f7 чорний пішак · b6 чорний пішак · d6 чорний король · e6 чорний кінь · f6 білий слон · h6 білий ферзь · b5 біла тура · e5 чорний пішак · b4 чорний пішак · b3 білий пішак · c3 чорний слон · d3 чорна тура · c2 біла тура · d2 чорний пішак · e2 білий пішак · d1 білий король | a8 білий кінь · e8 білий слон · g8 білий кінь · b7 чорний пішак · e7 білий пішак · f7 чорний пішак · b6 чорний пішак · d6 чорний король · e6 чорний кінь · f6 білий слон · h6 білий ферзь · b5 біла тура · e5 чорний пішак · b4 чорний пішак · b3 білий пішак · c3 чорний слон · d3 чорна тура · c2 біла тура · d2 чорний пішак · e2 білий пішак · d1 білий король | a8 білий кінь · e8 білий слон · g8 білий кінь · b7 чорний пішак · e7 білий пішак · f7 чорний пішак · b6 чорний пішак · d6 чорний король · e6 чорний кінь · f6 білий слон · h6 білий ферзь · b5 біла тура · e5 чорний пішак · b4 чорний пішак · b3 білий пішак · c3 чорний слон · d3 чорна тура · c2 біла тура · d2 чорний пішак · e2 білий пішак · d1 білий король | a8 білий кінь · e8 білий слон · g8 білий кінь · b7 чорний пішак · e7 білий пішак · f7 чорний пішак · b6 чорний пішак · d6 чорний король · e6 чорний кінь · f6 білий слон · h6 білий ферзь · b5 біла тура · e5 чорний пішак · b4 чорний пішак · b3 білий пішак · c3 чорний слон · d3 чорна тура · c2 біла тура · d2 чорний пішак · e2 білий пішак · d1 білий король | a8 білий кінь · e8 білий слон · g8 білий кінь · b7 чорний пішак · e7 білий пішак · f7 чорний пішак · b6 чорний пішак · d6 чорний король · e6 чорний кінь · f6 білий слон · h6 білий ферзь · b5 біла тура · e5 чорний пішак · b4 чорний пішак · b3 білий пішак · c3 чорний слон · d3 чорна тура · c2 біла тура · d2 чорний пішак · e2 білий пішак · d1 білий король | a8 білий кінь · e8 білий слон · g8 білий кінь · b7 чорний пішак · e7 білий пішак · f7 чорний пішак · b6 чорний пішак · d6 чорний король · e6 чорний кінь · f6 білий слон · h6 білий ферзь · b5 біла тура · e5 чорний пішак · b4 чорний пішак · b3 білий пішак · c3 чорний слон · d3 чорна тура · c2 біла тура · d2 чорний пішак · e2 білий пішак · d1 білий король | 4 |
| 3 | a8 білий кінь · e8 білий слон · g8 білий кінь · b7 чорний пішак · e7 білий пішак · f7 чорний пішак · b6 чорний пішак · d6 чорний король · e6 чорний кінь · f6 білий слон · h6 білий ферзь · b5 біла тура · e5 чорний пішак · b4 чорний пішак · b3 білий пішак · c3 чорний слон · d3 чорна тура · c2 біла тура · d2 чорний пішак · e2 білий пішак · d1 білий король | a8 білий кінь · e8 білий слон · g8 білий кінь · b7 чорний пішак · e7 білий пішак · f7 чорний пішак · b6 чорний пішак · d6 чорний король · e6 чорний кінь · f6 білий слон · h6 білий ферзь · b5 біла тура · e5 чорний пішак · b4 чорний пішак · b3 білий пішак · c3 чорний слон · d3 чорна тура · c2 біла тура · d2 чорний пішак · e2 білий пішак · d1 білий король | a8 білий кінь · e8 білий слон · g8 білий кінь · b7 чорний пішак · e7 білий пішак · f7 чорний пішак · b6 чорний пішак · d6 чорний король · e6 чорний кінь · f6 білий слон · h6 білий ферзь · b5 біла тура · e5 чорний пішак · b4 чорний пішак · b3 білий пішак · c3 чорний слон · d3 чорна тура · c2 біла тура · d2 чорний пішак · e2 білий пішак · d1 білий король | a8 білий кінь · e8 білий слон · g8 білий кінь · b7 чорний пішак · e7 білий пішак · f7 чорний пішак · b6 чорний пішак · d6 чорний король · e6 чорний кінь · f6 білий слон · h6 білий ферзь · b5 біла тура · e5 чорний пішак · b4 чорний пішак · b3 білий пішак · c3 чорний слон · d3 чорна тура · c2 біла тура · d2 чорний пішак · e2 білий пішак · d1 білий король | a8 білий кінь · e8 білий слон · g8 білий кінь · b7 чорний пішак · e7 білий пішак · f7 чорний пішак · b6 чорний пішак · d6 чорний король · e6 чорний кінь · f6 білий слон · h6 білий ферзь · b5 біла тура · e5 чорний пішак · b4 чорний пішак · b3 білий пішак · c3 чорний слон · d3 чорна тура · c2 біла тура · d2 чорний пішак · e2 білий пішак · d1 білий король | a8 білий кінь · e8 білий слон · g8 білий кінь · b7 чорний пішак · e7 білий пішак · f7 чорний пішак · b6 чорний пішак · d6 чорний король · e6 чорний кінь · f6 білий слон · h6 білий ферзь · b5 біла тура · e5 чорний пішак · b4 чорний пішак · b3 білий пішак · c3 чорний слон · d3 чорна тура · c2 біла тура · d2 чорний пішак · e2 білий пішак · d1 білий король | a8 білий кінь · e8 білий слон · g8 білий кінь · b7 чорний пішак · e7 білий пішак · f7 чорний пішак · b6 чорний пішак · d6 чорний король · e6 чорний кінь · f6 білий слон · h6 білий ферзь · b5 біла тура · e5 чорний пішак · b4 чорний пішак · b3 білий пішак · c3 чорний слон · d3 чорна тура · c2 біла тура · d2 чорний пішак · e2 білий пішак · d1 білий король | a8 білий кінь · e8 білий слон · g8 білий кінь · b7 чорний пішак · e7 білий пішак · f7 чорний пішак · b6 чорний пішак · d6 чорний король · e6 чорний кінь · f6 білий слон · h6 білий ферзь · b5 біла тура · e5 чорний пішак · b4 чорний пішак · b3 білий пішак · c3 чорний слон · d3 чорна тура · c2 біла тура · d2 чорний пішак · e2 білий пішак · d1 білий король | 3 |
| 2 | a8 білий кінь · e8 білий слон · g8 білий кінь · b7 чорний пішак · e7 білий пішак · f7 чорний пішак · b6 чорний пішак · d6 чорний король · e6 чорний кінь · f6 білий слон · h6 білий ферзь · b5 біла тура · e5 чорний пішак · b4 чорний пішак · b3 білий пішак · c3 чорний слон · d3 чорна тура · c2 біла тура · d2 чорний пішак · e2 білий пішак · d1 білий король | a8 білий кінь · e8 білий слон · g8 білий кінь · b7 чорний пішак · e7 білий пішак · f7 чорний пішак · b6 чорний пішак · d6 чорний король · e6 чорний кінь · f6 білий слон · h6 білий ферзь · b5 біла тура · e5 чорний пішак · b4 чорний пішак · b3 білий пішак · c3 чорний слон · d3 чорна тура · c2 біла тура · d2 чорний пішак · e2 білий пішак · d1 білий король | a8 білий кінь · e8 білий слон · g8 білий кінь · b7 чорний пішак · e7 білий пішак · f7 чорний пішак · b6 чорний пішак · d6 чорний король · e6 чорний кінь · f6 білий слон · h6 білий ферзь · b5 біла тура · e5 чорний пішак · b4 чорний пішак · b3 білий пішак · c3 чорний слон · d3 чорна тура · c2 біла тура · d2 чорний пішак · e2 білий пішак · d1 білий король | a8 білий кінь · e8 білий слон · g8 білий кінь · b7 чорний пішак · e7 білий пішак · f7 чорний пішак · b6 чорний пішак · d6 чорний король · e6 чорний кінь · f6 білий слон · h6 білий ферзь · b5 біла тура · e5 чорний пішак · b4 чорний пішак · b3 білий пішак · c3 чорний слон · d3 чорна тура · c2 біла тура · d2 чорний пішак · e2 білий пішак · d1 білий король | a8 білий кінь · e8 білий слон · g8 білий кінь · b7 чорний пішак · e7 білий пішак · f7 чорний пішак · b6 чорний пішак · d6 чорний король · e6 чорний кінь · f6 білий слон · h6 білий ферзь · b5 біла тура · e5 чорний пішак · b4 чорний пішак · b3 білий пішак · c3 чорний слон · d3 чорна тура · c2 біла тура · d2 чорний пішак · e2 білий пішак · d1 білий король | a8 білий кінь · e8 білий слон · g8 білий кінь · b7 чорний пішак · e7 білий пішак · f7 чорний пішак · b6 чорний пішак · d6 чорний король · e6 чорний кінь · f6 білий слон · h6 білий ферзь · b5 біла тура · e5 чорний пішак · b4 чорний пішак · b3 білий пішак · c3 чорний слон · d3 чорна тура · c2 біла тура · d2 чорний пішак · e2 білий пішак · d1 білий король | a8 білий кінь · e8 білий слон · g8 білий кінь · b7 чорний пішак · e7 білий пішак · f7 чорний пішак · b6 чорний пішак · d6 чорний король · e6 чорний кінь · f6 білий слон · h6 білий ферзь · b5 біла тура · e5 чорний пішак · b4 чорний пішак · b3 білий пішак · c3 чорний слон · d3 чорна тура · c2 біла тура · d2 чорний пішак · e2 білий пішак · d1 білий король | a8 білий кінь · e8 білий слон · g8 білий кінь · b7 чорний пішак · e7 білий пішак · f7 чорний пішак · b6 чорний пішак · d6 чорний король · e6 чорний кінь · f6 білий слон · h6 білий ферзь · b5 біла тура · e5 чорний пішак · b4 чорний пішак · b3 білий пішак · c3 чорний слон · d3 чорна тура · c2 біла тура · d2 чорний пішак · e2 білий пішак · d1 білий король | 2 |
| 1 | a8 білий кінь · e8 білий слон · g8 білий кінь · b7 чорний пішак · e7 білий пішак · f7 чорний пішак · b6 чорний пішак · d6 чорний король · e6 чорний кінь · f6 білий слон · h6 білий ферзь · b5 біла тура · e5 чорний пішак · b4 чорний пішак · b3 білий пішак · c3 чорний слон · d3 чорна тура · c2 біла тура · d2 чорний пішак · e2 білий пішак · d1 білий король | a8 білий кінь · e8 білий слон · g8 білий кінь · b7 чорний пішак · e7 білий пішак · f7 чорний пішак · b6 чорний пішак · d6 чорний король · e6 чорний кінь · f6 білий слон · h6 білий ферзь · b5 біла тура · e5 чорний пішак · b4 чорний пішак · b3 білий пішак · c3 чорний слон · d3 чорна тура · c2 біла тура · d2 чорний пішак · e2 білий пішак · d1 білий король | a8 білий кінь · e8 білий слон · g8 білий кінь · b7 чорний пішак · e7 білий пішак · f7 чорний пішак · b6 чорний пішак · d6 чорний король · e6 чорний кінь · f6 білий слон · h6 білий ферзь · b5 біла тура · e5 чорний пішак · b4 чорний пішак · b3 білий пішак · c3 чорний слон · d3 чорна тура · c2 біла тура · d2 чорний пішак · e2 білий пішак · d1 білий король | a8 білий кінь · e8 білий слон · g8 білий кінь · b7 чорний пішак · e7 білий пішак · f7 чорний пішак · b6 чорний пішак · d6 чорний король · e6 чорний кінь · f6 білий слон · h6 білий ферзь · b5 біла тура · e5 чорний пішак · b4 чорний пішак · b3 білий пішак · c3 чорний слон · d3 чорна тура · c2 біла тура · d2 чорний пішак · e2 білий пішак · d1 білий король | a8 білий кінь · e8 білий слон · g8 білий кінь · b7 чорний пішак · e7 білий пішак · f7 чорний пішак · b6 чорний пішак · d6 чорний король · e6 чорний кінь · f6 білий слон · h6 білий ферзь · b5 біла тура · e5 чорний пішак · b4 чорний пішак · b3 білий пішак · c3 чорний слон · d3 чорна тура · c2 біла тура · d2 чорний пішак · e2 білий пішак · d1 білий король | a8 білий кінь · e8 білий слон · g8 білий кінь · b7 чорний пішак · e7 білий пішак · f7 чорний пішак · b6 чорний пішак · d6 чорний король · e6 чорний кінь · f6 білий слон · h6 білий ферзь · b5 біла тура · e5 чорний пішак · b4 чорний пішак · b3 білий пішак · c3 чорний слон · d3 чорна тура · c2 біла тура · d2 чорний пішак · e2 білий пішак · d1 білий король | a8 білий кінь · e8 білий слон · g8 білий кінь · b7 чорний пішак · e7 білий пішак · f7 чорний пішак · b6 чорний пішак · d6 чорний король · e6 чорний кінь · f6 білий слон · h6 білий ферзь · b5 біла тура · e5 чорний пішак · b4 чорний пішак · b3 білий пішак · c3 чорний слон · d3 чорна тура · c2 біла тура · d2 чорний пішак · e2 білий пішак · d1 білий король | a8 білий кінь · e8 білий слон · g8 білий кінь · b7 чорний пішак · e7 білий пішак · f7 чорний пішак · b6 чорний пішак · d6 чорний король · e6 чорний кінь · f6 білий слон · h6 білий ферзь · b5 біла тура · e5 чорний пішак · b4 чорний пішак · b3 білий пішак · c3 чорний слон · d3 чорна тура · c2 біла тура · d2 чорний пішак · e2 білий пішак · d1 білий король | 1 |
|   | a | b | c | d | e | f | g | h |   |

FEN: N3B1N1/1p2Pp2/1p1knB1Q/1R2p3/1p6/1Pbr4/2RpP3/3K4
1. e4! Zz
1. … B~ 2. Rxb6# A
1. … Bd4! 2. Rd5# B
1. … R~ 2. Rd5# B
1. … Rd4! 2. Bxe5# C
1. … S~ 2. Bxe5# C
1. … Sc5! 2. Rxb6# A
Циклічна форма теми Флоріана-1, перекриття Грімшоу.

## Вираження теми в механізмі однієї чорної фігури
Для створення однофігурного механізму знадобиться чорна лінійна фігура — тура, або слон, які можуть рухатися по двох лініях, перпендикулярних одна відносно другої. По суті одна фігура виконуватиме функції двох тематичних фігур. Механізм працюватиме так: по першій лінії повинен бути довільний хід (ходи хоча б на два різні поля), на які виникає один і той же мат (повторна загроза), а також по цій же лінії має бути точний хід, який захищає від повторної загрози, але при цьому повинен виникнути інший мат, який буде виникати при довільному ході тематичної чорної фігури по іншій лінії, і на точний хід по цій лінії виникне мат , який проходив на довільний хід коли фігура рухалась по першій лінії. В результаті пройшло чергування матів на довільний хід і точний при русі фігури по двох лініях.
|   | a | b | c | d | e | f | g | h |   |
| 8 | b8 білий ферзь · h8 біла тура · c7 білий слон · g6 білий король · f5 чорний пішак · g4 чорний король · f3 чорна тура | b8 білий ферзь · h8 біла тура · c7 білий слон · g6 білий король · f5 чорний пішак · g4 чорний король · f3 чорна тура | b8 білий ферзь · h8 біла тура · c7 білий слон · g6 білий король · f5 чорний пішак · g4 чорний король · f3 чорна тура | b8 білий ферзь · h8 біла тура · c7 білий слон · g6 білий король · f5 чорний пішак · g4 чорний король · f3 чорна тура | b8 білий ферзь · h8 біла тура · c7 білий слон · g6 білий король · f5 чорний пішак · g4 чорний король · f3 чорна тура | b8 білий ферзь · h8 біла тура · c7 білий слон · g6 білий король · f5 чорний пішак · g4 чорний король · f3 чорна тура | b8 білий ферзь · h8 біла тура · c7 білий слон · g6 білий король · f5 чорний пішак · g4 чорний король · f3 чорна тура | b8 білий ферзь · h8 біла тура · c7 білий слон · g6 білий король · f5 чорний пішак · g4 чорний король · f3 чорна тура | 8 |
| 7 | b8 білий ферзь · h8 біла тура · c7 білий слон · g6 білий король · f5 чорний пішак · g4 чорний король · f3 чорна тура | b8 білий ферзь · h8 біла тура · c7 білий слон · g6 білий король · f5 чорний пішак · g4 чорний король · f3 чорна тура | b8 білий ферзь · h8 біла тура · c7 білий слон · g6 білий король · f5 чорний пішак · g4 чорний король · f3 чорна тура | b8 білий ферзь · h8 біла тура · c7 білий слон · g6 білий король · f5 чорний пішак · g4 чорний король · f3 чорна тура | b8 білий ферзь · h8 біла тура · c7 білий слон · g6 білий король · f5 чорний пішак · g4 чорний король · f3 чорна тура | b8 білий ферзь · h8 біла тура · c7 білий слон · g6 білий король · f5 чорний пішак · g4 чорний король · f3 чорна тура | b8 білий ферзь · h8 біла тура · c7 білий слон · g6 білий король · f5 чорний пішак · g4 чорний король · f3 чорна тура | b8 білий ферзь · h8 біла тура · c7 білий слон · g6 білий король · f5 чорний пішак · g4 чорний король · f3 чорна тура | 7 |
| 6 | b8 білий ферзь · h8 біла тура · c7 білий слон · g6 білий король · f5 чорний пішак · g4 чорний король · f3 чорна тура | b8 білий ферзь · h8 біла тура · c7 білий слон · g6 білий король · f5 чорний пішак · g4 чорний король · f3 чорна тура | b8 білий ферзь · h8 біла тура · c7 білий слон · g6 білий король · f5 чорний пішак · g4 чорний король · f3 чорна тура | b8 білий ферзь · h8 біла тура · c7 білий слон · g6 білий король · f5 чорний пішак · g4 чорний король · f3 чорна тура | b8 білий ферзь · h8 біла тура · c7 білий слон · g6 білий король · f5 чорний пішак · g4 чорний король · f3 чорна тура | b8 білий ферзь · h8 біла тура · c7 білий слон · g6 білий король · f5 чорний пішак · g4 чорний король · f3 чорна тура | b8 білий ферзь · h8 біла тура · c7 білий слон · g6 білий король · f5 чорний пішак · g4 чорний король · f3 чорна тура | b8 білий ферзь · h8 біла тура · c7 білий слон · g6 білий король · f5 чорний пішак · g4 чорний король · f3 чорна тура | 6 |
| 5 | b8 білий ферзь · h8 біла тура · c7 білий слон · g6 білий король · f5 чорний пішак · g4 чорний король · f3 чорна тура | b8 білий ферзь · h8 біла тура · c7 білий слон · g6 білий король · f5 чорний пішак · g4 чорний король · f3 чорна тура | b8 білий ферзь · h8 біла тура · c7 білий слон · g6 білий король · f5 чорний пішак · g4 чорний король · f3 чорна тура | b8 білий ферзь · h8 біла тура · c7 білий слон · g6 білий король · f5 чорний пішак · g4 чорний король · f3 чорна тура | b8 білий ферзь · h8 біла тура · c7 білий слон · g6 білий король · f5 чорний пішак · g4 чорний король · f3 чорна тура | b8 білий ферзь · h8 біла тура · c7 білий слон · g6 білий король · f5 чорний пішак · g4 чорний король · f3 чорна тура | b8 білий ферзь · h8 біла тура · c7 білий слон · g6 білий король · f5 чорний пішак · g4 чорний король · f3 чорна тура | b8 білий ферзь · h8 біла тура · c7 білий слон · g6 білий король · f5 чорний пішак · g4 чорний король · f3 чорна тура | 5 |
| 4 | b8 білий ферзь · h8 біла тура · c7 білий слон · g6 білий король · f5 чорний пішак · g4 чорний король · f3 чорна тура | b8 білий ферзь · h8 біла тура · c7 білий слон · g6 білий король · f5 чорний пішак · g4 чорний король · f3 чорна тура | b8 білий ферзь · h8 біла тура · c7 білий слон · g6 білий король · f5 чорний пішак · g4 чорний король · f3 чорна тура | b8 білий ферзь · h8 біла тура · c7 білий слон · g6 білий король · f5 чорний пішак · g4 чорний король · f3 чорна тура | b8 білий ферзь · h8 біла тура · c7 білий слон · g6 білий король · f5 чорний пішак · g4 чорний король · f3 чорна тура | b8 білий ферзь · h8 біла тура · c7 білий слон · g6 білий король · f5 чорний пішак · g4 чорний король · f3 чорна тура | b8 білий ферзь · h8 біла тура · c7 білий слон · g6 білий король · f5 чорний пішак · g4 чорний король · f3 чорна тура | b8 білий ферзь · h8 біла тура · c7 білий слон · g6 білий король · f5 чорний пішак · g4 чорний король · f3 чорна тура | 4 |
| 3 | b8 білий ферзь · h8 біла тура · c7 білий слон · g6 білий король · f5 чорний пішак · g4 чорний король · f3 чорна тура | b8 білий ферзь · h8 біла тура · c7 білий слон · g6 білий король · f5 чорний пішак · g4 чорний король · f3 чорна тура | b8 білий ферзь · h8 біла тура · c7 білий слон · g6 білий король · f5 чорний пішак · g4 чорний король · f3 чорна тура | b8 білий ферзь · h8 біла тура · c7 білий слон · g6 білий король · f5 чорний пішак · g4 чорний король · f3 чорна тура | b8 білий ферзь · h8 біла тура · c7 білий слон · g6 білий король · f5 чорний пішак · g4 чорний король · f3 чорна тура | b8 білий ферзь · h8 біла тура · c7 білий слон · g6 білий король · f5 чорний пішак · g4 чорний король · f3 чорна тура | b8 білий ферзь · h8 біла тура · c7 білий слон · g6 білий король · f5 чорний пішак · g4 чорний король · f3 чорна тура | b8 білий ферзь · h8 біла тура · c7 білий слон · g6 білий король · f5 чорний пішак · g4 чорний король · f3 чорна тура | 3 |
| 2 | b8 білий ферзь · h8 біла тура · c7 білий слон · g6 білий король · f5 чорний пішак · g4 чорний король · f3 чорна тура | b8 білий ферзь · h8 біла тура · c7 білий слон · g6 білий король · f5 чорний пішак · g4 чорний король · f3 чорна тура | b8 білий ферзь · h8 біла тура · c7 білий слон · g6 білий король · f5 чорний пішак · g4 чорний король · f3 чорна тура | b8 білий ферзь · h8 біла тура · c7 білий слон · g6 білий король · f5 чорний пішак · g4 чорний король · f3 чорна тура | b8 білий ферзь · h8 біла тура · c7 білий слон · g6 білий король · f5 чорний пішак · g4 чорний король · f3 чорна тура | b8 білий ферзь · h8 біла тура · c7 білий слон · g6 білий король · f5 чорний пішак · g4 чорний король · f3 чорна тура | b8 білий ферзь · h8 біла тура · c7 білий слон · g6 білий король · f5 чорний пішак · g4 чорний король · f3 чорна тура | b8 білий ферзь · h8 біла тура · c7 білий слон · g6 білий король · f5 чорний пішак · g4 чорний король · f3 чорна тура | 2 |
| 1 | b8 білий ферзь · h8 біла тура · c7 білий слон · g6 білий король · f5 чорний пішак · g4 чорний король · f3 чорна тура | b8 білий ферзь · h8 біла тура · c7 білий слон · g6 білий король · f5 чорний пішак · g4 чорний король · f3 чорна тура | b8 білий ферзь · h8 біла тура · c7 білий слон · g6 білий король · f5 чорний пішак · g4 чорний король · f3 чорна тура | b8 білий ферзь · h8 біла тура · c7 білий слон · g6 білий король · f5 чорний пішак · g4 чорний король · f3 чорна тура | b8 білий ферзь · h8 біла тура · c7 білий слон · g6 білий король · f5 чорний пішак · g4 чорний король · f3 чорна тура | b8 білий ферзь · h8 біла тура · c7 білий слон · g6 білий король · f5 чорний пішак · g4 чорний король · f3 чорна тура | b8 білий ферзь · h8 біла тура · c7 білий слон · g6 білий король · f5 чорний пішак · g4 чорний король · f3 чорна тура | b8 білий ферзь · h8 біла тура · c7 білий слон · g6 білий король · f5 чорний пішак · g4 чорний король · f3 чорна тура | 1 |
|   | a | b | c | d | e | f | g | h |   |

1. Lh2! ~ Zz
1. ... T~ (line «f») 2. Dg3 # A
1. ... Tf4! 2. D:f4 # B
1. ... T~ (line «3») 2. Df4 # B
1. ... Tg3! 2. D:g3 # А
- — - — - — -
1. ... f4 2. Dc8 #
Завдяки однофігурного механізму тема Флоріана-1 може бути виражена в мініатюрі.
|   | a | b | c | d | e | f | g | h |   |
| 8 | b7 білий кінь · h6 білий ферзь · d5 білий король · g5 білий слон · a4 біла тура · c4 чорна тура · e4 білий пішак · a3 білий кінь · d3 чорний король · h3 білий пішак · b2 білий пішак · e2 чорна тура | b7 білий кінь · h6 білий ферзь · d5 білий король · g5 білий слон · a4 біла тура · c4 чорна тура · e4 білий пішак · a3 білий кінь · d3 чорний король · h3 білий пішак · b2 білий пішак · e2 чорна тура | b7 білий кінь · h6 білий ферзь · d5 білий король · g5 білий слон · a4 біла тура · c4 чорна тура · e4 білий пішак · a3 білий кінь · d3 чорний король · h3 білий пішак · b2 білий пішак · e2 чорна тура | b7 білий кінь · h6 білий ферзь · d5 білий король · g5 білий слон · a4 біла тура · c4 чорна тура · e4 білий пішак · a3 білий кінь · d3 чорний король · h3 білий пішак · b2 білий пішак · e2 чорна тура | b7 білий кінь · h6 білий ферзь · d5 білий король · g5 білий слон · a4 біла тура · c4 чорна тура · e4 білий пішак · a3 білий кінь · d3 чорний король · h3 білий пішак · b2 білий пішак · e2 чорна тура | b7 білий кінь · h6 білий ферзь · d5 білий король · g5 білий слон · a4 біла тура · c4 чорна тура · e4 білий пішак · a3 білий кінь · d3 чорний король · h3 білий пішак · b2 білий пішак · e2 чорна тура | b7 білий кінь · h6 білий ферзь · d5 білий король · g5 білий слон · a4 біла тура · c4 чорна тура · e4 білий пішак · a3 білий кінь · d3 чорний король · h3 білий пішак · b2 білий пішак · e2 чорна тура | b7 білий кінь · h6 білий ферзь · d5 білий король · g5 білий слон · a4 біла тура · c4 чорна тура · e4 білий пішак · a3 білий кінь · d3 чорний король · h3 білий пішак · b2 білий пішак · e2 чорна тура | 8 |
| 7 | b7 білий кінь · h6 білий ферзь · d5 білий король · g5 білий слон · a4 біла тура · c4 чорна тура · e4 білий пішак · a3 білий кінь · d3 чорний король · h3 білий пішак · b2 білий пішак · e2 чорна тура | b7 білий кінь · h6 білий ферзь · d5 білий король · g5 білий слон · a4 біла тура · c4 чорна тура · e4 білий пішак · a3 білий кінь · d3 чорний король · h3 білий пішак · b2 білий пішак · e2 чорна тура | b7 білий кінь · h6 білий ферзь · d5 білий король · g5 білий слон · a4 біла тура · c4 чорна тура · e4 білий пішак · a3 білий кінь · d3 чорний король · h3 білий пішак · b2 білий пішак · e2 чорна тура | b7 білий кінь · h6 білий ферзь · d5 білий король · g5 білий слон · a4 біла тура · c4 чорна тура · e4 білий пішак · a3 білий кінь · d3 чорний король · h3 білий пішак · b2 білий пішак · e2 чорна тура | b7 білий кінь · h6 білий ферзь · d5 білий король · g5 білий слон · a4 біла тура · c4 чорна тура · e4 білий пішак · a3 білий кінь · d3 чорний король · h3 білий пішак · b2 білий пішак · e2 чорна тура | b7 білий кінь · h6 білий ферзь · d5 білий король · g5 білий слон · a4 біла тура · c4 чорна тура · e4 білий пішак · a3 білий кінь · d3 чорний король · h3 білий пішак · b2 білий пішак · e2 чорна тура | b7 білий кінь · h6 білий ферзь · d5 білий король · g5 білий слон · a4 біла тура · c4 чорна тура · e4 білий пішак · a3 білий кінь · d3 чорний король · h3 білий пішак · b2 білий пішак · e2 чорна тура | b7 білий кінь · h6 білий ферзь · d5 білий король · g5 білий слон · a4 біла тура · c4 чорна тура · e4 білий пішак · a3 білий кінь · d3 чорний король · h3 білий пішак · b2 білий пішак · e2 чорна тура | 7 |
| 6 | b7 білий кінь · h6 білий ферзь · d5 білий король · g5 білий слон · a4 біла тура · c4 чорна тура · e4 білий пішак · a3 білий кінь · d3 чорний король · h3 білий пішак · b2 білий пішак · e2 чорна тура | b7 білий кінь · h6 білий ферзь · d5 білий король · g5 білий слон · a4 біла тура · c4 чорна тура · e4 білий пішак · a3 білий кінь · d3 чорний король · h3 білий пішак · b2 білий пішак · e2 чорна тура | b7 білий кінь · h6 білий ферзь · d5 білий король · g5 білий слон · a4 біла тура · c4 чорна тура · e4 білий пішак · a3 білий кінь · d3 чорний король · h3 білий пішак · b2 білий пішак · e2 чорна тура | b7 білий кінь · h6 білий ферзь · d5 білий король · g5 білий слон · a4 біла тура · c4 чорна тура · e4 білий пішак · a3 білий кінь · d3 чорний король · h3 білий пішак · b2 білий пішак · e2 чорна тура | b7 білий кінь · h6 білий ферзь · d5 білий король · g5 білий слон · a4 біла тура · c4 чорна тура · e4 білий пішак · a3 білий кінь · d3 чорний король · h3 білий пішак · b2 білий пішак · e2 чорна тура | b7 білий кінь · h6 білий ферзь · d5 білий король · g5 білий слон · a4 біла тура · c4 чорна тура · e4 білий пішак · a3 білий кінь · d3 чорний король · h3 білий пішак · b2 білий пішак · e2 чорна тура | b7 білий кінь · h6 білий ферзь · d5 білий король · g5 білий слон · a4 біла тура · c4 чорна тура · e4 білий пішак · a3 білий кінь · d3 чорний король · h3 білий пішак · b2 білий пішак · e2 чорна тура | b7 білий кінь · h6 білий ферзь · d5 білий король · g5 білий слон · a4 біла тура · c4 чорна тура · e4 білий пішак · a3 білий кінь · d3 чорний король · h3 білий пішак · b2 білий пішак · e2 чорна тура | 6 |
| 5 | b7 білий кінь · h6 білий ферзь · d5 білий король · g5 білий слон · a4 біла тура · c4 чорна тура · e4 білий пішак · a3 білий кінь · d3 чорний король · h3 білий пішак · b2 білий пішак · e2 чорна тура | b7 білий кінь · h6 білий ферзь · d5 білий король · g5 білий слон · a4 біла тура · c4 чорна тура · e4 білий пішак · a3 білий кінь · d3 чорний король · h3 білий пішак · b2 білий пішак · e2 чорна тура | b7 білий кінь · h6 білий ферзь · d5 білий король · g5 білий слон · a4 біла тура · c4 чорна тура · e4 білий пішак · a3 білий кінь · d3 чорний король · h3 білий пішак · b2 білий пішак · e2 чорна тура | b7 білий кінь · h6 білий ферзь · d5 білий король · g5 білий слон · a4 біла тура · c4 чорна тура · e4 білий пішак · a3 білий кінь · d3 чорний король · h3 білий пішак · b2 білий пішак · e2 чорна тура | b7 білий кінь · h6 білий ферзь · d5 білий король · g5 білий слон · a4 біла тура · c4 чорна тура · e4 білий пішак · a3 білий кінь · d3 чорний король · h3 білий пішак · b2 білий пішак · e2 чорна тура | b7 білий кінь · h6 білий ферзь · d5 білий король · g5 білий слон · a4 біла тура · c4 чорна тура · e4 білий пішак · a3 білий кінь · d3 чорний король · h3 білий пішак · b2 білий пішак · e2 чорна тура | b7 білий кінь · h6 білий ферзь · d5 білий король · g5 білий слон · a4 біла тура · c4 чорна тура · e4 білий пішак · a3 білий кінь · d3 чорний король · h3 білий пішак · b2 білий пішак · e2 чорна тура | b7 білий кінь · h6 білий ферзь · d5 білий король · g5 білий слон · a4 біла тура · c4 чорна тура · e4 білий пішак · a3 білий кінь · d3 чорний король · h3 білий пішак · b2 білий пішак · e2 чорна тура | 5 |
| 4 | b7 білий кінь · h6 білий ферзь · d5 білий король · g5 білий слон · a4 біла тура · c4 чорна тура · e4 білий пішак · a3 білий кінь · d3 чорний король · h3 білий пішак · b2 білий пішак · e2 чорна тура | b7 білий кінь · h6 білий ферзь · d5 білий король · g5 білий слон · a4 біла тура · c4 чорна тура · e4 білий пішак · a3 білий кінь · d3 чорний король · h3 білий пішак · b2 білий пішак · e2 чорна тура | b7 білий кінь · h6 білий ферзь · d5 білий король · g5 білий слон · a4 біла тура · c4 чорна тура · e4 білий пішак · a3 білий кінь · d3 чорний король · h3 білий пішак · b2 білий пішак · e2 чорна тура | b7 білий кінь · h6 білий ферзь · d5 білий король · g5 білий слон · a4 біла тура · c4 чорна тура · e4 білий пішак · a3 білий кінь · d3 чорний король · h3 білий пішак · b2 білий пішак · e2 чорна тура | b7 білий кінь · h6 білий ферзь · d5 білий король · g5 білий слон · a4 біла тура · c4 чорна тура · e4 білий пішак · a3 білий кінь · d3 чорний король · h3 білий пішак · b2 білий пішак · e2 чорна тура | b7 білий кінь · h6 білий ферзь · d5 білий король · g5 білий слон · a4 біла тура · c4 чорна тура · e4 білий пішак · a3 білий кінь · d3 чорний король · h3 білий пішак · b2 білий пішак · e2 чорна тура | b7 білий кінь · h6 білий ферзь · d5 білий король · g5 білий слон · a4 біла тура · c4 чорна тура · e4 білий пішак · a3 білий кінь · d3 чорний король · h3 білий пішак · b2 білий пішак · e2 чорна тура | b7 білий кінь · h6 білий ферзь · d5 білий король · g5 білий слон · a4 біла тура · c4 чорна тура · e4 білий пішак · a3 білий кінь · d3 чорний король · h3 білий пішак · b2 білий пішак · e2 чорна тура | 4 |
| 3 | b7 білий кінь · h6 білий ферзь · d5 білий король · g5 білий слон · a4 біла тура · c4 чорна тура · e4 білий пішак · a3 білий кінь · d3 чорний король · h3 білий пішак · b2 білий пішак · e2 чорна тура | b7 білий кінь · h6 білий ферзь · d5 білий король · g5 білий слон · a4 біла тура · c4 чорна тура · e4 білий пішак · a3 білий кінь · d3 чорний король · h3 білий пішак · b2 білий пішак · e2 чорна тура | b7 білий кінь · h6 білий ферзь · d5 білий король · g5 білий слон · a4 біла тура · c4 чорна тура · e4 білий пішак · a3 білий кінь · d3 чорний король · h3 білий пішак · b2 білий пішак · e2 чорна тура | b7 білий кінь · h6 білий ферзь · d5 білий король · g5 білий слон · a4 біла тура · c4 чорна тура · e4 білий пішак · a3 білий кінь · d3 чорний король · h3 білий пішак · b2 білий пішак · e2 чорна тура | b7 білий кінь · h6 білий ферзь · d5 білий король · g5 білий слон · a4 біла тура · c4 чорна тура · e4 білий пішак · a3 білий кінь · d3 чорний король · h3 білий пішак · b2 білий пішак · e2 чорна тура | b7 білий кінь · h6 білий ферзь · d5 білий король · g5 білий слон · a4 біла тура · c4 чорна тура · e4 білий пішак · a3 білий кінь · d3 чорний король · h3 білий пішак · b2 білий пішак · e2 чорна тура | b7 білий кінь · h6 білий ферзь · d5 білий король · g5 білий слон · a4 біла тура · c4 чорна тура · e4 білий пішак · a3 білий кінь · d3 чорний король · h3 білий пішак · b2 білий пішак · e2 чорна тура | b7 білий кінь · h6 білий ферзь · d5 білий король · g5 білий слон · a4 біла тура · c4 чорна тура · e4 білий пішак · a3 білий кінь · d3 чорний король · h3 білий пішак · b2 білий пішак · e2 чорна тура | 3 |
| 2 | b7 білий кінь · h6 білий ферзь · d5 білий король · g5 білий слон · a4 біла тура · c4 чорна тура · e4 білий пішак · a3 білий кінь · d3 чорний король · h3 білий пішак · b2 білий пішак · e2 чорна тура | b7 білий кінь · h6 білий ферзь · d5 білий король · g5 білий слон · a4 біла тура · c4 чорна тура · e4 білий пішак · a3 білий кінь · d3 чорний король · h3 білий пішак · b2 білий пішак · e2 чорна тура | b7 білий кінь · h6 білий ферзь · d5 білий король · g5 білий слон · a4 біла тура · c4 чорна тура · e4 білий пішак · a3 білий кінь · d3 чорний король · h3 білий пішак · b2 білий пішак · e2 чорна тура | b7 білий кінь · h6 білий ферзь · d5 білий король · g5 білий слон · a4 біла тура · c4 чорна тура · e4 білий пішак · a3 білий кінь · d3 чорний король · h3 білий пішак · b2 білий пішак · e2 чорна тура | b7 білий кінь · h6 білий ферзь · d5 білий король · g5 білий слон · a4 біла тура · c4 чорна тура · e4 білий пішак · a3 білий кінь · d3 чорний король · h3 білий пішак · b2 білий пішак · e2 чорна тура | b7 білий кінь · h6 білий ферзь · d5 білий король · g5 білий слон · a4 біла тура · c4 чорна тура · e4 білий пішак · a3 білий кінь · d3 чорний король · h3 білий пішак · b2 білий пішак · e2 чорна тура | b7 білий кінь · h6 білий ферзь · d5 білий король · g5 білий слон · a4 біла тура · c4 чорна тура · e4 білий пішак · a3 білий кінь · d3 чорний король · h3 білий пішак · b2 білий пішак · e2 чорна тура | b7 білий кінь · h6 білий ферзь · d5 білий король · g5 білий слон · a4 біла тура · c4 чорна тура · e4 білий пішак · a3 білий кінь · d3 чорний король · h3 білий пішак · b2 білий пішак · e2 чорна тура | 2 |
| 1 | b7 білий кінь · h6 білий ферзь · d5 білий король · g5 білий слон · a4 біла тура · c4 чорна тура · e4 білий пішак · a3 білий кінь · d3 чорний король · h3 білий пішак · b2 білий пішак · e2 чорна тура | b7 білий кінь · h6 білий ферзь · d5 білий король · g5 білий слон · a4 біла тура · c4 чорна тура · e4 білий пішак · a3 білий кінь · d3 чорний король · h3 білий пішак · b2 білий пішак · e2 чорна тура | b7 білий кінь · h6 білий ферзь · d5 білий король · g5 білий слон · a4 біла тура · c4 чорна тура · e4 білий пішак · a3 білий кінь · d3 чорний король · h3 білий пішак · b2 білий пішак · e2 чорна тура | b7 білий кінь · h6 білий ферзь · d5 білий король · g5 білий слон · a4 біла тура · c4 чорна тура · e4 білий пішак · a3 білий кінь · d3 чорний король · h3 білий пішак · b2 білий пішак · e2 чорна тура | b7 білий кінь · h6 білий ферзь · d5 білий король · g5 білий слон · a4 біла тура · c4 чорна тура · e4 білий пішак · a3 білий кінь · d3 чорний король · h3 білий пішак · b2 білий пішак · e2 чорна тура | b7 білий кінь · h6 білий ферзь · d5 білий король · g5 білий слон · a4 біла тура · c4 чорна тура · e4 білий пішак · a3 білий кінь · d3 чорний король · h3 білий пішак · b2 білий пішак · e2 чорна тура | b7 білий кінь · h6 білий ферзь · d5 білий король · g5 білий слон · a4 біла тура · c4 чорна тура · e4 білий пішак · a3 білий кінь · d3 чорний король · h3 білий пішак · b2 білий пішак · e2 чорна тура | b7 білий кінь · h6 білий ферзь · d5 білий король · g5 білий слон · a4 біла тура · c4 чорна тура · e4 білий пішак · a3 білий кінь · d3 чорний король · h3 білий пішак · b2 білий пішак · e2 чорна тура | 1 |
|   | a | b | c | d | e | f | g | h |   |

1. Lc1! ~ Zz
1. ... T~ (line «2») 2. De3 # A
1. ... Td2! 2. D:d2 # B
1. ... T~ (line «e») 2. Dd2 # B
1. ... Te3! 2. D:e3 # A
1. ... T~ (line «c») 2. Td4 # C
1. ... Tc5! 2. S:c5 # D
1. ... T~ (line «4») 2. Sc5 # D
1. ... Td4+ 2. T:d4 # C
Кожна тура утворює окремий механізм для вираження ідеї, в результаті є подвоєння теми Флоріана-1.

## Таскове вираження теми
У наступній задачі максимальне вираження теми, а саме тричі — це вираження простої форми теми Флоріана (Фельдмана)-1 у формі таску.
|   | a | b | c | d | e | f | g | h |   |
| 8 | a8 білий кінь · b8 білий кінь · c8 чорний слон · d8 чорна тура · f7 білий пішак · g7 чорний пішак · a6 чорна тура · c6 чорний пішак · g6 білий ферзь · a5 чорний слон · c5 білий пішак · d5 чорний король · f5 білий пішак · d4 білий пішак · e4 біла тура · g4 білий король · a3 білий слон · b3 білий пішак · c3 чорний кінь · d3 білий слон · e2 чорний кінь · e1 біла тура | a8 білий кінь · b8 білий кінь · c8 чорний слон · d8 чорна тура · f7 білий пішак · g7 чорний пішак · a6 чорна тура · c6 чорний пішак · g6 білий ферзь · a5 чорний слон · c5 білий пішак · d5 чорний король · f5 білий пішак · d4 білий пішак · e4 біла тура · g4 білий король · a3 білий слон · b3 білий пішак · c3 чорний кінь · d3 білий слон · e2 чорний кінь · e1 біла тура | a8 білий кінь · b8 білий кінь · c8 чорний слон · d8 чорна тура · f7 білий пішак · g7 чорний пішак · a6 чорна тура · c6 чорний пішак · g6 білий ферзь · a5 чорний слон · c5 білий пішак · d5 чорний король · f5 білий пішак · d4 білий пішак · e4 біла тура · g4 білий король · a3 білий слон · b3 білий пішак · c3 чорний кінь · d3 білий слон · e2 чорний кінь · e1 біла тура | a8 білий кінь · b8 білий кінь · c8 чорний слон · d8 чорна тура · f7 білий пішак · g7 чорний пішак · a6 чорна тура · c6 чорний пішак · g6 білий ферзь · a5 чорний слон · c5 білий пішак · d5 чорний король · f5 білий пішак · d4 білий пішак · e4 біла тура · g4 білий король · a3 білий слон · b3 білий пішак · c3 чорний кінь · d3 білий слон · e2 чорний кінь · e1 біла тура | a8 білий кінь · b8 білий кінь · c8 чорний слон · d8 чорна тура · f7 білий пішак · g7 чорний пішак · a6 чорна тура · c6 чорний пішак · g6 білий ферзь · a5 чорний слон · c5 білий пішак · d5 чорний король · f5 білий пішак · d4 білий пішак · e4 біла тура · g4 білий король · a3 білий слон · b3 білий пішак · c3 чорний кінь · d3 білий слон · e2 чорний кінь · e1 біла тура | a8 білий кінь · b8 білий кінь · c8 чорний слон · d8 чорна тура · f7 білий пішак · g7 чорний пішак · a6 чорна тура · c6 чорний пішак · g6 білий ферзь · a5 чорний слон · c5 білий пішак · d5 чорний король · f5 білий пішак · d4 білий пішак · e4 біла тура · g4 білий король · a3 білий слон · b3 білий пішак · c3 чорний кінь · d3 білий слон · e2 чорний кінь · e1 біла тура | a8 білий кінь · b8 білий кінь · c8 чорний слон · d8 чорна тура · f7 білий пішак · g7 чорний пішак · a6 чорна тура · c6 чорний пішак · g6 білий ферзь · a5 чорний слон · c5 білий пішак · d5 чорний король · f5 білий пішак · d4 білий пішак · e4 біла тура · g4 білий король · a3 білий слон · b3 білий пішак · c3 чорний кінь · d3 білий слон · e2 чорний кінь · e1 біла тура | a8 білий кінь · b8 білий кінь · c8 чорний слон · d8 чорна тура · f7 білий пішак · g7 чорний пішак · a6 чорна тура · c6 чорний пішак · g6 білий ферзь · a5 чорний слон · c5 білий пішак · d5 чорний король · f5 білий пішак · d4 білий пішак · e4 біла тура · g4 білий король · a3 білий слон · b3 білий пішак · c3 чорний кінь · d3 білий слон · e2 чорний кінь · e1 біла тура | 8 |
| 7 | a8 білий кінь · b8 білий кінь · c8 чорний слон · d8 чорна тура · f7 білий пішак · g7 чорний пішак · a6 чорна тура · c6 чорний пішак · g6 білий ферзь · a5 чорний слон · c5 білий пішак · d5 чорний король · f5 білий пішак · d4 білий пішак · e4 біла тура · g4 білий король · a3 білий слон · b3 білий пішак · c3 чорний кінь · d3 білий слон · e2 чорний кінь · e1 біла тура | a8 білий кінь · b8 білий кінь · c8 чорний слон · d8 чорна тура · f7 білий пішак · g7 чорний пішак · a6 чорна тура · c6 чорний пішак · g6 білий ферзь · a5 чорний слон · c5 білий пішак · d5 чорний король · f5 білий пішак · d4 білий пішак · e4 біла тура · g4 білий король · a3 білий слон · b3 білий пішак · c3 чорний кінь · d3 білий слон · e2 чорний кінь · e1 біла тура | a8 білий кінь · b8 білий кінь · c8 чорний слон · d8 чорна тура · f7 білий пішак · g7 чорний пішак · a6 чорна тура · c6 чорний пішак · g6 білий ферзь · a5 чорний слон · c5 білий пішак · d5 чорний король · f5 білий пішак · d4 білий пішак · e4 біла тура · g4 білий король · a3 білий слон · b3 білий пішак · c3 чорний кінь · d3 білий слон · e2 чорний кінь · e1 біла тура | a8 білий кінь · b8 білий кінь · c8 чорний слон · d8 чорна тура · f7 білий пішак · g7 чорний пішак · a6 чорна тура · c6 чорний пішак · g6 білий ферзь · a5 чорний слон · c5 білий пішак · d5 чорний король · f5 білий пішак · d4 білий пішак · e4 біла тура · g4 білий король · a3 білий слон · b3 білий пішак · c3 чорний кінь · d3 білий слон · e2 чорний кінь · e1 біла тура | a8 білий кінь · b8 білий кінь · c8 чорний слон · d8 чорна тура · f7 білий пішак · g7 чорний пішак · a6 чорна тура · c6 чорний пішак · g6 білий ферзь · a5 чорний слон · c5 білий пішак · d5 чорний король · f5 білий пішак · d4 білий пішак · e4 біла тура · g4 білий король · a3 білий слон · b3 білий пішак · c3 чорний кінь · d3 білий слон · e2 чорний кінь · e1 біла тура | a8 білий кінь · b8 білий кінь · c8 чорний слон · d8 чорна тура · f7 білий пішак · g7 чорний пішак · a6 чорна тура · c6 чорний пішак · g6 білий ферзь · a5 чорний слон · c5 білий пішак · d5 чорний король · f5 білий пішак · d4 білий пішак · e4 біла тура · g4 білий король · a3 білий слон · b3 білий пішак · c3 чорний кінь · d3 білий слон · e2 чорний кінь · e1 біла тура | a8 білий кінь · b8 білий кінь · c8 чорний слон · d8 чорна тура · f7 білий пішак · g7 чорний пішак · a6 чорна тура · c6 чорний пішак · g6 білий ферзь · a5 чорний слон · c5 білий пішак · d5 чорний король · f5 білий пішак · d4 білий пішак · e4 біла тура · g4 білий король · a3 білий слон · b3 білий пішак · c3 чорний кінь · d3 білий слон · e2 чорний кінь · e1 біла тура | a8 білий кінь · b8 білий кінь · c8 чорний слон · d8 чорна тура · f7 білий пішак · g7 чорний пішак · a6 чорна тура · c6 чорний пішак · g6 білий ферзь · a5 чорний слон · c5 білий пішак · d5 чорний король · f5 білий пішак · d4 білий пішак · e4 біла тура · g4 білий король · a3 білий слон · b3 білий пішак · c3 чорний кінь · d3 білий слон · e2 чорний кінь · e1 біла тура | 7 |
| 6 | a8 білий кінь · b8 білий кінь · c8 чорний слон · d8 чорна тура · f7 білий пішак · g7 чорний пішак · a6 чорна тура · c6 чорний пішак · g6 білий ферзь · a5 чорний слон · c5 білий пішак · d5 чорний король · f5 білий пішак · d4 білий пішак · e4 біла тура · g4 білий король · a3 білий слон · b3 білий пішак · c3 чорний кінь · d3 білий слон · e2 чорний кінь · e1 біла тура | a8 білий кінь · b8 білий кінь · c8 чорний слон · d8 чорна тура · f7 білий пішак · g7 чорний пішак · a6 чорна тура · c6 чорний пішак · g6 білий ферзь · a5 чорний слон · c5 білий пішак · d5 чорний король · f5 білий пішак · d4 білий пішак · e4 біла тура · g4 білий король · a3 білий слон · b3 білий пішак · c3 чорний кінь · d3 білий слон · e2 чорний кінь · e1 біла тура | a8 білий кінь · b8 білий кінь · c8 чорний слон · d8 чорна тура · f7 білий пішак · g7 чорний пішак · a6 чорна тура · c6 чорний пішак · g6 білий ферзь · a5 чорний слон · c5 білий пішак · d5 чорний король · f5 білий пішак · d4 білий пішак · e4 біла тура · g4 білий король · a3 білий слон · b3 білий пішак · c3 чорний кінь · d3 білий слон · e2 чорний кінь · e1 біла тура | a8 білий кінь · b8 білий кінь · c8 чорний слон · d8 чорна тура · f7 білий пішак · g7 чорний пішак · a6 чорна тура · c6 чорний пішак · g6 білий ферзь · a5 чорний слон · c5 білий пішак · d5 чорний король · f5 білий пішак · d4 білий пішак · e4 біла тура · g4 білий король · a3 білий слон · b3 білий пішак · c3 чорний кінь · d3 білий слон · e2 чорний кінь · e1 біла тура | a8 білий кінь · b8 білий кінь · c8 чорний слон · d8 чорна тура · f7 білий пішак · g7 чорний пішак · a6 чорна тура · c6 чорний пішак · g6 білий ферзь · a5 чорний слон · c5 білий пішак · d5 чорний король · f5 білий пішак · d4 білий пішак · e4 біла тура · g4 білий король · a3 білий слон · b3 білий пішак · c3 чорний кінь · d3 білий слон · e2 чорний кінь · e1 біла тура | a8 білий кінь · b8 білий кінь · c8 чорний слон · d8 чорна тура · f7 білий пішак · g7 чорний пішак · a6 чорна тура · c6 чорний пішак · g6 білий ферзь · a5 чорний слон · c5 білий пішак · d5 чорний король · f5 білий пішак · d4 білий пішак · e4 біла тура · g4 білий король · a3 білий слон · b3 білий пішак · c3 чорний кінь · d3 білий слон · e2 чорний кінь · e1 біла тура | a8 білий кінь · b8 білий кінь · c8 чорний слон · d8 чорна тура · f7 білий пішак · g7 чорний пішак · a6 чорна тура · c6 чорний пішак · g6 білий ферзь · a5 чорний слон · c5 білий пішак · d5 чорний король · f5 білий пішак · d4 білий пішак · e4 біла тура · g4 білий король · a3 білий слон · b3 білий пішак · c3 чорний кінь · d3 білий слон · e2 чорний кінь · e1 біла тура | a8 білий кінь · b8 білий кінь · c8 чорний слон · d8 чорна тура · f7 білий пішак · g7 чорний пішак · a6 чорна тура · c6 чорний пішак · g6 білий ферзь · a5 чорний слон · c5 білий пішак · d5 чорний король · f5 білий пішак · d4 білий пішак · e4 біла тура · g4 білий король · a3 білий слон · b3 білий пішак · c3 чорний кінь · d3 білий слон · e2 чорний кінь · e1 біла тура | 6 |
| 5 | a8 білий кінь · b8 білий кінь · c8 чорний слон · d8 чорна тура · f7 білий пішак · g7 чорний пішак · a6 чорна тура · c6 чорний пішак · g6 білий ферзь · a5 чорний слон · c5 білий пішак · d5 чорний король · f5 білий пішак · d4 білий пішак · e4 біла тура · g4 білий король · a3 білий слон · b3 білий пішак · c3 чорний кінь · d3 білий слон · e2 чорний кінь · e1 біла тура | a8 білий кінь · b8 білий кінь · c8 чорний слон · d8 чорна тура · f7 білий пішак · g7 чорний пішак · a6 чорна тура · c6 чорний пішак · g6 білий ферзь · a5 чорний слон · c5 білий пішак · d5 чорний король · f5 білий пішак · d4 білий пішак · e4 біла тура · g4 білий король · a3 білий слон · b3 білий пішак · c3 чорний кінь · d3 білий слон · e2 чорний кінь · e1 біла тура | a8 білий кінь · b8 білий кінь · c8 чорний слон · d8 чорна тура · f7 білий пішак · g7 чорний пішак · a6 чорна тура · c6 чорний пішак · g6 білий ферзь · a5 чорний слон · c5 білий пішак · d5 чорний король · f5 білий пішак · d4 білий пішак · e4 біла тура · g4 білий король · a3 білий слон · b3 білий пішак · c3 чорний кінь · d3 білий слон · e2 чорний кінь · e1 біла тура | a8 білий кінь · b8 білий кінь · c8 чорний слон · d8 чорна тура · f7 білий пішак · g7 чорний пішак · a6 чорна тура · c6 чорний пішак · g6 білий ферзь · a5 чорний слон · c5 білий пішак · d5 чорний король · f5 білий пішак · d4 білий пішак · e4 біла тура · g4 білий король · a3 білий слон · b3 білий пішак · c3 чорний кінь · d3 білий слон · e2 чорний кінь · e1 біла тура | a8 білий кінь · b8 білий кінь · c8 чорний слон · d8 чорна тура · f7 білий пішак · g7 чорний пішак · a6 чорна тура · c6 чорний пішак · g6 білий ферзь · a5 чорний слон · c5 білий пішак · d5 чорний король · f5 білий пішак · d4 білий пішак · e4 біла тура · g4 білий король · a3 білий слон · b3 білий пішак · c3 чорний кінь · d3 білий слон · e2 чорний кінь · e1 біла тура | a8 білий кінь · b8 білий кінь · c8 чорний слон · d8 чорна тура · f7 білий пішак · g7 чорний пішак · a6 чорна тура · c6 чорний пішак · g6 білий ферзь · a5 чорний слон · c5 білий пішак · d5 чорний король · f5 білий пішак · d4 білий пішак · e4 біла тура · g4 білий король · a3 білий слон · b3 білий пішак · c3 чорний кінь · d3 білий слон · e2 чорний кінь · e1 біла тура | a8 білий кінь · b8 білий кінь · c8 чорний слон · d8 чорна тура · f7 білий пішак · g7 чорний пішак · a6 чорна тура · c6 чорний пішак · g6 білий ферзь · a5 чорний слон · c5 білий пішак · d5 чорний король · f5 білий пішак · d4 білий пішак · e4 біла тура · g4 білий король · a3 білий слон · b3 білий пішак · c3 чорний кінь · d3 білий слон · e2 чорний кінь · e1 біла тура | a8 білий кінь · b8 білий кінь · c8 чорний слон · d8 чорна тура · f7 білий пішак · g7 чорний пішак · a6 чорна тура · c6 чорний пішак · g6 білий ферзь · a5 чорний слон · c5 білий пішак · d5 чорний король · f5 білий пішак · d4 білий пішак · e4 біла тура · g4 білий король · a3 білий слон · b3 білий пішак · c3 чорний кінь · d3 білий слон · e2 чорний кінь · e1 біла тура | 5 |
| 4 | a8 білий кінь · b8 білий кінь · c8 чорний слон · d8 чорна тура · f7 білий пішак · g7 чорний пішак · a6 чорна тура · c6 чорний пішак · g6 білий ферзь · a5 чорний слон · c5 білий пішак · d5 чорний король · f5 білий пішак · d4 білий пішак · e4 біла тура · g4 білий король · a3 білий слон · b3 білий пішак · c3 чорний кінь · d3 білий слон · e2 чорний кінь · e1 біла тура | a8 білий кінь · b8 білий кінь · c8 чорний слон · d8 чорна тура · f7 білий пішак · g7 чорний пішак · a6 чорна тура · c6 чорний пішак · g6 білий ферзь · a5 чорний слон · c5 білий пішак · d5 чорний король · f5 білий пішак · d4 білий пішак · e4 біла тура · g4 білий король · a3 білий слон · b3 білий пішак · c3 чорний кінь · d3 білий слон · e2 чорний кінь · e1 біла тура | a8 білий кінь · b8 білий кінь · c8 чорний слон · d8 чорна тура · f7 білий пішак · g7 чорний пішак · a6 чорна тура · c6 чорний пішак · g6 білий ферзь · a5 чорний слон · c5 білий пішак · d5 чорний король · f5 білий пішак · d4 білий пішак · e4 біла тура · g4 білий король · a3 білий слон · b3 білий пішак · c3 чорний кінь · d3 білий слон · e2 чорний кінь · e1 біла тура | a8 білий кінь · b8 білий кінь · c8 чорний слон · d8 чорна тура · f7 білий пішак · g7 чорний пішак · a6 чорна тура · c6 чорний пішак · g6 білий ферзь · a5 чорний слон · c5 білий пішак · d5 чорний король · f5 білий пішак · d4 білий пішак · e4 біла тура · g4 білий король · a3 білий слон · b3 білий пішак · c3 чорний кінь · d3 білий слон · e2 чорний кінь · e1 біла тура | a8 білий кінь · b8 білий кінь · c8 чорний слон · d8 чорна тура · f7 білий пішак · g7 чорний пішак · a6 чорна тура · c6 чорний пішак · g6 білий ферзь · a5 чорний слон · c5 білий пішак · d5 чорний король · f5 білий пішак · d4 білий пішак · e4 біла тура · g4 білий король · a3 білий слон · b3 білий пішак · c3 чорний кінь · d3 білий слон · e2 чорний кінь · e1 біла тура | a8 білий кінь · b8 білий кінь · c8 чорний слон · d8 чорна тура · f7 білий пішак · g7 чорний пішак · a6 чорна тура · c6 чорний пішак · g6 білий ферзь · a5 чорний слон · c5 білий пішак · d5 чорний король · f5 білий пішак · d4 білий пішак · e4 біла тура · g4 білий король · a3 білий слон · b3 білий пішак · c3 чорний кінь · d3 білий слон · e2 чорний кінь · e1 біла тура | a8 білий кінь · b8 білий кінь · c8 чорний слон · d8 чорна тура · f7 білий пішак · g7 чорний пішак · a6 чорна тура · c6 чорний пішак · g6 білий ферзь · a5 чорний слон · c5 білий пішак · d5 чорний король · f5 білий пішак · d4 білий пішак · e4 біла тура · g4 білий король · a3 білий слон · b3 білий пішак · c3 чорний кінь · d3 білий слон · e2 чорний кінь · e1 біла тура | a8 білий кінь · b8 білий кінь · c8 чорний слон · d8 чорна тура · f7 білий пішак · g7 чорний пішак · a6 чорна тура · c6 чорний пішак · g6 білий ферзь · a5 чорний слон · c5 білий пішак · d5 чорний король · f5 білий пішак · d4 білий пішак · e4 біла тура · g4 білий король · a3 білий слон · b3 білий пішак · c3 чорний кінь · d3 білий слон · e2 чорний кінь · e1 біла тура | 4 |
| 3 | a8 білий кінь · b8 білий кінь · c8 чорний слон · d8 чорна тура · f7 білий пішак · g7 чорний пішак · a6 чорна тура · c6 чорний пішак · g6 білий ферзь · a5 чорний слон · c5 білий пішак · d5 чорний король · f5 білий пішак · d4 білий пішак · e4 біла тура · g4 білий король · a3 білий слон · b3 білий пішак · c3 чорний кінь · d3 білий слон · e2 чорний кінь · e1 біла тура | a8 білий кінь · b8 білий кінь · c8 чорний слон · d8 чорна тура · f7 білий пішак · g7 чорний пішак · a6 чорна тура · c6 чорний пішак · g6 білий ферзь · a5 чорний слон · c5 білий пішак · d5 чорний король · f5 білий пішак · d4 білий пішак · e4 біла тура · g4 білий король · a3 білий слон · b3 білий пішак · c3 чорний кінь · d3 білий слон · e2 чорний кінь · e1 біла тура | a8 білий кінь · b8 білий кінь · c8 чорний слон · d8 чорна тура · f7 білий пішак · g7 чорний пішак · a6 чорна тура · c6 чорний пішак · g6 білий ферзь · a5 чорний слон · c5 білий пішак · d5 чорний король · f5 білий пішак · d4 білий пішак · e4 біла тура · g4 білий король · a3 білий слон · b3 білий пішак · c3 чорний кінь · d3 білий слон · e2 чорний кінь · e1 біла тура | a8 білий кінь · b8 білий кінь · c8 чорний слон · d8 чорна тура · f7 білий пішак · g7 чорний пішак · a6 чорна тура · c6 чорний пішак · g6 білий ферзь · a5 чорний слон · c5 білий пішак · d5 чорний король · f5 білий пішак · d4 білий пішак · e4 біла тура · g4 білий король · a3 білий слон · b3 білий пішак · c3 чорний кінь · d3 білий слон · e2 чорний кінь · e1 біла тура | a8 білий кінь · b8 білий кінь · c8 чорний слон · d8 чорна тура · f7 білий пішак · g7 чорний пішак · a6 чорна тура · c6 чорний пішак · g6 білий ферзь · a5 чорний слон · c5 білий пішак · d5 чорний король · f5 білий пішак · d4 білий пішак · e4 біла тура · g4 білий король · a3 білий слон · b3 білий пішак · c3 чорний кінь · d3 білий слон · e2 чорний кінь · e1 біла тура | a8 білий кінь · b8 білий кінь · c8 чорний слон · d8 чорна тура · f7 білий пішак · g7 чорний пішак · a6 чорна тура · c6 чорний пішак · g6 білий ферзь · a5 чорний слон · c5 білий пішак · d5 чорний король · f5 білий пішак · d4 білий пішак · e4 біла тура · g4 білий король · a3 білий слон · b3 білий пішак · c3 чорний кінь · d3 білий слон · e2 чорний кінь · e1 біла тура | a8 білий кінь · b8 білий кінь · c8 чорний слон · d8 чорна тура · f7 білий пішак · g7 чорний пішак · a6 чорна тура · c6 чорний пішак · g6 білий ферзь · a5 чорний слон · c5 білий пішак · d5 чорний король · f5 білий пішак · d4 білий пішак · e4 біла тура · g4 білий король · a3 білий слон · b3 білий пішак · c3 чорний кінь · d3 білий слон · e2 чорний кінь · e1 біла тура | a8 білий кінь · b8 білий кінь · c8 чорний слон · d8 чорна тура · f7 білий пішак · g7 чорний пішак · a6 чорна тура · c6 чорний пішак · g6 білий ферзь · a5 чорний слон · c5 білий пішак · d5 чорний король · f5 білий пішак · d4 білий пішак · e4 біла тура · g4 білий король · a3 білий слон · b3 білий пішак · c3 чорний кінь · d3 білий слон · e2 чорний кінь · e1 біла тура | 3 |
| 2 | a8 білий кінь · b8 білий кінь · c8 чорний слон · d8 чорна тура · f7 білий пішак · g7 чорний пішак · a6 чорна тура · c6 чорний пішак · g6 білий ферзь · a5 чорний слон · c5 білий пішак · d5 чорний король · f5 білий пішак · d4 білий пішак · e4 біла тура · g4 білий король · a3 білий слон · b3 білий пішак · c3 чорний кінь · d3 білий слон · e2 чорний кінь · e1 біла тура | a8 білий кінь · b8 білий кінь · c8 чорний слон · d8 чорна тура · f7 білий пішак · g7 чорний пішак · a6 чорна тура · c6 чорний пішак · g6 білий ферзь · a5 чорний слон · c5 білий пішак · d5 чорний король · f5 білий пішак · d4 білий пішак · e4 біла тура · g4 білий король · a3 білий слон · b3 білий пішак · c3 чорний кінь · d3 білий слон · e2 чорний кінь · e1 біла тура | a8 білий кінь · b8 білий кінь · c8 чорний слон · d8 чорна тура · f7 білий пішак · g7 чорний пішак · a6 чорна тура · c6 чорний пішак · g6 білий ферзь · a5 чорний слон · c5 білий пішак · d5 чорний король · f5 білий пішак · d4 білий пішак · e4 біла тура · g4 білий король · a3 білий слон · b3 білий пішак · c3 чорний кінь · d3 білий слон · e2 чорний кінь · e1 біла тура | a8 білий кінь · b8 білий кінь · c8 чорний слон · d8 чорна тура · f7 білий пішак · g7 чорний пішак · a6 чорна тура · c6 чорний пішак · g6 білий ферзь · a5 чорний слон · c5 білий пішак · d5 чорний король · f5 білий пішак · d4 білий пішак · e4 біла тура · g4 білий король · a3 білий слон · b3 білий пішак · c3 чорний кінь · d3 білий слон · e2 чорний кінь · e1 біла тура | a8 білий кінь · b8 білий кінь · c8 чорний слон · d8 чорна тура · f7 білий пішак · g7 чорний пішак · a6 чорна тура · c6 чорний пішак · g6 білий ферзь · a5 чорний слон · c5 білий пішак · d5 чорний король · f5 білий пішак · d4 білий пішак · e4 біла тура · g4 білий король · a3 білий слон · b3 білий пішак · c3 чорний кінь · d3 білий слон · e2 чорний кінь · e1 біла тура | a8 білий кінь · b8 білий кінь · c8 чорний слон · d8 чорна тура · f7 білий пішак · g7 чорний пішак · a6 чорна тура · c6 чорний пішак · g6 білий ферзь · a5 чорний слон · c5 білий пішак · d5 чорний король · f5 білий пішак · d4 білий пішак · e4 біла тура · g4 білий король · a3 білий слон · b3 білий пішак · c3 чорний кінь · d3 білий слон · e2 чорний кінь · e1 біла тура | a8 білий кінь · b8 білий кінь · c8 чорний слон · d8 чорна тура · f7 білий пішак · g7 чорний пішак · a6 чорна тура · c6 чорний пішак · g6 білий ферзь · a5 чорний слон · c5 білий пішак · d5 чорний король · f5 білий пішак · d4 білий пішак · e4 біла тура · g4 білий король · a3 білий слон · b3 білий пішак · c3 чорний кінь · d3 білий слон · e2 чорний кінь · e1 біла тура | a8 білий кінь · b8 білий кінь · c8 чорний слон · d8 чорна тура · f7 білий пішак · g7 чорний пішак · a6 чорна тура · c6 чорний пішак · g6 білий ферзь · a5 чорний слон · c5 білий пішак · d5 чорний король · f5 білий пішак · d4 білий пішак · e4 біла тура · g4 білий король · a3 білий слон · b3 білий пішак · c3 чорний кінь · d3 білий слон · e2 чорний кінь · e1 біла тура | 2 |
| 1 | a8 білий кінь · b8 білий кінь · c8 чорний слон · d8 чорна тура · f7 білий пішак · g7 чорний пішак · a6 чорна тура · c6 чорний пішак · g6 білий ферзь · a5 чорний слон · c5 білий пішак · d5 чорний король · f5 білий пішак · d4 білий пішак · e4 біла тура · g4 білий король · a3 білий слон · b3 білий пішак · c3 чорний кінь · d3 білий слон · e2 чорний кінь · e1 біла тура | a8 білий кінь · b8 білий кінь · c8 чорний слон · d8 чорна тура · f7 білий пішак · g7 чорний пішак · a6 чорна тура · c6 чорний пішак · g6 білий ферзь · a5 чорний слон · c5 білий пішак · d5 чорний король · f5 білий пішак · d4 білий пішак · e4 біла тура · g4 білий король · a3 білий слон · b3 білий пішак · c3 чорний кінь · d3 білий слон · e2 чорний кінь · e1 біла тура | a8 білий кінь · b8 білий кінь · c8 чорний слон · d8 чорна тура · f7 білий пішак · g7 чорний пішак · a6 чорна тура · c6 чорний пішак · g6 білий ферзь · a5 чорний слон · c5 білий пішак · d5 чорний король · f5 білий пішак · d4 білий пішак · e4 біла тура · g4 білий король · a3 білий слон · b3 білий пішак · c3 чорний кінь · d3 білий слон · e2 чорний кінь · e1 біла тура | a8 білий кінь · b8 білий кінь · c8 чорний слон · d8 чорна тура · f7 білий пішак · g7 чорний пішак · a6 чорна тура · c6 чорний пішак · g6 білий ферзь · a5 чорний слон · c5 білий пішак · d5 чорний король · f5 білий пішак · d4 білий пішак · e4 біла тура · g4 білий король · a3 білий слон · b3 білий пішак · c3 чорний кінь · d3 білий слон · e2 чорний кінь · e1 біла тура | a8 білий кінь · b8 білий кінь · c8 чорний слон · d8 чорна тура · f7 білий пішак · g7 чорний пішак · a6 чорна тура · c6 чорний пішак · g6 білий ферзь · a5 чорний слон · c5 білий пішак · d5 чорний король · f5 білий пішак · d4 білий пішак · e4 біла тура · g4 білий король · a3 білий слон · b3 білий пішак · c3 чорний кінь · d3 білий слон · e2 чорний кінь · e1 біла тура | a8 білий кінь · b8 білий кінь · c8 чорний слон · d8 чорна тура · f7 білий пішак · g7 чорний пішак · a6 чорна тура · c6 чорний пішак · g6 білий ферзь · a5 чорний слон · c5 білий пішак · d5 чорний король · f5 білий пішак · d4 білий пішак · e4 біла тура · g4 білий король · a3 білий слон · b3 білий пішак · c3 чорний кінь · d3 білий слон · e2 чорний кінь · e1 біла тура | a8 білий кінь · b8 білий кінь · c8 чорний слон · d8 чорна тура · f7 білий пішак · g7 чорний пішак · a6 чорна тура · c6 чорний пішак · g6 білий ферзь · a5 чорний слон · c5 білий пішак · d5 чорний король · f5 білий пішак · d4 білий пішак · e4 біла тура · g4 білий король · a3 білий слон · b3 білий пішак · c3 чорний кінь · d3 білий слон · e2 чорний кінь · e1 біла тура | a8 білий кінь · b8 білий кінь · c8 чорний слон · d8 чорна тура · f7 білий пішак · g7 чорний пішак · a6 чорна тура · c6 чорний пішак · g6 білий ферзь · a5 чорний слон · c5 білий пішак · d5 чорний король · f5 білий пішак · d4 білий пішак · e4 біла тура · g4 білий король · a3 білий слон · b3 білий пішак · c3 чорний кінь · d3 білий слон · e2 чорний кінь · e1 біла тура | 1 |
|   | a | b | c | d | e | f | g | h |   |

1. Sd7? 1. … T: d7, L: d7 2. De6, Dd6 # 1. … S: e4! перекриття Новотного
1. Lb2! Zz
1. … Ta~  2. D: c6 # A
1. … Tb6! 2. Sc7 # B
1. … La~   2. Sc7 # B
1. … Lb6!  2. D: c6 # A
      1. … Td~  2. Dd6 # C
      1. … Td7! 2. De6 # D
      1. … Lc~   2. De6 # D
      1. … Ld7!  2. Dd6 # C
1. … Sc~    2. Te5 # E
1. … S: e4! 2. Lc4 # F
1. … Se~    2. Lc4 # F
1. … S: d4! 2. Te5 # E
Тема Флоріана-1, подвоєний механізм перекриття Грімшоу.

## Синтез з іншими темами
Тема Флоріана (Фельдмана) - 1 гармонійно може поєднуватися з іншими темами.
Наприклад, в наступній задачі у двох фазах, хибній грі і рішенні, використано механізм корекції ходів двох чорних фігур, який повторюється і в хибній грі і в рішенні, але змінюються матуючі ходи білих фігур, в результаті чого проходить ще й тема зміни матів, цей синтез виражено на тлі перекриття Грімшоу.
|   | a | b | c | d | e | f | g | h |   |
| 8 | e7 білий слон · g7 чорний пішак · a6 чорний кінь · c6 білий пішак · e6 чорний король · g6 білий слон · d5 білий кінь · f5 чорний пішак · e4 білий пішак · f4 чорний пішак · h4 чорна тура · c3 білий король · d3 білий кінь · f3 чорний пішак · h3 чорний слон · f2 білий пішак · g1 білий ферзь | e7 білий слон · g7 чорний пішак · a6 чорний кінь · c6 білий пішак · e6 чорний король · g6 білий слон · d5 білий кінь · f5 чорний пішак · e4 білий пішак · f4 чорний пішак · h4 чорна тура · c3 білий король · d3 білий кінь · f3 чорний пішак · h3 чорний слон · f2 білий пішак · g1 білий ферзь | e7 білий слон · g7 чорний пішак · a6 чорний кінь · c6 білий пішак · e6 чорний король · g6 білий слон · d5 білий кінь · f5 чорний пішак · e4 білий пішак · f4 чорний пішак · h4 чорна тура · c3 білий король · d3 білий кінь · f3 чорний пішак · h3 чорний слон · f2 білий пішак · g1 білий ферзь | e7 білий слон · g7 чорний пішак · a6 чорний кінь · c6 білий пішак · e6 чорний король · g6 білий слон · d5 білий кінь · f5 чорний пішак · e4 білий пішак · f4 чорний пішак · h4 чорна тура · c3 білий король · d3 білий кінь · f3 чорний пішак · h3 чорний слон · f2 білий пішак · g1 білий ферзь | e7 білий слон · g7 чорний пішак · a6 чорний кінь · c6 білий пішак · e6 чорний король · g6 білий слон · d5 білий кінь · f5 чорний пішак · e4 білий пішак · f4 чорний пішак · h4 чорна тура · c3 білий король · d3 білий кінь · f3 чорний пішак · h3 чорний слон · f2 білий пішак · g1 білий ферзь | e7 білий слон · g7 чорний пішак · a6 чорний кінь · c6 білий пішак · e6 чорний король · g6 білий слон · d5 білий кінь · f5 чорний пішак · e4 білий пішак · f4 чорний пішак · h4 чорна тура · c3 білий король · d3 білий кінь · f3 чорний пішак · h3 чорний слон · f2 білий пішак · g1 білий ферзь | e7 білий слон · g7 чорний пішак · a6 чорний кінь · c6 білий пішак · e6 чорний король · g6 білий слон · d5 білий кінь · f5 чорний пішак · e4 білий пішак · f4 чорний пішак · h4 чорна тура · c3 білий король · d3 білий кінь · f3 чорний пішак · h3 чорний слон · f2 білий пішак · g1 білий ферзь | e7 білий слон · g7 чорний пішак · a6 чорний кінь · c6 білий пішак · e6 чорний король · g6 білий слон · d5 білий кінь · f5 чорний пішак · e4 білий пішак · f4 чорний пішак · h4 чорна тура · c3 білий король · d3 білий кінь · f3 чорний пішак · h3 чорний слон · f2 білий пішак · g1 білий ферзь | 8 |
| 7 | e7 білий слон · g7 чорний пішак · a6 чорний кінь · c6 білий пішак · e6 чорний король · g6 білий слон · d5 білий кінь · f5 чорний пішак · e4 білий пішак · f4 чорний пішак · h4 чорна тура · c3 білий король · d3 білий кінь · f3 чорний пішак · h3 чорний слон · f2 білий пішак · g1 білий ферзь | e7 білий слон · g7 чорний пішак · a6 чорний кінь · c6 білий пішак · e6 чорний король · g6 білий слон · d5 білий кінь · f5 чорний пішак · e4 білий пішак · f4 чорний пішак · h4 чорна тура · c3 білий король · d3 білий кінь · f3 чорний пішак · h3 чорний слон · f2 білий пішак · g1 білий ферзь | e7 білий слон · g7 чорний пішак · a6 чорний кінь · c6 білий пішак · e6 чорний король · g6 білий слон · d5 білий кінь · f5 чорний пішак · e4 білий пішак · f4 чорний пішак · h4 чорна тура · c3 білий король · d3 білий кінь · f3 чорний пішак · h3 чорний слон · f2 білий пішак · g1 білий ферзь | e7 білий слон · g7 чорний пішак · a6 чорний кінь · c6 білий пішак · e6 чорний король · g6 білий слон · d5 білий кінь · f5 чорний пішак · e4 білий пішак · f4 чорний пішак · h4 чорна тура · c3 білий король · d3 білий кінь · f3 чорний пішак · h3 чорний слон · f2 білий пішак · g1 білий ферзь | e7 білий слон · g7 чорний пішак · a6 чорний кінь · c6 білий пішак · e6 чорний король · g6 білий слон · d5 білий кінь · f5 чорний пішак · e4 білий пішак · f4 чорний пішак · h4 чорна тура · c3 білий король · d3 білий кінь · f3 чорний пішак · h3 чорний слон · f2 білий пішак · g1 білий ферзь | e7 білий слон · g7 чорний пішак · a6 чорний кінь · c6 білий пішак · e6 чорний король · g6 білий слон · d5 білий кінь · f5 чорний пішак · e4 білий пішак · f4 чорний пішак · h4 чорна тура · c3 білий король · d3 білий кінь · f3 чорний пішак · h3 чорний слон · f2 білий пішак · g1 білий ферзь | e7 білий слон · g7 чорний пішак · a6 чорний кінь · c6 білий пішак · e6 чорний король · g6 білий слон · d5 білий кінь · f5 чорний пішак · e4 білий пішак · f4 чорний пішак · h4 чорна тура · c3 білий король · d3 білий кінь · f3 чорний пішак · h3 чорний слон · f2 білий пішак · g1 білий ферзь | e7 білий слон · g7 чорний пішак · a6 чорний кінь · c6 білий пішак · e6 чорний король · g6 білий слон · d5 білий кінь · f5 чорний пішак · e4 білий пішак · f4 чорний пішак · h4 чорна тура · c3 білий король · d3 білий кінь · f3 чорний пішак · h3 чорний слон · f2 білий пішак · g1 білий ферзь | 7 |
| 6 | e7 білий слон · g7 чорний пішак · a6 чорний кінь · c6 білий пішак · e6 чорний король · g6 білий слон · d5 білий кінь · f5 чорний пішак · e4 білий пішак · f4 чорний пішак · h4 чорна тура · c3 білий король · d3 білий кінь · f3 чорний пішак · h3 чорний слон · f2 білий пішак · g1 білий ферзь | e7 білий слон · g7 чорний пішак · a6 чорний кінь · c6 білий пішак · e6 чорний король · g6 білий слон · d5 білий кінь · f5 чорний пішак · e4 білий пішак · f4 чорний пішак · h4 чорна тура · c3 білий король · d3 білий кінь · f3 чорний пішак · h3 чорний слон · f2 білий пішак · g1 білий ферзь | e7 білий слон · g7 чорний пішак · a6 чорний кінь · c6 білий пішак · e6 чорний король · g6 білий слон · d5 білий кінь · f5 чорний пішак · e4 білий пішак · f4 чорний пішак · h4 чорна тура · c3 білий король · d3 білий кінь · f3 чорний пішак · h3 чорний слон · f2 білий пішак · g1 білий ферзь | e7 білий слон · g7 чорний пішак · a6 чорний кінь · c6 білий пішак · e6 чорний король · g6 білий слон · d5 білий кінь · f5 чорний пішак · e4 білий пішак · f4 чорний пішак · h4 чорна тура · c3 білий король · d3 білий кінь · f3 чорний пішак · h3 чорний слон · f2 білий пішак · g1 білий ферзь | e7 білий слон · g7 чорний пішак · a6 чорний кінь · c6 білий пішак · e6 чорний король · g6 білий слон · d5 білий кінь · f5 чорний пішак · e4 білий пішак · f4 чорний пішак · h4 чорна тура · c3 білий король · d3 білий кінь · f3 чорний пішак · h3 чорний слон · f2 білий пішак · g1 білий ферзь | e7 білий слон · g7 чорний пішак · a6 чорний кінь · c6 білий пішак · e6 чорний король · g6 білий слон · d5 білий кінь · f5 чорний пішак · e4 білий пішак · f4 чорний пішак · h4 чорна тура · c3 білий король · d3 білий кінь · f3 чорний пішак · h3 чорний слон · f2 білий пішак · g1 білий ферзь | e7 білий слон · g7 чорний пішак · a6 чорний кінь · c6 білий пішак · e6 чорний король · g6 білий слон · d5 білий кінь · f5 чорний пішак · e4 білий пішак · f4 чорний пішак · h4 чорна тура · c3 білий король · d3 білий кінь · f3 чорний пішак · h3 чорний слон · f2 білий пішак · g1 білий ферзь | e7 білий слон · g7 чорний пішак · a6 чорний кінь · c6 білий пішак · e6 чорний король · g6 білий слон · d5 білий кінь · f5 чорний пішак · e4 білий пішак · f4 чорний пішак · h4 чорна тура · c3 білий король · d3 білий кінь · f3 чорний пішак · h3 чорний слон · f2 білий пішак · g1 білий ферзь | 6 |
| 5 | e7 білий слон · g7 чорний пішак · a6 чорний кінь · c6 білий пішак · e6 чорний король · g6 білий слон · d5 білий кінь · f5 чорний пішак · e4 білий пішак · f4 чорний пішак · h4 чорна тура · c3 білий король · d3 білий кінь · f3 чорний пішак · h3 чорний слон · f2 білий пішак · g1 білий ферзь | e7 білий слон · g7 чорний пішак · a6 чорний кінь · c6 білий пішак · e6 чорний король · g6 білий слон · d5 білий кінь · f5 чорний пішак · e4 білий пішак · f4 чорний пішак · h4 чорна тура · c3 білий король · d3 білий кінь · f3 чорний пішак · h3 чорний слон · f2 білий пішак · g1 білий ферзь | e7 білий слон · g7 чорний пішак · a6 чорний кінь · c6 білий пішак · e6 чорний король · g6 білий слон · d5 білий кінь · f5 чорний пішак · e4 білий пішак · f4 чорний пішак · h4 чорна тура · c3 білий король · d3 білий кінь · f3 чорний пішак · h3 чорний слон · f2 білий пішак · g1 білий ферзь | e7 білий слон · g7 чорний пішак · a6 чорний кінь · c6 білий пішак · e6 чорний король · g6 білий слон · d5 білий кінь · f5 чорний пішак · e4 білий пішак · f4 чорний пішак · h4 чорна тура · c3 білий король · d3 білий кінь · f3 чорний пішак · h3 чорний слон · f2 білий пішак · g1 білий ферзь | e7 білий слон · g7 чорний пішак · a6 чорний кінь · c6 білий пішак · e6 чорний король · g6 білий слон · d5 білий кінь · f5 чорний пішак · e4 білий пішак · f4 чорний пішак · h4 чорна тура · c3 білий король · d3 білий кінь · f3 чорний пішак · h3 чорний слон · f2 білий пішак · g1 білий ферзь | e7 білий слон · g7 чорний пішак · a6 чорний кінь · c6 білий пішак · e6 чорний король · g6 білий слон · d5 білий кінь · f5 чорний пішак · e4 білий пішак · f4 чорний пішак · h4 чорна тура · c3 білий король · d3 білий кінь · f3 чорний пішак · h3 чорний слон · f2 білий пішак · g1 білий ферзь | e7 білий слон · g7 чорний пішак · a6 чорний кінь · c6 білий пішак · e6 чорний король · g6 білий слон · d5 білий кінь · f5 чорний пішак · e4 білий пішак · f4 чорний пішак · h4 чорна тура · c3 білий король · d3 білий кінь · f3 чорний пішак · h3 чорний слон · f2 білий пішак · g1 білий ферзь | e7 білий слон · g7 чорний пішак · a6 чорний кінь · c6 білий пішак · e6 чорний король · g6 білий слон · d5 білий кінь · f5 чорний пішак · e4 білий пішак · f4 чорний пішак · h4 чорна тура · c3 білий король · d3 білий кінь · f3 чорний пішак · h3 чорний слон · f2 білий пішак · g1 білий ферзь | 5 |
| 4 | e7 білий слон · g7 чорний пішак · a6 чорний кінь · c6 білий пішак · e6 чорний король · g6 білий слон · d5 білий кінь · f5 чорний пішак · e4 білий пішак · f4 чорний пішак · h4 чорна тура · c3 білий король · d3 білий кінь · f3 чорний пішак · h3 чорний слон · f2 білий пішак · g1 білий ферзь | e7 білий слон · g7 чорний пішак · a6 чорний кінь · c6 білий пішак · e6 чорний король · g6 білий слон · d5 білий кінь · f5 чорний пішак · e4 білий пішак · f4 чорний пішак · h4 чорна тура · c3 білий король · d3 білий кінь · f3 чорний пішак · h3 чорний слон · f2 білий пішак · g1 білий ферзь | e7 білий слон · g7 чорний пішак · a6 чорний кінь · c6 білий пішак · e6 чорний король · g6 білий слон · d5 білий кінь · f5 чорний пішак · e4 білий пішак · f4 чорний пішак · h4 чорна тура · c3 білий король · d3 білий кінь · f3 чорний пішак · h3 чорний слон · f2 білий пішак · g1 білий ферзь | e7 білий слон · g7 чорний пішак · a6 чорний кінь · c6 білий пішак · e6 чорний король · g6 білий слон · d5 білий кінь · f5 чорний пішак · e4 білий пішак · f4 чорний пішак · h4 чорна тура · c3 білий король · d3 білий кінь · f3 чорний пішак · h3 чорний слон · f2 білий пішак · g1 білий ферзь | e7 білий слон · g7 чорний пішак · a6 чорний кінь · c6 білий пішак · e6 чорний король · g6 білий слон · d5 білий кінь · f5 чорний пішак · e4 білий пішак · f4 чорний пішак · h4 чорна тура · c3 білий король · d3 білий кінь · f3 чорний пішак · h3 чорний слон · f2 білий пішак · g1 білий ферзь | e7 білий слон · g7 чорний пішак · a6 чорний кінь · c6 білий пішак · e6 чорний король · g6 білий слон · d5 білий кінь · f5 чорний пішак · e4 білий пішак · f4 чорний пішак · h4 чорна тура · c3 білий король · d3 білий кінь · f3 чорний пішак · h3 чорний слон · f2 білий пішак · g1 білий ферзь | e7 білий слон · g7 чорний пішак · a6 чорний кінь · c6 білий пішак · e6 чорний король · g6 білий слон · d5 білий кінь · f5 чорний пішак · e4 білий пішак · f4 чорний пішак · h4 чорна тура · c3 білий король · d3 білий кінь · f3 чорний пішак · h3 чорний слон · f2 білий пішак · g1 білий ферзь | e7 білий слон · g7 чорний пішак · a6 чорний кінь · c6 білий пішак · e6 чорний король · g6 білий слон · d5 білий кінь · f5 чорний пішак · e4 білий пішак · f4 чорний пішак · h4 чорна тура · c3 білий король · d3 білий кінь · f3 чорний пішак · h3 чорний слон · f2 білий пішак · g1 білий ферзь | 4 |
| 3 | e7 білий слон · g7 чорний пішак · a6 чорний кінь · c6 білий пішак · e6 чорний король · g6 білий слон · d5 білий кінь · f5 чорний пішак · e4 білий пішак · f4 чорний пішак · h4 чорна тура · c3 білий король · d3 білий кінь · f3 чорний пішак · h3 чорний слон · f2 білий пішак · g1 білий ферзь | e7 білий слон · g7 чорний пішак · a6 чорний кінь · c6 білий пішак · e6 чорний король · g6 білий слон · d5 білий кінь · f5 чорний пішак · e4 білий пішак · f4 чорний пішак · h4 чорна тура · c3 білий король · d3 білий кінь · f3 чорний пішак · h3 чорний слон · f2 білий пішак · g1 білий ферзь | e7 білий слон · g7 чорний пішак · a6 чорний кінь · c6 білий пішак · e6 чорний король · g6 білий слон · d5 білий кінь · f5 чорний пішак · e4 білий пішак · f4 чорний пішак · h4 чорна тура · c3 білий король · d3 білий кінь · f3 чорний пішак · h3 чорний слон · f2 білий пішак · g1 білий ферзь | e7 білий слон · g7 чорний пішак · a6 чорний кінь · c6 білий пішак · e6 чорний король · g6 білий слон · d5 білий кінь · f5 чорний пішак · e4 білий пішак · f4 чорний пішак · h4 чорна тура · c3 білий король · d3 білий кінь · f3 чорний пішак · h3 чорний слон · f2 білий пішак · g1 білий ферзь | e7 білий слон · g7 чорний пішак · a6 чорний кінь · c6 білий пішак · e6 чорний король · g6 білий слон · d5 білий кінь · f5 чорний пішак · e4 білий пішак · f4 чорний пішак · h4 чорна тура · c3 білий король · d3 білий кінь · f3 чорний пішак · h3 чорний слон · f2 білий пішак · g1 білий ферзь | e7 білий слон · g7 чорний пішак · a6 чорний кінь · c6 білий пішак · e6 чорний король · g6 білий слон · d5 білий кінь · f5 чорний пішак · e4 білий пішак · f4 чорний пішак · h4 чорна тура · c3 білий король · d3 білий кінь · f3 чорний пішак · h3 чорний слон · f2 білий пішак · g1 білий ферзь | e7 білий слон · g7 чорний пішак · a6 чорний кінь · c6 білий пішак · e6 чорний король · g6 білий слон · d5 білий кінь · f5 чорний пішак · e4 білий пішак · f4 чорний пішак · h4 чорна тура · c3 білий король · d3 білий кінь · f3 чорний пішак · h3 чорний слон · f2 білий пішак · g1 білий ферзь | e7 білий слон · g7 чорний пішак · a6 чорний кінь · c6 білий пішак · e6 чорний король · g6 білий слон · d5 білий кінь · f5 чорний пішак · e4 білий пішак · f4 чорний пішак · h4 чорна тура · c3 білий король · d3 білий кінь · f3 чорний пішак · h3 чорний слон · f2 білий пішак · g1 білий ферзь | 3 |
| 2 | e7 білий слон · g7 чорний пішак · a6 чорний кінь · c6 білий пішак · e6 чорний король · g6 білий слон · d5 білий кінь · f5 чорний пішак · e4 білий пішак · f4 чорний пішак · h4 чорна тура · c3 білий король · d3 білий кінь · f3 чорний пішак · h3 чорний слон · f2 білий пішак · g1 білий ферзь | e7 білий слон · g7 чорний пішак · a6 чорний кінь · c6 білий пішак · e6 чорний король · g6 білий слон · d5 білий кінь · f5 чорний пішак · e4 білий пішак · f4 чорний пішак · h4 чорна тура · c3 білий король · d3 білий кінь · f3 чорний пішак · h3 чорний слон · f2 білий пішак · g1 білий ферзь | e7 білий слон · g7 чорний пішак · a6 чорний кінь · c6 білий пішак · e6 чорний король · g6 білий слон · d5 білий кінь · f5 чорний пішак · e4 білий пішак · f4 чорний пішак · h4 чорна тура · c3 білий король · d3 білий кінь · f3 чорний пішак · h3 чорний слон · f2 білий пішак · g1 білий ферзь | e7 білий слон · g7 чорний пішак · a6 чорний кінь · c6 білий пішак · e6 чорний король · g6 білий слон · d5 білий кінь · f5 чорний пішак · e4 білий пішак · f4 чорний пішак · h4 чорна тура · c3 білий король · d3 білий кінь · f3 чорний пішак · h3 чорний слон · f2 білий пішак · g1 білий ферзь | e7 білий слон · g7 чорний пішак · a6 чорний кінь · c6 білий пішак · e6 чорний король · g6 білий слон · d5 білий кінь · f5 чорний пішак · e4 білий пішак · f4 чорний пішак · h4 чорна тура · c3 білий король · d3 білий кінь · f3 чорний пішак · h3 чорний слон · f2 білий пішак · g1 білий ферзь | e7 білий слон · g7 чорний пішак · a6 чорний кінь · c6 білий пішак · e6 чорний король · g6 білий слон · d5 білий кінь · f5 чорний пішак · e4 білий пішак · f4 чорний пішак · h4 чорна тура · c3 білий король · d3 білий кінь · f3 чорний пішак · h3 чорний слон · f2 білий пішак · g1 білий ферзь | e7 білий слон · g7 чорний пішак · a6 чорний кінь · c6 білий пішак · e6 чорний король · g6 білий слон · d5 білий кінь · f5 чорний пішак · e4 білий пішак · f4 чорний пішак · h4 чорна тура · c3 білий король · d3 білий кінь · f3 чорний пішак · h3 чорний слон · f2 білий пішак · g1 білий ферзь | e7 білий слон · g7 чорний пішак · a6 чорний кінь · c6 білий пішак · e6 чорний король · g6 білий слон · d5 білий кінь · f5 чорний пішак · e4 білий пішак · f4 чорний пішак · h4 чорна тура · c3 білий король · d3 білий кінь · f3 чорний пішак · h3 чорний слон · f2 білий пішак · g1 білий ферзь | 2 |
| 1 | e7 білий слон · g7 чорний пішак · a6 чорний кінь · c6 білий пішак · e6 чорний король · g6 білий слон · d5 білий кінь · f5 чорний пішак · e4 білий пішак · f4 чорний пішак · h4 чорна тура · c3 білий король · d3 білий кінь · f3 чорний пішак · h3 чорний слон · f2 білий пішак · g1 білий ферзь | e7 білий слон · g7 чорний пішак · a6 чорний кінь · c6 білий пішак · e6 чорний король · g6 білий слон · d5 білий кінь · f5 чорний пішак · e4 білий пішак · f4 чорний пішак · h4 чорна тура · c3 білий король · d3 білий кінь · f3 чорний пішак · h3 чорний слон · f2 білий пішак · g1 білий ферзь | e7 білий слон · g7 чорний пішак · a6 чорний кінь · c6 білий пішак · e6 чорний король · g6 білий слон · d5 білий кінь · f5 чорний пішак · e4 білий пішак · f4 чорний пішак · h4 чорна тура · c3 білий король · d3 білий кінь · f3 чорний пішак · h3 чорний слон · f2 білий пішак · g1 білий ферзь | e7 білий слон · g7 чорний пішак · a6 чорний кінь · c6 білий пішак · e6 чорний король · g6 білий слон · d5 білий кінь · f5 чорний пішак · e4 білий пішак · f4 чорний пішак · h4 чорна тура · c3 білий король · d3 білий кінь · f3 чорний пішак · h3 чорний слон · f2 білий пішак · g1 білий ферзь | e7 білий слон · g7 чорний пішак · a6 чорний кінь · c6 білий пішак · e6 чорний король · g6 білий слон · d5 білий кінь · f5 чорний пішак · e4 білий пішак · f4 чорний пішак · h4 чорна тура · c3 білий король · d3 білий кінь · f3 чорний пішак · h3 чорний слон · f2 білий пішак · g1 білий ферзь | e7 білий слон · g7 чорний пішак · a6 чорний кінь · c6 білий пішак · e6 чорний король · g6 білий слон · d5 білий кінь · f5 чорний пішак · e4 білий пішак · f4 чорний пішак · h4 чорна тура · c3 білий король · d3 білий кінь · f3 чорний пішак · h3 чорний слон · f2 білий пішак · g1 білий ферзь | e7 білий слон · g7 чорний пішак · a6 чорний кінь · c6 білий пішак · e6 чорний король · g6 білий слон · d5 білий кінь · f5 чорний пішак · e4 білий пішак · f4 чорний пішак · h4 чорна тура · c3 білий король · d3 білий кінь · f3 чорний пішак · h3 чорний слон · f2 білий пішак · g1 білий ферзь | e7 білий слон · g7 чорний пішак · a6 чорний кінь · c6 білий пішак · e6 чорний король · g6 білий слон · d5 білий кінь · f5 чорний пішак · e4 білий пішак · f4 чорний пішак · h4 чорна тура · c3 білий король · d3 білий кінь · f3 чорний пішак · h3 чорний слон · f2 білий пішак · g1 білий ферзь | 1 |
|   | a | b | c | d | e | f | g | h |   |

1. Kd4?
1. … T~    2. S3f4 # A
1. … Tg4! 2. ef # B
1. … L~    2. ef # B
1. … Lg4! 2. S3f4 # A
- — - — - — -
1. … S~    2. Sc5 #, 1... fe!
1. Dg5! Zz
1. … T~    2. S5f4 # C
1. … Tg4! 2. Df5 # D
1. … L~    2. Df5 # D
1. … Lg4! 2. S5f4 # C
- — - — - — -
1. … S~ 2. Sc7 #
1. … fe 2. De5 #
Тема Флоріана-1, тема зміни 3-x матів, перекриття Грімшоу.
|   | a | b | c | d | e | f | g | h |   |
| 8 | c6 білий король · b5 чорний пішак · b4 чорний король · d3 біла тура · a2 білий ферзь · b1 чорна тура · c1 чорний слон | c6 білий король · b5 чорний пішак · b4 чорний король · d3 біла тура · a2 білий ферзь · b1 чорна тура · c1 чорний слон | c6 білий король · b5 чорний пішак · b4 чорний король · d3 біла тура · a2 білий ферзь · b1 чорна тура · c1 чорний слон | c6 білий король · b5 чорний пішак · b4 чорний король · d3 біла тура · a2 білий ферзь · b1 чорна тура · c1 чорний слон | c6 білий король · b5 чорний пішак · b4 чорний король · d3 біла тура · a2 білий ферзь · b1 чорна тура · c1 чорний слон | c6 білий король · b5 чорний пішак · b4 чорний король · d3 біла тура · a2 білий ферзь · b1 чорна тура · c1 чорний слон | c6 білий король · b5 чорний пішак · b4 чорний король · d3 біла тура · a2 білий ферзь · b1 чорна тура · c1 чорний слон | c6 білий король · b5 чорний пішак · b4 чорний король · d3 біла тура · a2 білий ферзь · b1 чорна тура · c1 чорний слон | 8 |
| 7 | c6 білий король · b5 чорний пішак · b4 чорний король · d3 біла тура · a2 білий ферзь · b1 чорна тура · c1 чорний слон | c6 білий король · b5 чорний пішак · b4 чорний король · d3 біла тура · a2 білий ферзь · b1 чорна тура · c1 чорний слон | c6 білий король · b5 чорний пішак · b4 чорний король · d3 біла тура · a2 білий ферзь · b1 чорна тура · c1 чорний слон | c6 білий король · b5 чорний пішак · b4 чорний король · d3 біла тура · a2 білий ферзь · b1 чорна тура · c1 чорний слон | c6 білий король · b5 чорний пішак · b4 чорний король · d3 біла тура · a2 білий ферзь · b1 чорна тура · c1 чорний слон | c6 білий король · b5 чорний пішак · b4 чорний король · d3 біла тура · a2 білий ферзь · b1 чорна тура · c1 чорний слон | c6 білий король · b5 чорний пішак · b4 чорний король · d3 біла тура · a2 білий ферзь · b1 чорна тура · c1 чорний слон | c6 білий король · b5 чорний пішак · b4 чорний король · d3 біла тура · a2 білий ферзь · b1 чорна тура · c1 чорний слон | 7 |
| 6 | c6 білий король · b5 чорний пішак · b4 чорний король · d3 біла тура · a2 білий ферзь · b1 чорна тура · c1 чорний слон | c6 білий король · b5 чорний пішак · b4 чорний король · d3 біла тура · a2 білий ферзь · b1 чорна тура · c1 чорний слон | c6 білий король · b5 чорний пішак · b4 чорний король · d3 біла тура · a2 білий ферзь · b1 чорна тура · c1 чорний слон | c6 білий король · b5 чорний пішак · b4 чорний король · d3 біла тура · a2 білий ферзь · b1 чорна тура · c1 чорний слон | c6 білий король · b5 чорний пішак · b4 чорний король · d3 біла тура · a2 білий ферзь · b1 чорна тура · c1 чорний слон | c6 білий король · b5 чорний пішак · b4 чорний король · d3 біла тура · a2 білий ферзь · b1 чорна тура · c1 чорний слон | c6 білий король · b5 чорний пішак · b4 чорний король · d3 біла тура · a2 білий ферзь · b1 чорна тура · c1 чорний слон | c6 білий король · b5 чорний пішак · b4 чорний король · d3 біла тура · a2 білий ферзь · b1 чорна тура · c1 чорний слон | 6 |
| 5 | c6 білий король · b5 чорний пішак · b4 чорний король · d3 біла тура · a2 білий ферзь · b1 чорна тура · c1 чорний слон | c6 білий король · b5 чорний пішак · b4 чорний король · d3 біла тура · a2 білий ферзь · b1 чорна тура · c1 чорний слон | c6 білий король · b5 чорний пішак · b4 чорний король · d3 біла тура · a2 білий ферзь · b1 чорна тура · c1 чорний слон | c6 білий король · b5 чорний пішак · b4 чорний король · d3 біла тура · a2 білий ферзь · b1 чорна тура · c1 чорний слон | c6 білий король · b5 чорний пішак · b4 чорний король · d3 біла тура · a2 білий ферзь · b1 чорна тура · c1 чорний слон | c6 білий король · b5 чорний пішак · b4 чорний король · d3 біла тура · a2 білий ферзь · b1 чорна тура · c1 чорний слон | c6 білий король · b5 чорний пішак · b4 чорний король · d3 біла тура · a2 білий ферзь · b1 чорна тура · c1 чорний слон | c6 білий король · b5 чорний пішак · b4 чорний король · d3 біла тура · a2 білий ферзь · b1 чорна тура · c1 чорний слон | 5 |
| 4 | c6 білий король · b5 чорний пішак · b4 чорний король · d3 біла тура · a2 білий ферзь · b1 чорна тура · c1 чорний слон | c6 білий король · b5 чорний пішак · b4 чорний король · d3 біла тура · a2 білий ферзь · b1 чорна тура · c1 чорний слон | c6 білий король · b5 чорний пішак · b4 чорний король · d3 біла тура · a2 білий ферзь · b1 чорна тура · c1 чорний слон | c6 білий король · b5 чорний пішак · b4 чорний король · d3 біла тура · a2 білий ферзь · b1 чорна тура · c1 чорний слон | c6 білий король · b5 чорний пішак · b4 чорний король · d3 біла тура · a2 білий ферзь · b1 чорна тура · c1 чорний слон | c6 білий король · b5 чорний пішак · b4 чорний король · d3 біла тура · a2 білий ферзь · b1 чорна тура · c1 чорний слон | c6 білий король · b5 чорний пішак · b4 чорний король · d3 біла тура · a2 білий ферзь · b1 чорна тура · c1 чорний слон | c6 білий король · b5 чорний пішак · b4 чорний король · d3 біла тура · a2 білий ферзь · b1 чорна тура · c1 чорний слон | 4 |
| 3 | c6 білий король · b5 чорний пішак · b4 чорний король · d3 біла тура · a2 білий ферзь · b1 чорна тура · c1 чорний слон | c6 білий король · b5 чорний пішак · b4 чорний король · d3 біла тура · a2 білий ферзь · b1 чорна тура · c1 чорний слон | c6 білий король · b5 чорний пішак · b4 чорний король · d3 біла тура · a2 білий ферзь · b1 чорна тура · c1 чорний слон | c6 білий король · b5 чорний пішак · b4 чорний король · d3 біла тура · a2 білий ферзь · b1 чорна тура · c1 чорний слон | c6 білий король · b5 чорний пішак · b4 чорний король · d3 біла тура · a2 білий ферзь · b1 чорна тура · c1 чорний слон | c6 білий король · b5 чорний пішак · b4 чорний король · d3 біла тура · a2 білий ферзь · b1 чорна тура · c1 чорний слон | c6 білий король · b5 чорний пішак · b4 чорний король · d3 біла тура · a2 білий ферзь · b1 чорна тура · c1 чорний слон | c6 білий король · b5 чорний пішак · b4 чорний король · d3 біла тура · a2 білий ферзь · b1 чорна тура · c1 чорний слон | 3 |
| 2 | c6 білий король · b5 чорний пішак · b4 чорний король · d3 біла тура · a2 білий ферзь · b1 чорна тура · c1 чорний слон | c6 білий король · b5 чорний пішак · b4 чорний король · d3 біла тура · a2 білий ферзь · b1 чорна тура · c1 чорний слон | c6 білий король · b5 чорний пішак · b4 чорний король · d3 біла тура · a2 білий ферзь · b1 чорна тура · c1 чорний слон | c6 білий король · b5 чорний пішак · b4 чорний король · d3 біла тура · a2 білий ферзь · b1 чорна тура · c1 чорний слон | c6 білий король · b5 чорний пішак · b4 чорний король · d3 біла тура · a2 білий ферзь · b1 чорна тура · c1 чорний слон | c6 білий король · b5 чорний пішак · b4 чорний король · d3 біла тура · a2 білий ферзь · b1 чорна тура · c1 чорний слон | c6 білий король · b5 чорний пішак · b4 чорний король · d3 біла тура · a2 білий ферзь · b1 чорна тура · c1 чорний слон | c6 білий король · b5 чорний пішак · b4 чорний король · d3 біла тура · a2 білий ферзь · b1 чорна тура · c1 чорний слон | 2 |
| 1 | c6 білий король · b5 чорний пішак · b4 чорний король · d3 біла тура · a2 білий ферзь · b1 чорна тура · c1 чорний слон | c6 білий король · b5 чорний пішак · b4 чорний король · d3 біла тура · a2 білий ферзь · b1 чорна тура · c1 чорний слон | c6 білий король · b5 чорний пішак · b4 чорний король · d3 біла тура · a2 білий ферзь · b1 чорна тура · c1 чорний слон | c6 білий король · b5 чорний пішак · b4 чорний король · d3 біла тура · a2 білий ферзь · b1 чорна тура · c1 чорний слон | c6 білий король · b5 чорний пішак · b4 чорний король · d3 біла тура · a2 білий ферзь · b1 чорна тура · c1 чорний слон | c6 білий король · b5 чорний пішак · b4 чорний король · d3 біла тура · a2 білий ферзь · b1 чорна тура · c1 чорний слон | c6 білий король · b5 чорний пішак · b4 чорний король · d3 біла тура · a2 білий ферзь · b1 чорна тура · c1 чорний слон | c6 білий король · b5 чорний пішак · b4 чорний король · d3 біла тура · a2 білий ферзь · b1 чорна тура · c1 чорний слон | 1 |
|   | a | b | c | d | e | f | g | h |   |

1. Kd5! Zz
1. … T~    2. Tb3 # A
1. … Tb2! 2. Da3 # B
1. … L~    2. Da3 # B
1. … Lb2! 2. Tb3 # A
перекриття Грімшоу, тема Флоріана-1. Єдина відома мініатюра з таким синтезом.
Ще також яскравим прикладом синтезу може бути задача, розміщена в статті на Самбірську тему, а саме в розділі Синтез з іншими темами. В цій задачі реалізовано синтез теми Флоріана (Фельдмана)-1 з Самбірською темою, цей синтез проходить на тлі перекриття Грімшоу.